# Liste der Biografien/Gil
Liste der Biografien |
Portal Biografien |
Personensuche
# |
A |
B |
C |
D |
E |
F |
G |
H |
I |
J |
K |
L |
M |
N |
O |
P |
Q |
R |
S |
T |
U |
V |
W |
X |
Y |
Z |
?
 
Ga |
Gb |
Gc |
Gd |
Ge |
Gf |
Gh |
Gi |
Gj |
Gk |
Gl |
Gm |
Gn |
Go |
Gp |
Gq |
Gr |
Gs |
Gu |
Gv |
Gw |
Gy |
Gz
 
Gia |
Gib |
Gic |
Gid |
Gie |
Gif |
Gig |
Gih |
Gij |
Gik |
Gil |
Gim |
Gin |
Gio |
Gip |
Gir |
Gis |
Git |
Giu |
Giv |
Giw |
Giy |
Giz
Die Liste der Biografien führt alle Personen auf, die in der deutschsprachigen Wikipedia einen Artikel haben. Dieses ist eine Teilliste mit 1206 Einträgen von Personen, deren Namen mit den Buchstaben „Gil“ beginnt.

## Gil
- Gil (* 1987), brasilianischer Fußballspieler
- Gil Betancur, Farly Yovany (* 1974), kolumbianischer Geistlicher und römisch-katholischer Bischof von Montelíbano
- Gil de Hontañón, Rodrigo (1500–1577), spanischer Architekt der Renaissance
- Gil de Taboada y Lemos, Francisco (1733–1810), Vizekönig von Neugranada und Peru, spanischer Marineminister
- Gil Eisner, Fernando Miguel (1953–2020), uruguayischer Geistlicher, römisch-katholischer Theologe und Bischof von Salto
- Gil Esteve, Roberto (1938–2022), spanischer Fußballspieler und -trainer
- Gil Hellín, Francisco (* 1940), spanischer Geistlicher, emeritierter Erzbischof von Burgos
- Gil i Serra, Pau (1816–1896), katalanischer Bankier und Mäzen
- Gil Lechoza, Víctor (1932–2001), spanischer katholischer Bischof
- Gil Manzano, Jesús (* 1984), spanischer Fußballschiedsrichter
- Gil Polo, Gaspar († 1591), spanischer Dichter und Sänger
- Gil Preciado, Juan (1909–1999), mexikanischer Politiker
- Gil Roësset, Margarita (1908–1932), spanische Bildhauerin, Illustratorin und Dichterin
- Gil Tamayo, José María (* 1957), spanischer römisch-katholischer Geistlicher, Erzbischof von Granada
- Gil Tapia, Isidro (1928–2016), mexikanischer Fußballtorhüter
- Gil y Carrasco, Enrique (1815–1846), spanischer Schriftsteller der Romantik
- Gil Zorrilla, Daniel (1930–2008), uruguayischer Geistlicher, Bischof von Salto
- Gil Zuñiga, José Daniel (* 1955), costa-ricanischer Historiker sowie Sozialwissenschaftler
- Gil, Alberto (* 1952), spanischer Sprach- und Übersetzungswissenschaftler
- Gil, Alejandro (* 1964), kubanischer Politiker
- Gil, Ariadna (* 1969), spanische SchauspielerinAriadna Gil (* 1969)

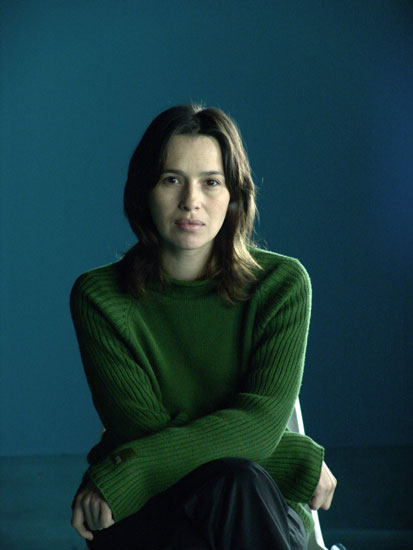
Ariadna Gil (* 1969)

- Gil, Augusto (1873–1929), portugiesischer Lyriker
- Gil, Avi (* 1972), israelischer Generalmajor und Militärsekretär
- Gil, Blanca Rosa (* 1937), kubanische Sängerin
- Gil, Bryan (* 2001), spanischer Fußballspieler
- Gil, Carles (* 1992), spanischer Fußballspieler
- Gil, Consuelo (1905–1995), spanische Hochschullehrerin und Verlegerin
- Gil, Emmanuel (* 1986), mexikanischer Fußballspieler
- Gil, Enrique (* 1992), philippinischer Sänger und Schauspieler
- Gil, Felipe (1911–1984), uruguayischer Politiker
- Gil, Frederico (* 1985), portugiesischer Tennisspieler
- Gil, Gilberto (* 1942), brasilianischer Musiker und PolitikerGilberto Gil (* 1942)

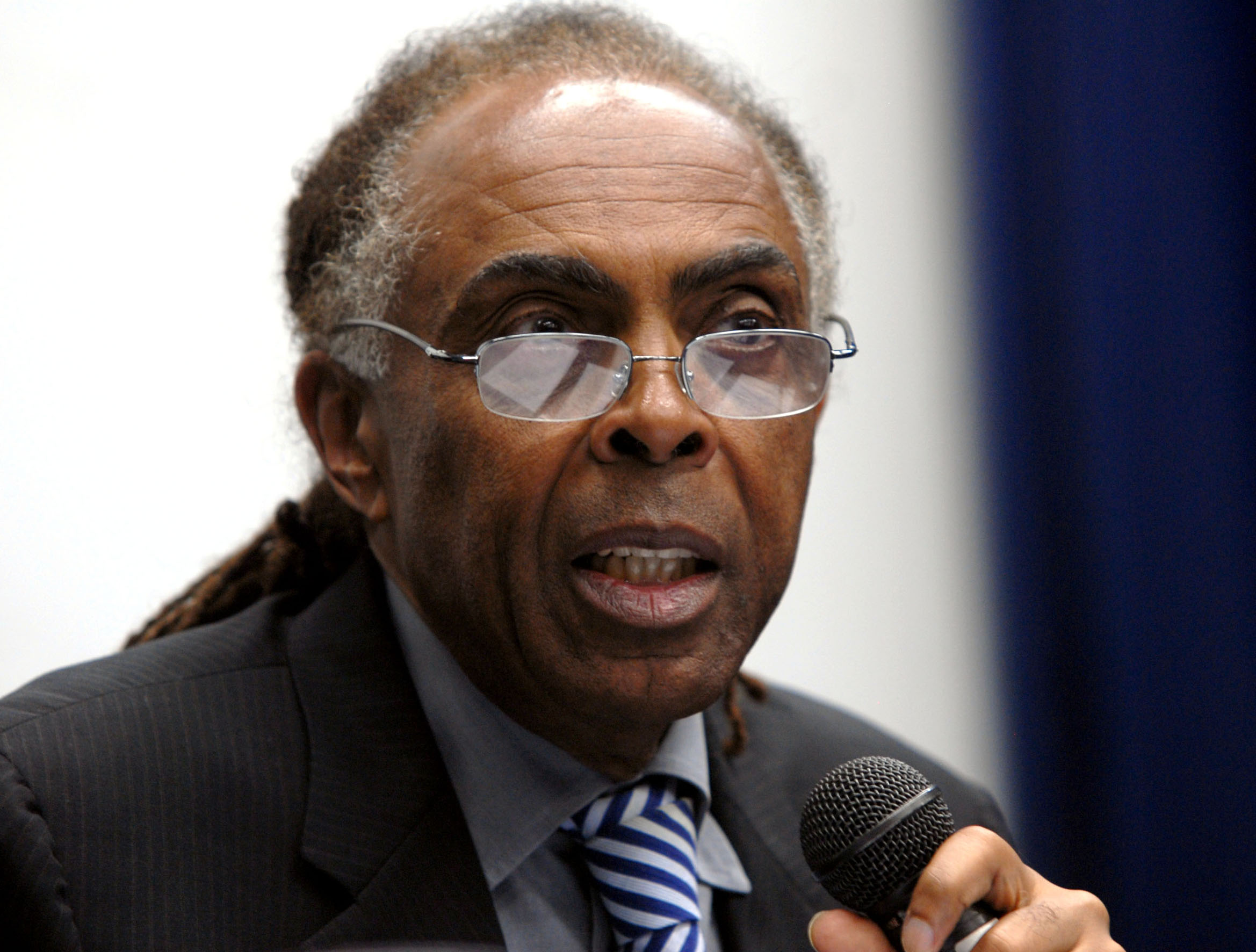
Gilberto Gil (* 1942)

- Gil, Goa (1951–2023), US-amerikanischer DJ und Musiker
- Gil, Ildefonso-Manuel (1912–2003), spanischer Dichter, Romanist und Hispanist, der in den Vereinigten Staaten Hochschullehrer war
- Gil, Jesús (1933–2004), spanischer Politiker, Unternehmer und Fußballfunktionär
- Gil, José (1886–1947), argentinischer Komponist und Musikpädagoge
- Gil, José (* 1939), portugiesischer Philosoph, Essayist
- Gil, José Luis (* 1957), spanischer Synchronsprecher und Schauspieler
- Gil, Jose Pablo (* 1995), costa-ricanischer Rollstuhltennisspieler
- Gil, Juan, spanischer Geistlicher und Theologe
- Gil, Julián (* 1970), argentinischer Theater-, Film- und Fernsehschauspieler
- Gil, Koldo (* 1978), spanischer Radrennfahrer
- Gil, Konstantin (* 1946), deutscher Taekwondoin
- Gil, Krystyna (1938–2021), polnische Holocaustüberlebende, Romni und aktive Zeitzeugin
- Gil, Leonardo (* 1991), argentinisch-chilenischer Fußballspieler
- Gil, Lucía (* 1998), spanische Sängerin und Schauspielerin
- Gil, Luis (* 1993), US-amerikanischer Fußballspieler
- Gil, Manuel (* 1933), spanischer Schauspieler
- Gil, Margarida (* 1950), portugiesische Filmregisseurin
- Gil, Mariusz (* 1983), polnischer Cyclocrossfahrer
- Gil, Mateo (* 1972), spanischer Drehbuchautor und Regisseur
- Gil, Mieczysław (1944–2022), polnischer Politiker
- Gil, Moshe (1921–2014), israelischer Historiker
- Gil, Óscar (* 1995), spanischer Fußballspieler
- Gil, Óscar (* 1998), spanischer Fußballspieler
- Gil, Paweł (* 1976), polnischer Fußballschiedsrichter
- Gil, Pedro (* 1980), katalanischer Rollhockeyspieler
- Gil, Rafael (1913–1986), spanischer Filmregisseur
- Gil, Roberto, uruguayischer Fußballspieler
- Gil, Silvina (* 2005), uruguayische Hochspringerin
- Gil, Stephanie (* 2005), spanische Schauspielerin
- Gil, Thomas (* 1954), deutscher Philosoph
- Gil, Tomás (* 1977), venezolanischer Radrennfahrer
- Gil, Vicente (* 1956), spanischer Schauspieler
- Gil, Vincent (1939–2022), australischer Schauspieler
- Gil, Won-ok (1928–2025), südkoreanische Aktivistin, ehemalige Trostfrau
- Gil, Xavier (* 1982), andorranischer Fußballspieler
- Gil, Young-ah (* 1970), südkoreanische Badmintonspielerin
- Gil, Yván (* 1972), venezolanischer Diplomat und Politiker
- Gil-Av, Emanuel (1916–1996), israelischer Chemiker
- Gil-Robles y Quiñones, José María (1898–1980), spanischer Rechtsanwalt und Politiker
- Gil-Robles, Álvaro (* 1944), spanischer Jurist und Menschenrechtsaktivist
- Gil-Robles, José María (1935–2023), spanischer Politiker (Partido Popular), MdEP

### Gila
- Gila, Mario (* 2000), spanischer Fußballspieler
- Gila, Miguel (1919–2001), spanischer Komiker und Schauspieler
- Gilabert de Cruïlles († 1335), Bischof von Girona
- Gilad, Jonathan (* 1981), französischer Pianist
- Giladi, Lotan (* 2000), israelischer E-Sportler
- Giladi, Moti (* 1946), israelischer Sänger und Schauspieler
- Gilady, Alex (1942–2022), israelischer Journalist und Sportfunktionär
- Gilani, Said (* 1996), afghanisch-deutscher Leichtathlet
- Gilani, Yousaf Raza (* 1952), pakistanischer Politiker der Pakistanischen Volkspartei (PPP) und Premierminister
- Gilani, Zahed (1216–1301), islamischer Mystiker und Großmeister des Sufiordens der Zahediyyeh
- Gilani-Pour, Abolfazl (* 1989), iranischer Radrennfahrer
- Gilanyan, Karine (* 1981), armenische Pianistin
- Gilard, Franck (* 1950), französischer Politiker, Mitglied der Nationalversammlung
- Gilard, Jacques (1943–2008), französischer Lateinamerikanist
- Gilardi, Domenico (1785–1845), Schweizer Architekt
- Gilardi, Gilardo (1889–1963), argentinischer Komponist und Musikpädagoge
- Gilardi, Thierry (1958–2008), französischer Sportjournalist
- Gilardino, Alberto (* 1982), italienischer FußballspielerAlberto Gilardino (* 1982)

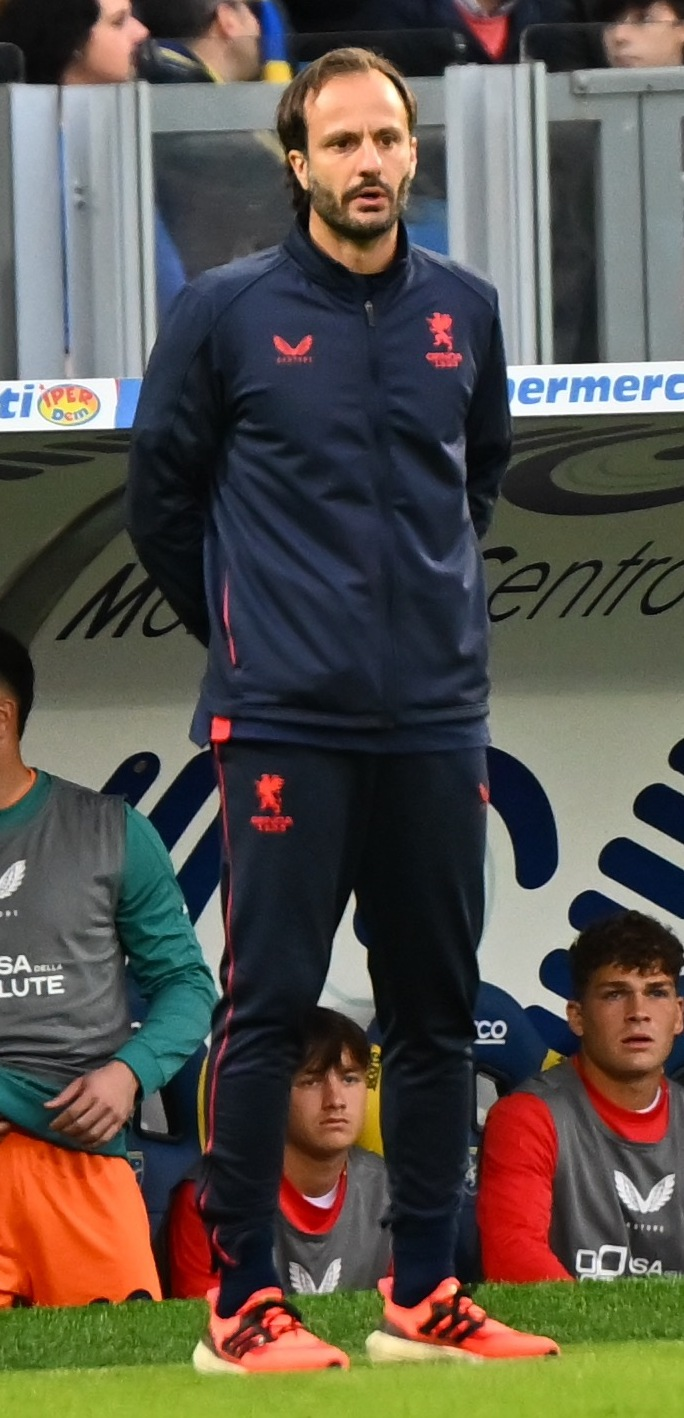
Alberto Gilardino (* 1982)

- Gilardone, Christian Heinrich (1798–1874), Pfälzer Dichter und Autor
- Gilardone, Georg (* 1877), deutscher Militärhistoriker, Konservator und Museumsleiter
- Gilardoni, Daniele (* 1976), italienischer Ruderer
- Gilardoni, Domenico (1798–1831), neapolitanischer Librettist
- Gilardoni, Henri (1876–1937), französischer Segler
- Gilardoni, Marina (* 1987), Schweizer Skeleton- und Bobsportlerin
- Gilardoni, Pietro (1763–1839), italienischer Kupferstecher und Architekt
- Gilardoni, Virgilio (1916–1989), Schweizer Historiker
- Gilarowski, Pjotr Iwanowitsch, russischer Physiker, Mathematiker, Altphilologe und Hochschullehrer
- Gilarski, Kazimierz (1955–2010), polnischer Brigadegeneral
- Gilasow, Rinat Rifkatowitsch (* 1987), russischer Sommerbiathlet
- Gilauri, Nika (* 1975), georgischer Politiker
- Gilavert, Louis (* 1998), französischer Hindernisläufer

### Gilb
- Gilbarg, David (1918–2001), US-amerikanischer Mathematiker
- Gilberd, Bruce (1938–2023), neuseeländischer anglikanischer Priester, Bischof von Auckland
- Gilberg, Dirk (* 1969), deutscher Jurist und VerfassungsrichterDirk Gilberg (* 1969)

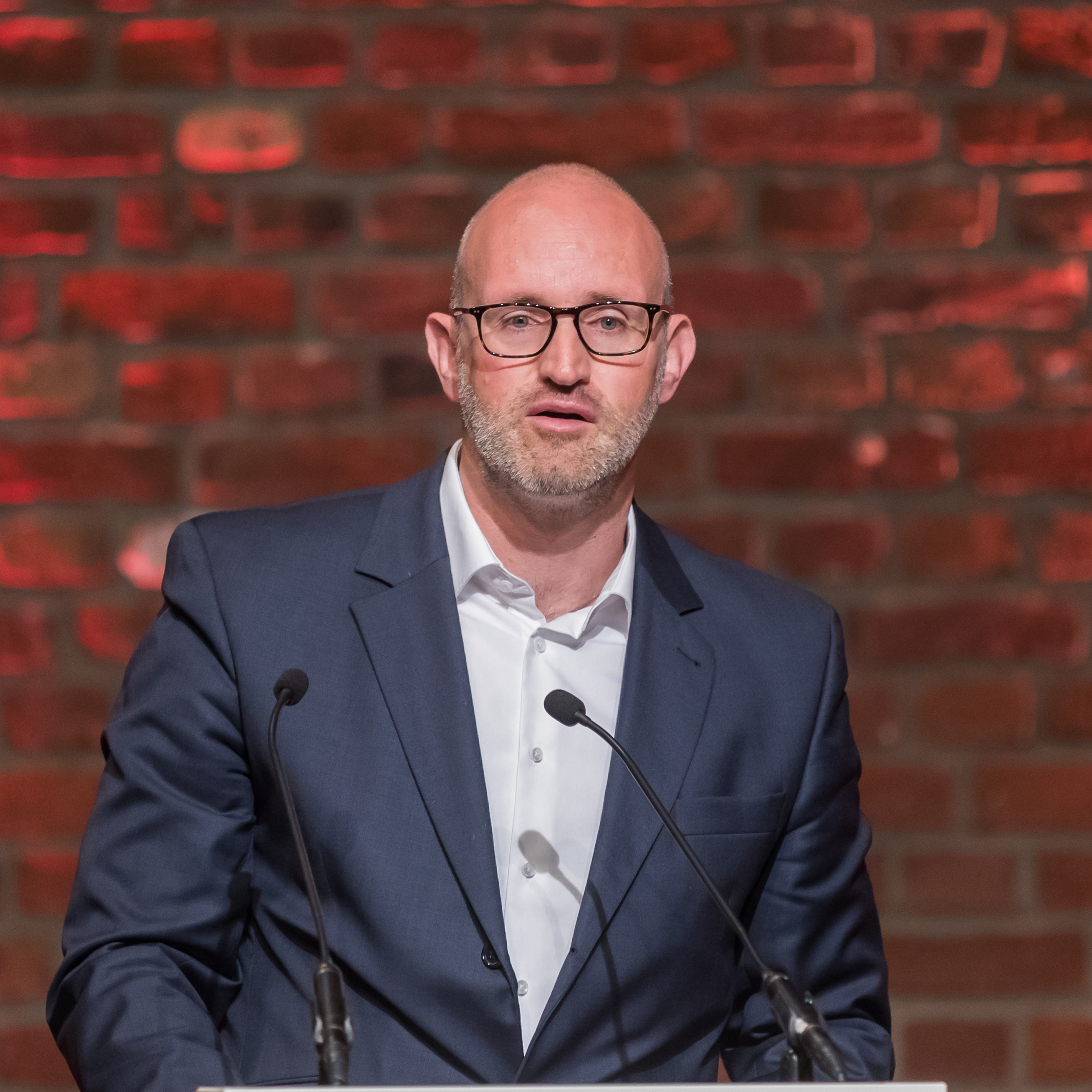
Dirk Gilberg (* 1969)

- Gilberg, Trond (1940–2022), US-amerikanischer Politikwissenschaftler und Hochschullehrer
- Gilbers, Harald (* 1969), deutscher Redakteur, Regisseur und Schriftsteller
- Gilbert, schottischer Geistlicher
- Gilbert († 1107), Graf von Gévaudan, Vizegraf von Carlat und Graf von Arles
- Gilbert (* 1959), österreichischer Schlagersänger und Komponist
- Gilbert de Aissailly († 1183), Großmeister des Johanniterordens
- Gilbert de Brionne, Graf von Eu und vielleicht auch Graf von Brionne
- Gilbert de Clare († 1117), anglonormannischer Adliger und Lord von Tonbridge und Clare
- Gilbert de Gant († 1156), Earl of Lincoln
- Gilbert de Spaignart, Martin (1504–1572), Superintendent in Bad Liebenwerda sowie Schulmeister in Luckau und Pfarrer in Marienberg
- Gilbert de Umfraville, 7. Earl of Angus, englisch-schottischer Adliger
- Gilbert Hérail († 1200), Großmeister des Templerordens
- Gilbert of Seagrave, englischer Ritter
- Gilbert of Stirling († 1239), schottischer Geistlicher
- Gilbert of Thornton († 1295), englischer Richter
- Gilbert von Laach († 1152), erster Abt des Benediktinerklosters Laach in der Eifel
- Gilbert von Neuffontaines († 1152), französischer Adliger, Klostergründer und Heiliger
- Gilbert von Poitiers († 1155), scholastischer Philosoph und Theologe
- Gilbert von Sempringham († 1189), englischer Ordensgründer
- Gilbert, Abijah (1806–1881), US-amerikanischer Politiker
- Gilbert, Alan (* 1967), US-amerikanischer DirigentAlan Gilbert (* 1967)

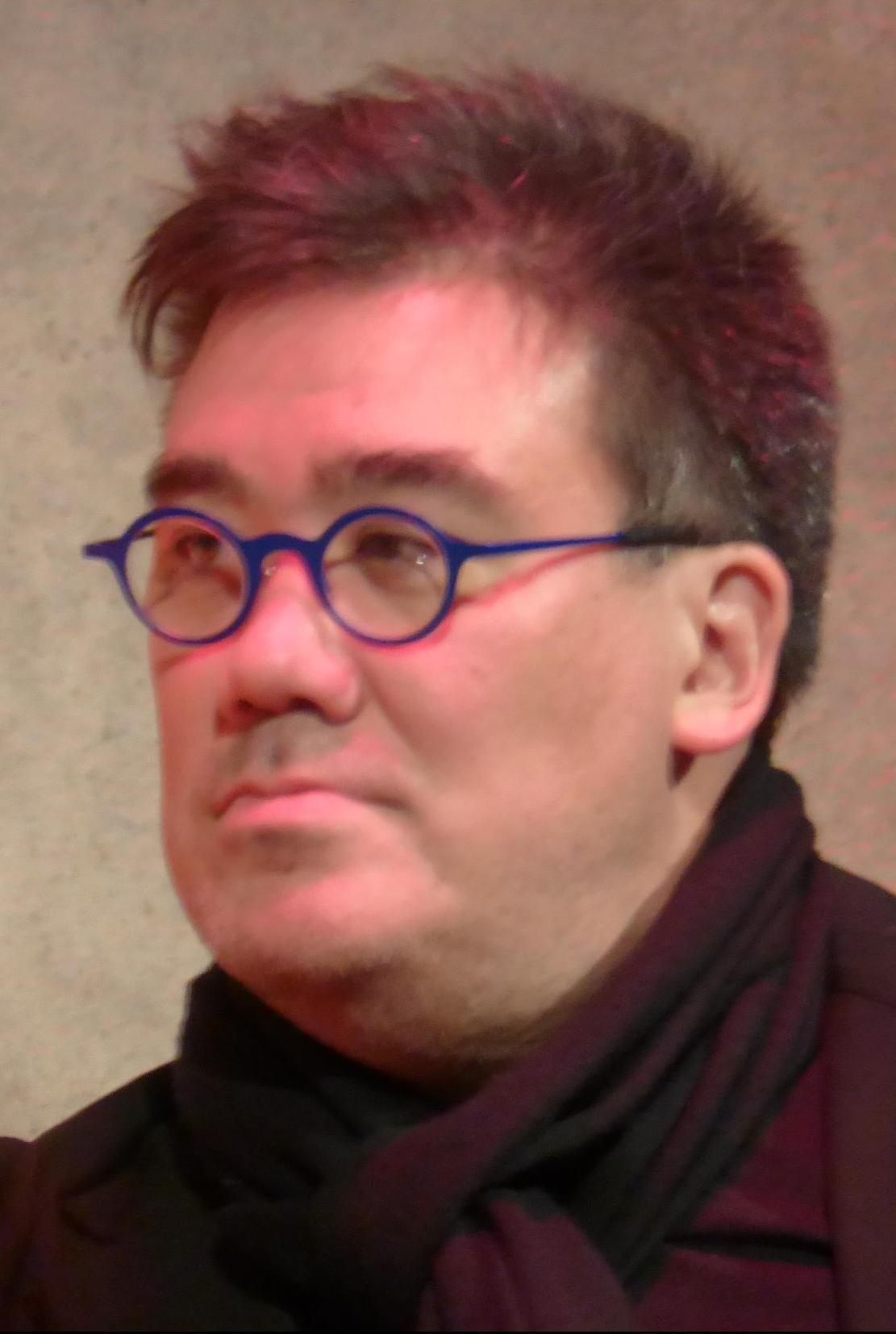
Alan Gilbert (* 1967)

- Gilbert, Albert Earl (* 1939), US-amerikanischer Wildtiermaler
- Gilbert, Alex (* 1992), neuseeländischer Adoptionsanwalt russischer Herkunft
- Gilbert, Alfred (1854–1934), britischer Bildhauer und Goldschmied
- Gilbert, Alfred (1884–1961), US-amerikanischer Leichtathlet, Spielzeugerfinder
- Gilbert, Allen (1939–2006), US-amerikanischer Karambolagespieler, mehrfacher US-Champion, Autor und Billardlehrer
- Gilbert, Alphonse (1805–1870), französischer Komponist und Organist
- Gilbert, André, französischer Bildhauer des Art déco
- Gilbert, Anna C. (* 1972), US-amerikanische Mathematikerin
- Gilbert, Annette (* 1975), deutsche Literaturwissenschaftlerin und Hochschullehrerin
- Gilbert, Anthony (1934–2023), britischer Komponist und Musikpädagoge
- Gilbert, Barbara, US-amerikanische Opernsängerin (Sopran)
- Gilbert, Billy (1894–1971), US-amerikanischer Schauspieler
- Gilbert, Brad (* 1961), US-amerikanischer TennisspielerBrad Gilbert (* 1961)

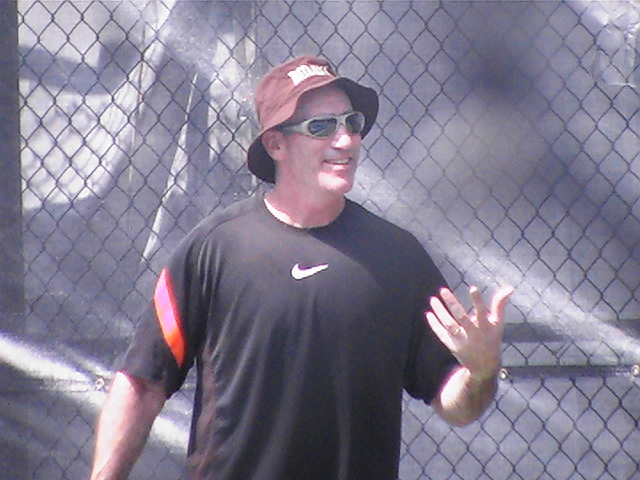
Brad Gilbert (* 1961)

- Gilbert, Brantley (* 1985), US-amerikanischer Country-Rock-Sänger
- Gilbert, Brett J., britischer Materialwissenschaftler und Spieleautor
- Gilbert, Bruce (* 1947), US-amerikanischer Filmproduzent und Drehbuchautor
- Gilbert, C. P. H. (1861–1952), US-amerikanischer Architekt
- Gilbert, Carol (* 1947), US-amerikanische Ordensschwester, Antikriegs-Aktivistin
- Gilbert, Carter R. (1930–2022), US-amerikanischer Ichthyologe und Hochschullehrer
- Gilbert, Cass (1859–1934), US-amerikanischer Architekt
- Gilbert, Chad (* 1981), US-amerikanischer Gitarrist, Produzent und Songwriter
- Gilbert, Charles Allan (1873–1929), US-amerikanischer Maler, Grafiker und Illustrator
- Gilbert, Charles Henry (1859–1928), US-amerikanischer Ichthyologe
- Gilbert, Chris Payne, Schauspieler
- Gilbert, Claude (1652–1720), französischer utopischer Schriftsteller
- Gilbert, Creight E. (1924–2011), US-amerikanischer Kunsthistoriker
- Gilbert, Dan (* 1962), US-amerikanischer Unternehmer und Investor
- Gilbert, Daniel (* 1957), US-amerikanischer Psychologe
- Gilbert, Dave (* 1961), englischer Snookerspieler
- Gilbert, Dave (* 1976), amerikanischer Computerspieldesigner
- Gilbert, David (* 1967), US-amerikanischer Schriftsteller
- Gilbert, David (* 1981), englischer SnookerspielerDavid Gilbert (* 1981)

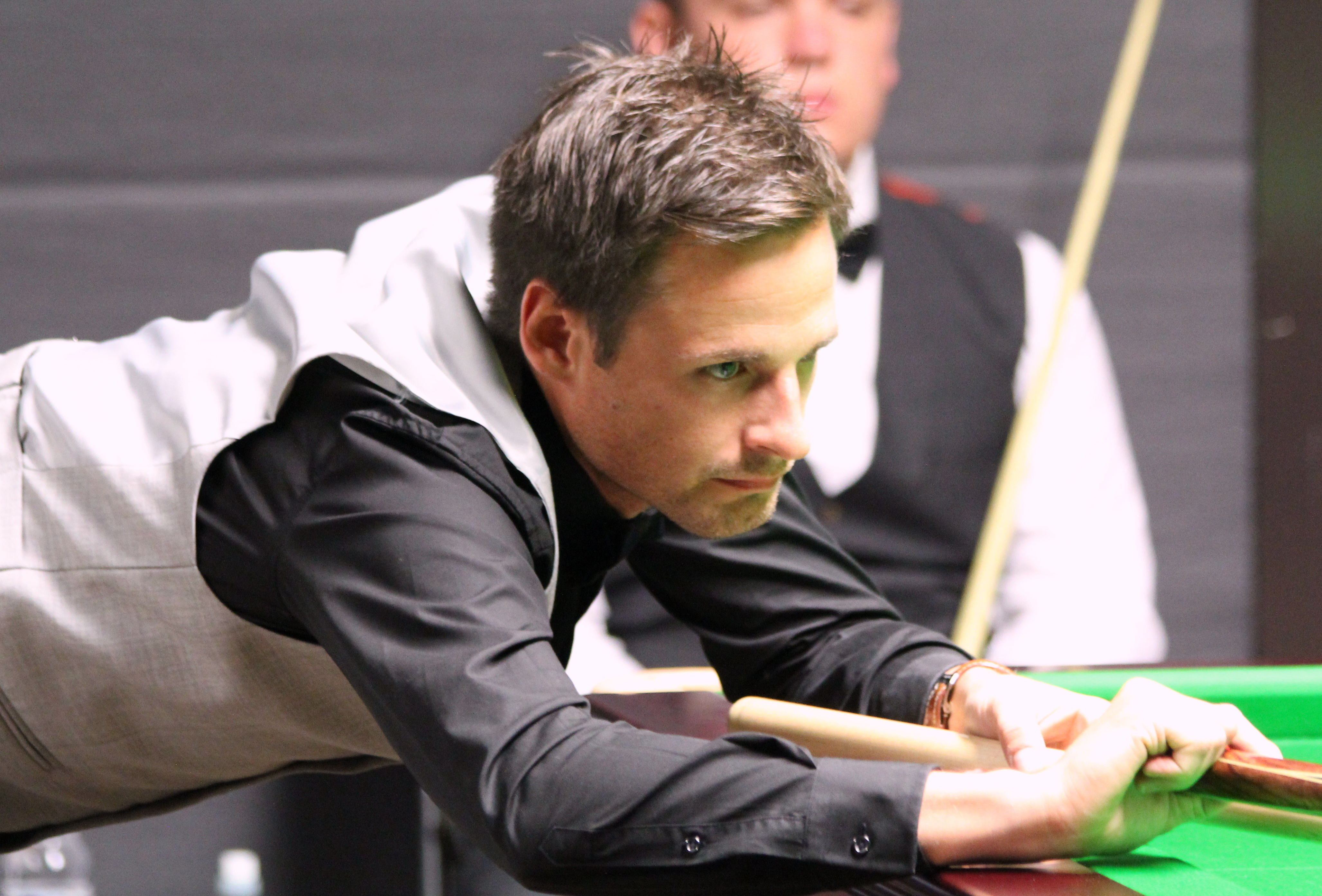
David Gilbert (* 1981)

- Gilbert, Davies (1767–1839), britischer Geologe, Politiker und Schriftsteller
- Gilbert, Dirk Ulrich (* 1965), deutscher Betriebswirtschafter
- Gilbert, Earl of Caithness († 1256), norwegisch-schottischer Adliger
- Gilbert, Ed (1931–1999), US-amerikanischer Schauspieler und Synchronsprecher
- Gilbert, Edgar (1923–2013), US-amerikanischer Mathematiker
- Gilbert, Edward († 1852), US-amerikanischer Politiker
- Gilbert, Edward A. (* 1854), US-amerikanischer Politiker
- Gilbert, Edward Joseph (* 1936), US-amerikanischer Geistlicher, Alterzbischof von Port of Spain
- Gilbert, Edwin (1929–2020), US-amerikanischer Schwimmer
- Gilbert, Elias (1936–1985), US-amerikanischer Hürdenläufer
- Gilbert, Elizabeth (* 1969), US-amerikanische SchriftstellerinElizabeth Gilbert (* 1969)

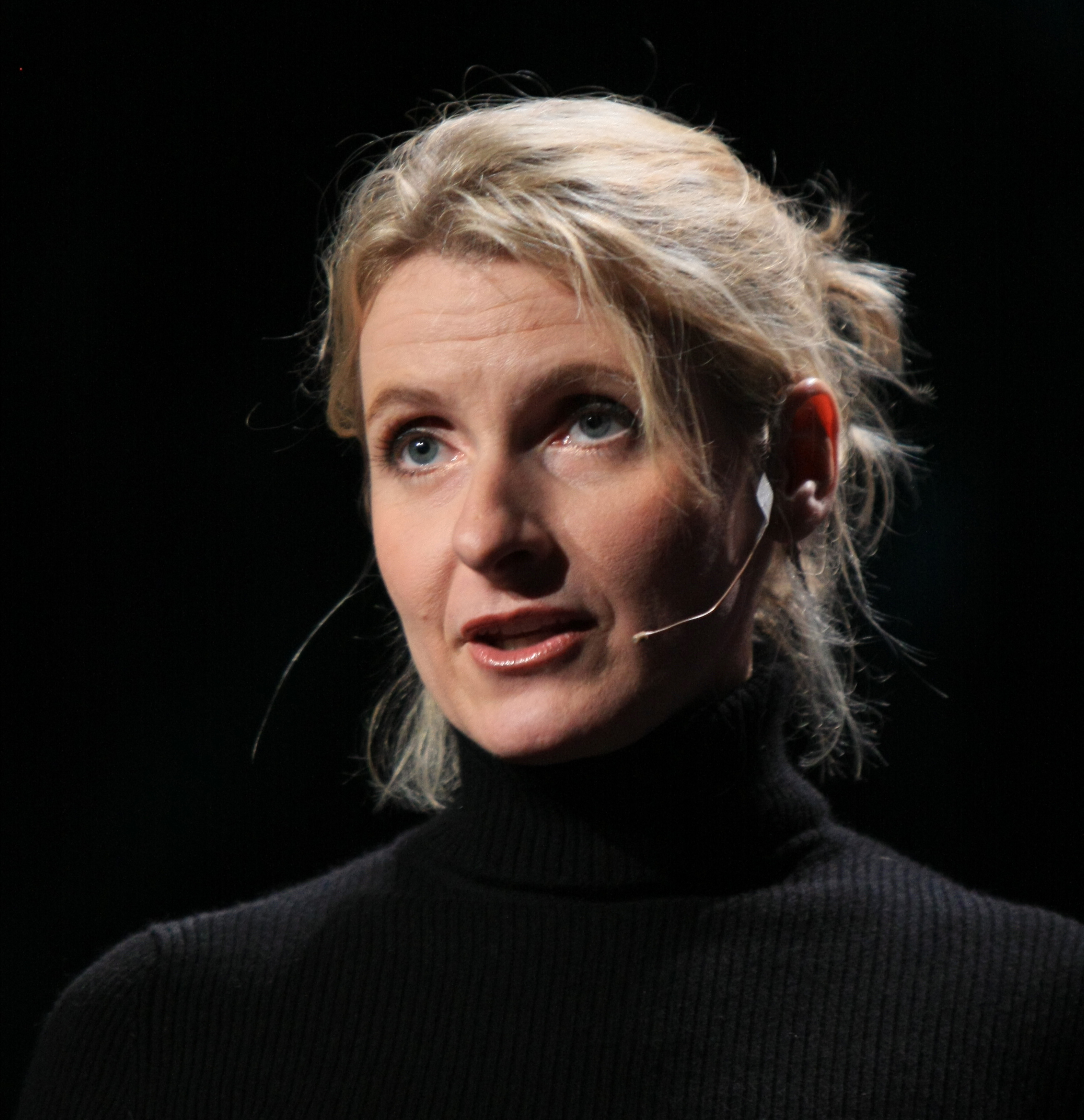
Elizabeth Gilbert (* 1969)

- Gilbert, Émile Jacques (1793–1874), französischer Architekt
- Gilbert, Emily (* 1996), deutsche Synchronsprecherin
- Gilbert, Emma (1729–1807), britische Adlige
- Gilbert, Ezekiel (1756–1841), US-amerikanischer Jurist und Politiker
- Gilbert, Felix (1905–1991), deutschamerikanischer Historiker
- Gilbert, Gabriel, Autor
- Gilbert, Gary (* 1965), US-amerikanischer Filmproduzent
- Gilbert, Geoffrey (1914–1989), englischer Flötist
- Gilbert, George (1922–2012), US-amerikanischer Fotograf und Autor
- Gilbert, George G. (1849–1909), US-amerikanischer Politiker
- Gilbert, Gilles (1949–2023), kanadischer Eishockeytorwart, -trainer und -scout
- Gilbert, Gillian (* 1961), britische Musikerin und Mitglied der Musikgruppe New OrderGillian Gilbert (* 1961)

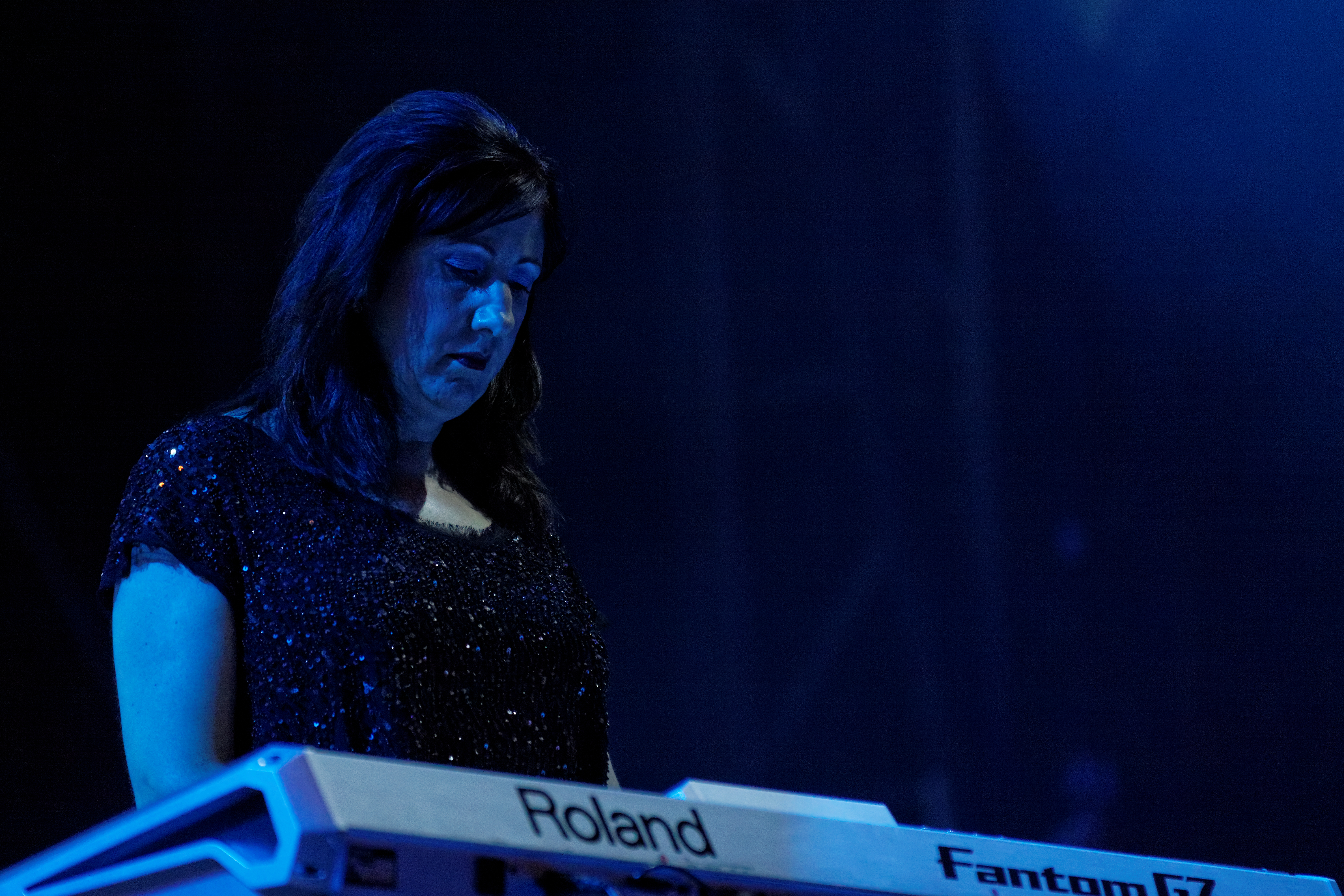
Gillian Gilbert (* 1961)

- Gilbert, Glenroy (* 1968), kanadischer Leichtathlet
- Gilbert, Glori-Anne (* 1969), US-amerikanische Schauspielerin und ehemaliges Model
- Gilbert, Greg (* 1962), kanadischer Eishockeyspieler und -trainer
- Gilbert, Grove Karl (1843–1918), US-amerikanischer Geologe
- Gilbert, Gustave M. (1911–1977), US-amerikanischer Psychologe, Professor für Psychologie
- Gilbert, Henry Franklin (1868–1928), US-amerikanischer Komponist
- Gilbert, Herschel Burke (1918–2003), US-amerikanischer Komponist
- Gilbert, Hugh (* 1952), britischer Ordensgeistlicher, römisch-katholischer Bischof von Aberdeen
- Gilbert, Humphrey († 1583), britischer Abenteurer
- Gilbert, J. Freeman (1931–2014), US-amerikanischer Geophysiker
- Gilbert, Jacob H. (1920–1981), US-amerikanischer Jurist und Politiker
- Gilbert, Jean (1879–1942), Komponist
- Gilbert, Jessie (1987–2006), britische Schachmeisterin
- Gilbert, John, neuseeländischer Filmeditor, Filmproduzent und Drehbuchautor
- Gilbert, John, US-amerikanischer Filmeditor und ehemaliger Bowler
- Gilbert, John († 1845), englischer Naturforscher und Entdecker
- Gilbert, John (1817–1897), britischer Maler und Aquarellist
- Gilbert, John (1897–1936), US-amerikanischer FilmschauspielerJohn Gilbert (1897–1936)

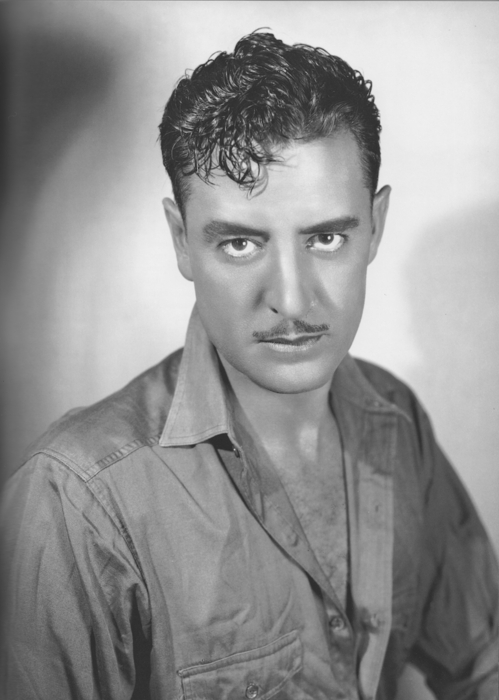
John Gilbert (1897–1936)

- Gilbert, John Prince (1958–2024), US-amerikanischer Jazzmusiker (Saxophon)
- Gilbert, John, Baron Gilbert (1927–2013), britischer Politiker (Labour Party), Mitglied des House of Commons
- Gilbert, Jonathan (* 1967), US-amerikanischer Schauspieler
- Gilbert, Jordan (* 1990), US-amerikanischer E-Sportler
- Gilbert, Joseph Henry (1817–1901), britischer Agrikulturchemiker
- Gilbert, Joseph-Alexandre (1867–1950), kanadischer Geiger und Musikpädagoge
- Gilbert, Josh (* 1987), US-amerikanischer Bassist
- Gilbert, Josiah (1814–1892), Autor und Maler
- Gilbert, Katherine (1886–1952), US-amerikanische Philosophin
- Gilbert, Kenneth (1931–2020), kanadischer Cembalist
- Gilbert, Kerrea (* 1987), englischer Fußballspieler
- Gilbert, Kevin (1966–1996), US-amerikanischer Musiker
- Gilbert, Laura, US-amerikanische Flötistin und Musikpädagogin
- Gilbert, Leo (1861–1932), Naturwissenschaftler, Journalist und Schriftsteller
- Gilbert, Lewis (1920–2018), britischer Filmregisseur, Filmproduzent und Drehbuchschreiber
- Gilbert, Logan (* 1997), amerikanischer Baseballspieler
- Gilbert, Louis Wolfe (1886–1970), US-amerikanischer Komponist
- Gilbert, Ludwig Wilhelm (1769–1824), deutscher Physiker, Hochschullehrer
- Gilbert, Mads (* 1947), norwegischer Arzt und Politikaktivist
- Gilbert, Marcus (* 1958), britischer Schauspieler
- Gilbert, Martin (1936–2015), britischer Historiker
- Gilbert, Martin (* 1982), kanadischer Radrennfahrer
- Gilbert, Melissa (* 1964), US-amerikanische SchauspielerinMelissa Gilbert (* 1964)

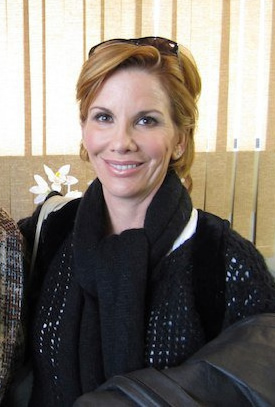
Melissa Gilbert (* 1964)

- Gilbert, Michael (1912–2006), britischer Schriftsteller
- Gilbert, Mitchell (* 1994), australischer Automobilrennfahrer
- Gilbert, Newton (1862–1939), US-amerikanischer Politiker und Generalgouverneur der Philippinen
- Gilbert, Nicolas (1750–1780), französischer Autor
- Gilbert, Nigel (* 1959), englischer Snookerspieler
- Gilbert, Otto (1839–1911), deutscher Bibliothekar und Althistoriker
- Gilbert, Paul (1859–1925), deutscher Richter, Kommunalpolitiker, Heimatforscher sowie Vereins- und Verbandsfunktionär
- Gilbert, Paul (* 1945), belgischer Philosoph
- Gilbert, Paul (* 1966), US-amerikanischer GitarristPaul Gilbert (* 1966)

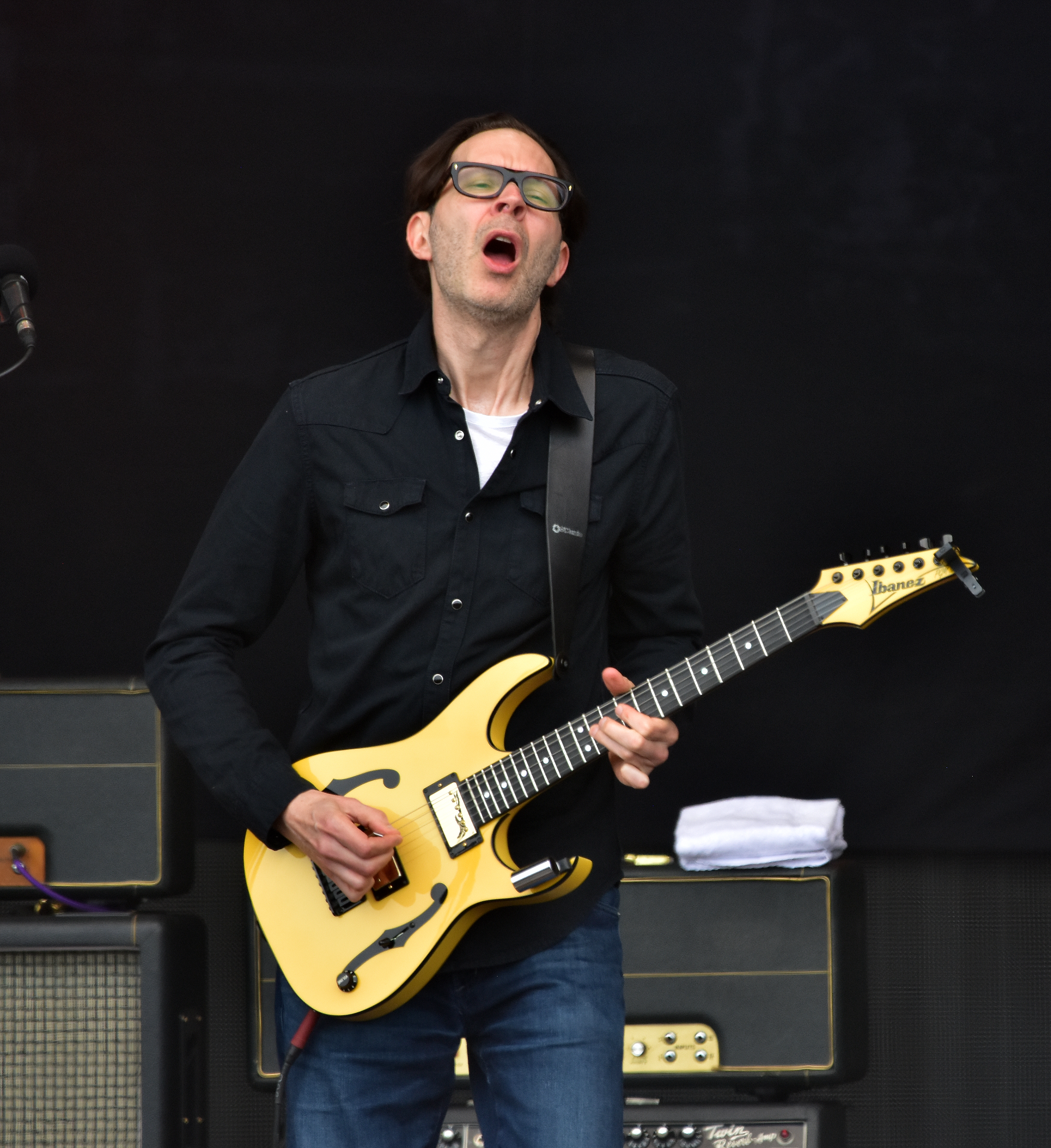
Paul Gilbert (* 1966)

- Gilbert, Peggy (1905–2007), US-amerikanische Jazz-Saxophonistin und Bandleaderin
- Gilbert, Peter (* 1975), US-amerikanischer Komponist und Musikpädagoge
- Gilbert, Petr (1966–2018), tschechischer Maler und Buchautor
- Gilbert, Phil († 2016), US-amerikanischer Jazztrompeter
- Gilbert, Philip H. (1870–1932), US-amerikanischer Jurist und Politiker
- Gilbert, Philippe (* 1982), belgischer Radrennfahrer
- Gilbert, Pia (1921–2018), amerikanische Komponistin, Dirigentin, Pianistin und Hochschullehrerin deutscher Herkunft
- Gilbert, Pierre (1914–2012), französischer Romanist und Lexikograf
- Gilbert, Pierre-Eugène (1907–1982), französischer Diplomat
- Gilbert, Poppy (* 1998), britische Schauspielerin
- Gilbert, Ralph Waldo Emerson (1882–1939), US-amerikanischer Politiker
- Gilbert, Ray (1912–1976), US-amerikanischer Songschreiber
- Gilbert, Ricardo (1891–1964), chilenischer Maler
- Gilbert, Robert (1899–1978), deutscher Komponist, Textdichter, Sänger und Schauspieler
- Gilbert, Robert Otto (1808–1891), deutscher evangelischer Theologe
- Gilbert, Rod (1941–2021), kanadischer Eishockeyspieler und -trainer
- Gilbert, Rodolphe (* 1968), französischer Tennisspieler
- Gilbert, Ron (* 1964), US-amerikanischer Spieleentwickler
- Gilbert, Samuel, US-amerikanischer Schauspieler und Kameramann
- Gilbert, Sara (* 1975), US-amerikanische SchauspielerinSara Gilbert (* 1975)

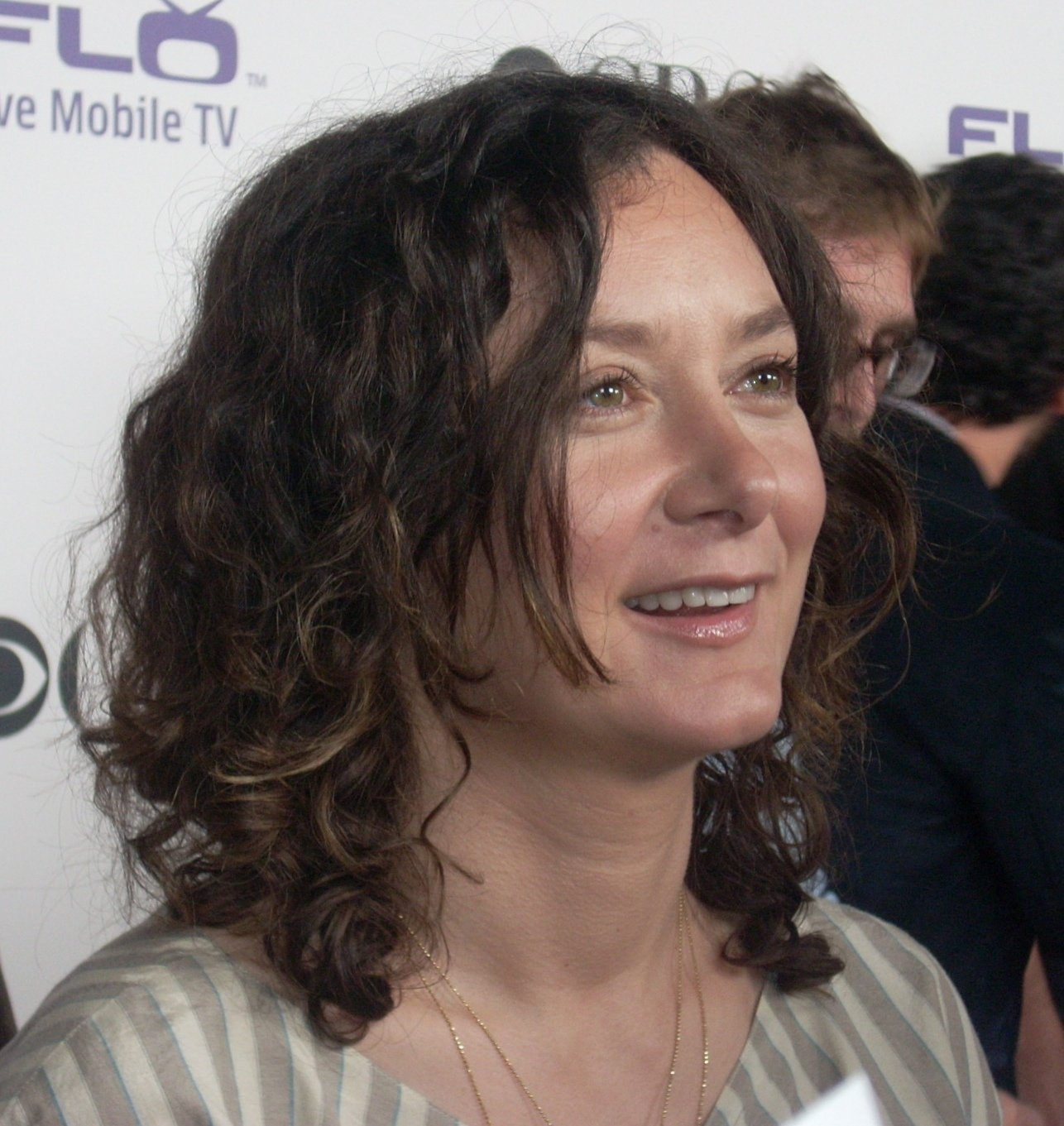
Sara Gilbert (* 1975)

- Gilbert, Sarah (* 1962), britische Impfstoffforscherin
- Gilbert, Seymour Parker (1892–1938), US-amerikanischer Banker, Politiker und Diplomat
- Gilbert, Simon (1870–1946), britischer Journalist und Publizist
- Gilbert, Stephen (1910–2007), britischer Bildhauer und Maler
- Gilbert, Stephen (1912–2010), irischer Schriftsteller
- Gilbert, Sylvester (1755–1846), US-amerikanischer Politiker
- Gilbert, Thomas, Kapitän der britischen Handelsmarine
- Gilbert, Tom (* 1983), US-amerikanischer Eishockeyspieler
- Gilbert, Victor Gabriel (1847–1933), französischer Genremaler und Illustrator
- Gilbert, Vivien (* 1999), deutsche Synchronsprecherin
- Gilbert, Volkmar Leif (* 1991), deutscher Schauspieler
- Gilbert, Walter (* 1932), US-amerikanischer Physiker und Biochemiker
- Gilbert, Wilhelm (1868–1919), evangelisch-lutherischer Geistlicher, lettischer Märtyrer
- Gilbert, William (1544–1603), englischer Arzt und NaturforscherWilliam Gilbert (1544–1603)

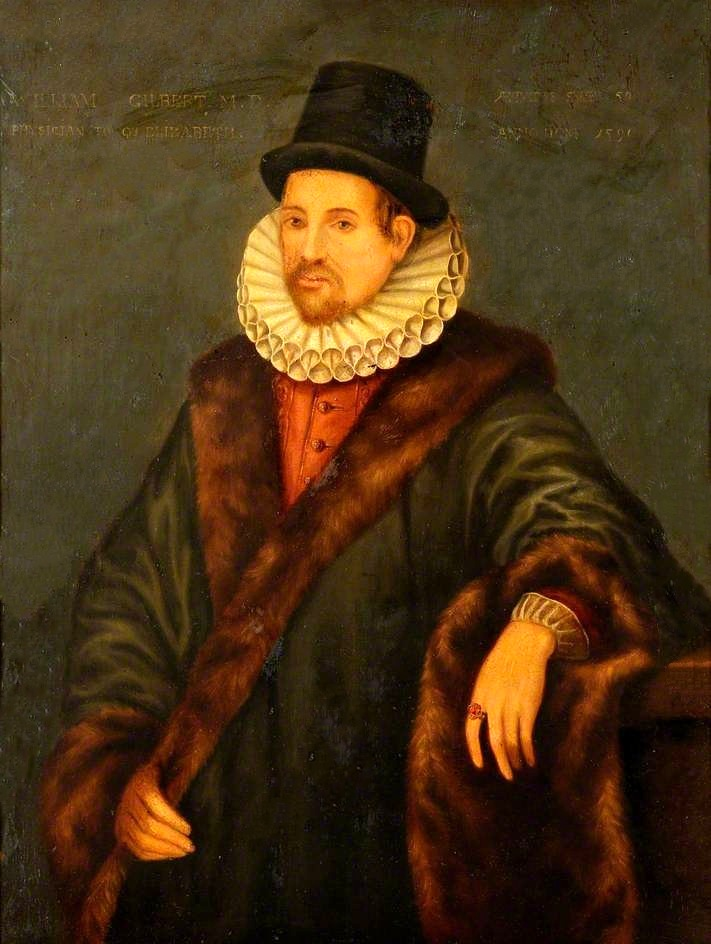
William Gilbert (1544–1603)

- Gilbert, William A. (1815–1875), US-amerikanischer Jurist und Politiker
- Gilbert, William Schwenck (1836–1911), britischer Schriftsteller, Dramatiker und Librettist
- Gilbert, Willy (1881–1956), norwegischer Segler
- Gilbert-Jules, Jean (1903–1980), französischer Jurist und Politiker
- Gilbert-Lecomte, Roger (1907–1943), französischer Dichter
- Gilbert-Roberts, Marcia (* 1950), jamaikanische Diplomatin
- Gilbert-Rolfe, Jeremy (1945–2024), britischer Maler
- Gilbert-Sättele, Susanna (* 1953), deutsche Redakteurin sowie freie Journalistin, Kulturjournalistin und Rezensentin
- Gilbert-Scott, Andrew (* 1958), britischer Autorennfahrer
- Gilberto, Astrud (1940–2023), brasilianisch-US-amerikanische Sängerin und KomponistinAstrud Gilberto (1940–2023)

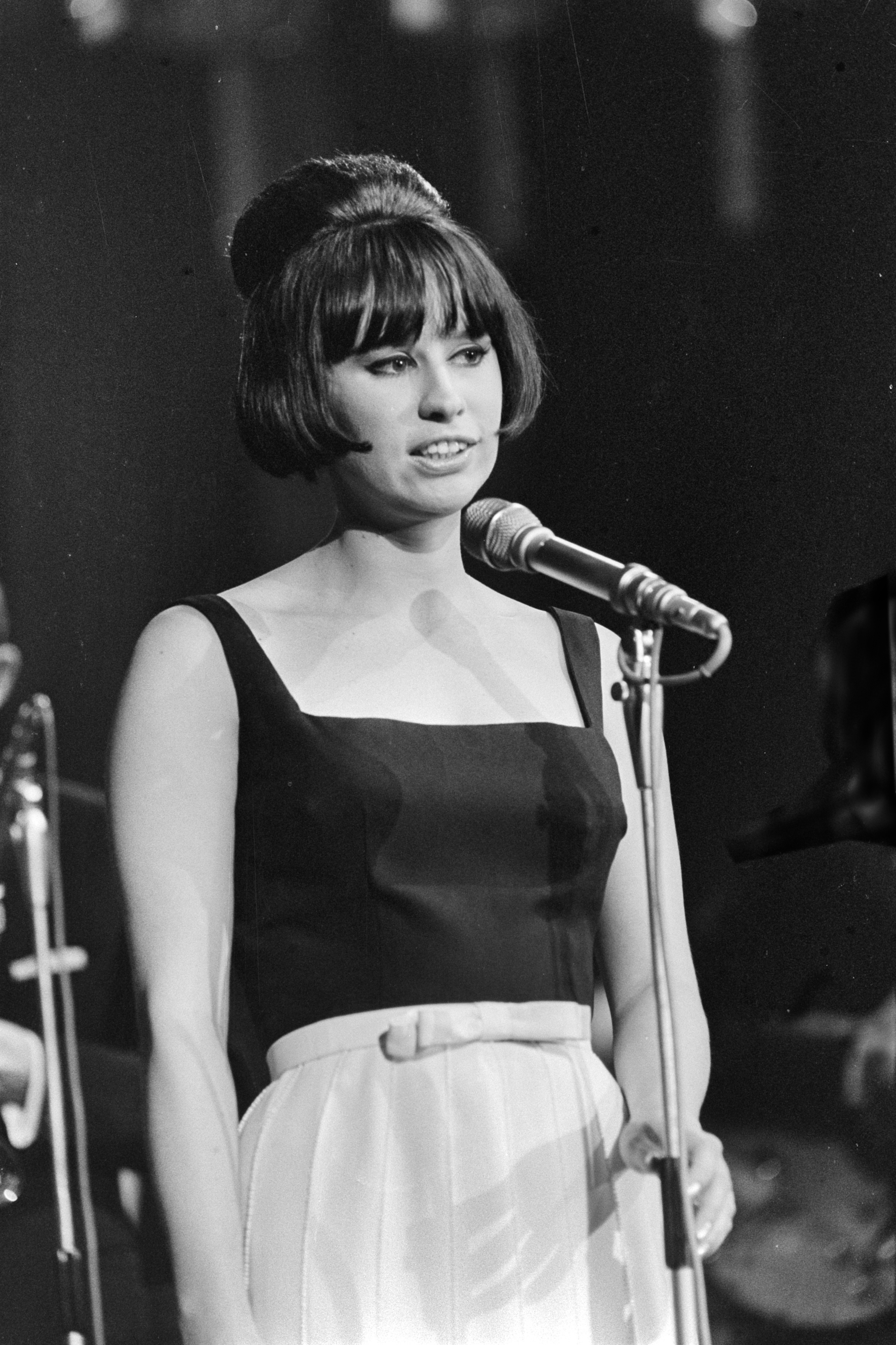
Astrud Gilberto (1940–2023)

- Gilberto, Bebel (* 1966), brasilianische Sängerin und Liedermacherin
- Gilberto, João (1931–2019), brasilianischer Gitarrist, Sänger und Komponist. Miterfinder des Bossa Nova
- Gilbertson, Harrison (* 1993), australischer Schauspieler
- Gilbertson, Marc (* 1969), US-amerikanischer Skilangläufer
- Gilbertson, Stan (* 1944), US-amerikanischer Eishockeyspieler
- Gilbertus Anglicus, englischer Mediziner
- Gilbertus Crispinus († 1117), englischer Theologe, Abt von Westminster
- Gilbey, Julian (* 1979), britischer Filmregisseur, Drehbuchautor, Filmeditor, Kameramann und Schauspieler
- Gilbo, Juri (* 1968), russischer Bratschist, Komponist und Dirigent
- Gilboa, Amir (1917–1984), israelischer Dichter
- Gilboa, Eli, israelisch-amerikanischer Molekularbiologe
- Gilboa, Jacob (1920–2007), israelischer Komponist
- Gilborn, Steven (1936–2009), US-amerikanischer Schauspieler
- Gilbreath, Norman L. (* 1936), US-amerikanischer Computerexperte und Amateurmathematiker
- Gilbreth, Frank Bunker (1868–1924), US-amerikanischer Pionier der wissenschaftliche Betriebsführung
- Gilbreth, Frank Bunker Jr. (1911–2001), US-amerikanischer Journalist und Autor
- Gilbreth, Lillian Evelyn (1878–1972), erste US-amerikanische Ingenieurin mit Grad PhD
- Gilbride, Eugene (1892–1972), irischer Politiker
- Gilby, Harry (* 2001), britischer SchauspielerHarry Gilby (* 2001)

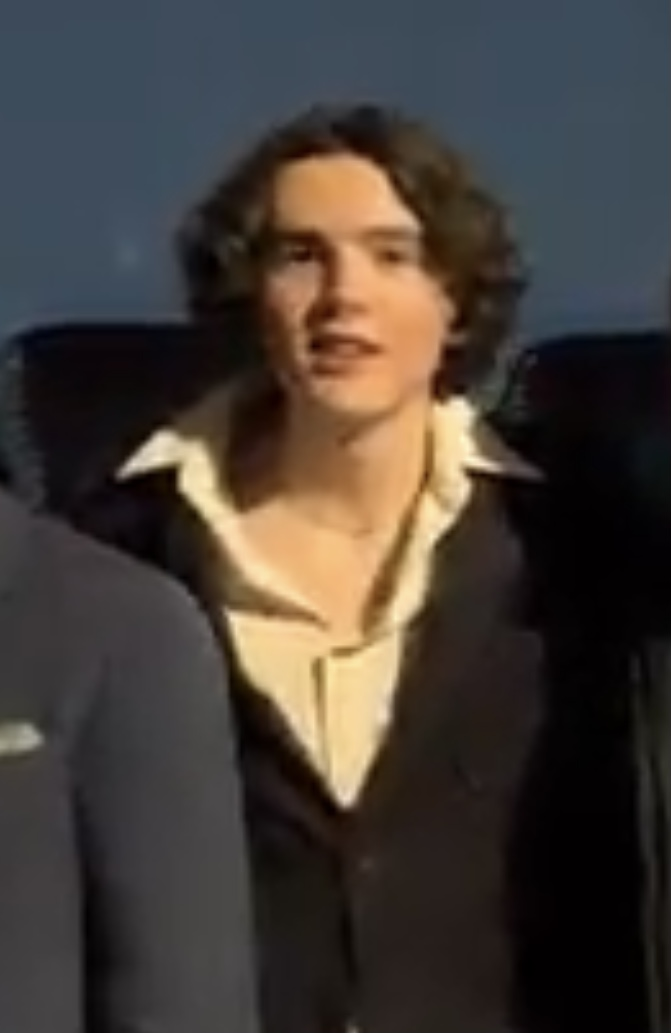
Harry Gilby (* 2001)

### Gilc
- Gilch, Alfred (1918–2013), deutscher Schulleiter und Ministerialbeamter
- Gilch, Peter (* 1970), deutscher Chemiker
- Gilch, Vinzenz (* 1884), deutscher Verwaltungsjurist und Bezirksoberamtmann
- Gilcher-Holtey, Ingrid (* 1952), deutsche Historikerin
- Gilchrest, Wayne (* 1946), US-amerikanischer Politiker
- Gilchrist, Adam (* 1971), australischer Cricketspieler
- Gilchrist, Albert W. (1858–1926), US-amerikanischer Politiker
- Gilchrist, Andrew (1910–1993), britischer Diplomat und Regierungsbeamter, Botschafter in Indonesien, Irland und Island
- Gilchrist, Brent (* 1967), kanadischer Eishockeyspieler
- Gilchrist, Connie (1895–1985), US-amerikanische Schauspielerin
- Gilchrist, Ellen (1935–2024), US-amerikanische Schriftstellerin
- Gilchrist, Fred C. (1868–1950), US-amerikanischer Politiker
- Gilchrist, Garlin (* 1982), US-amerikanischer Politiker
- Gilchrist, Grant (* 1990), schottischer Rugby-Union-Spieler
- Gilchrist, James, englischer klassischer Sänger
- Gilchrist, Kaleigh (* 1992), US-amerikanische Wasserballspielerin
- Gilchrist, Keir (* 1992), kanadischer SchauspielerKeir Gilchrist (* 1992)

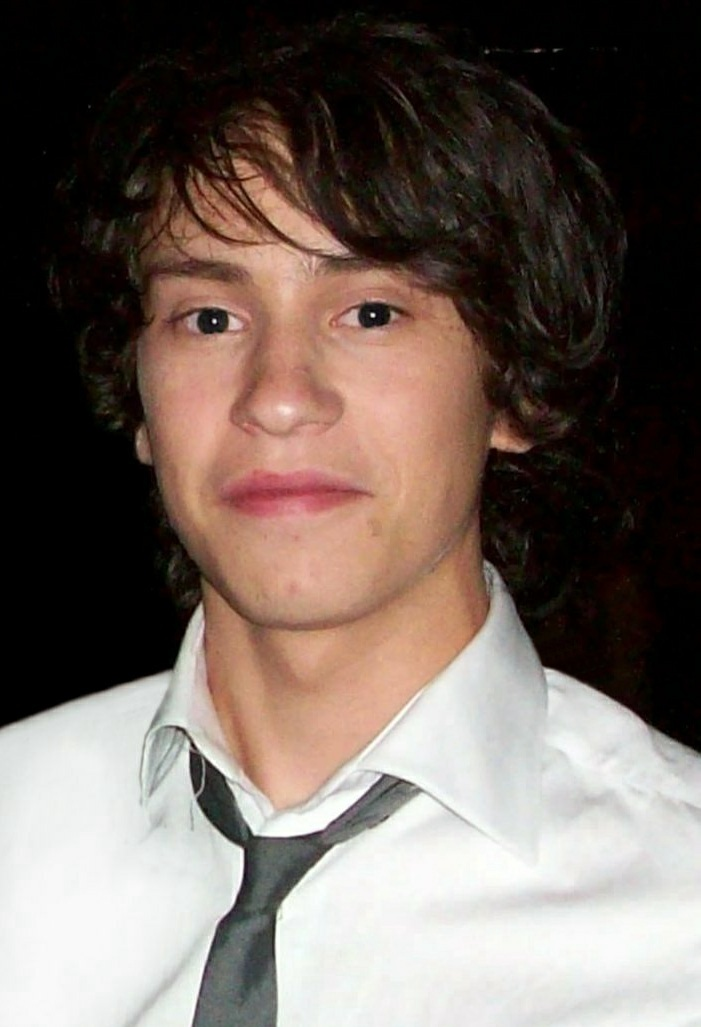
Keir Gilchrist (* 1992)

- Gilchrist, Lafayette (* 1967), US-amerikanischer Jazzpianist und Komponist
- Gilchrist, Lou-Anne Gaylene (* 1978), vincentinische Botschafterin
- Gilchrist, Marion (1864–1952), schottisch-britische Ärztin und Aktivistin für das Frauenwahlrecht
- Gilchrist, Mary (1882–1947), schottische Schachspielerin
- Gilchrist, Nadja (* 1990), US-amerikanische Tennisspielerin
- Gilchrist, Percy Carlyle (1851–1935), Metallurg und Miterfinder des Thomas-Verfahrens
- Gilchrist, Peter (* 1968), englisch-singapurischer English-Billiards-Spieler
- Gilchrist, Sandy (* 1945), kanadischer Schwimmer
- Gilchrist, Sandy (* 1946), britischer Radrennfahrer
- Gilchrist, Thomas C. (1862–1927), US-amerikanischer Dermatologe
- Gilchrist, William Wallace junior (1879–1926), US-amerikanischer Maler
- Gilchrist, William Wallace senior (1846–1916), US-amerikanischer Komponist
- Gilcreest, Colm (* 1974), irischer Snookerspieler

### Gild
- Gilda, deutsche Schlagersängerin
- Gilda (* 1950), italienische Musikerin
- Gilda (1961–1996), argentinische Pop-Sängerin
- Gildas, Vertreter des keltischen Christentums in Britannien; Autor; HeiligerGildas

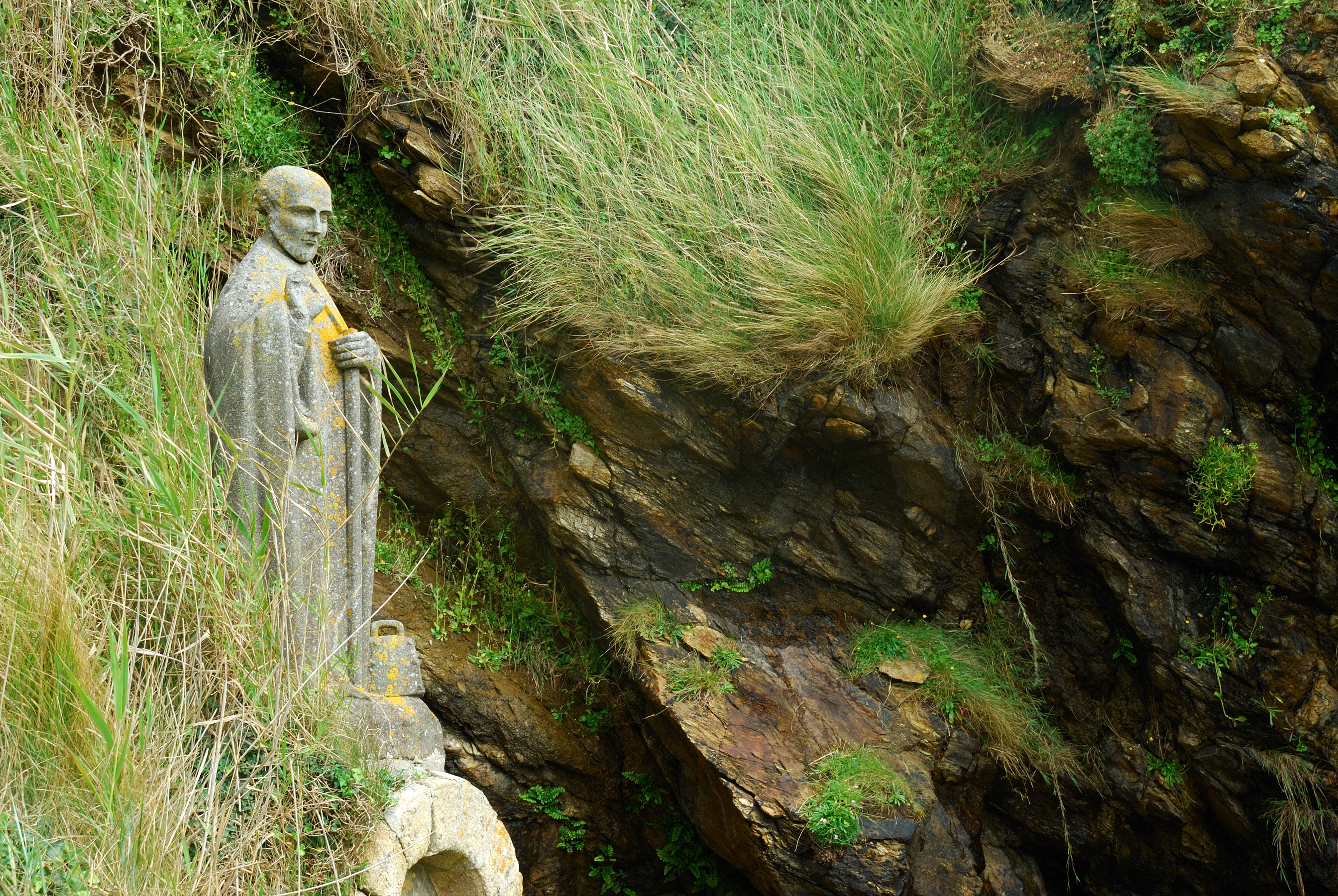
Gildas

- Gilday, Michael (* 1987), kanadischer Shorttracker
- Gilday, Michael M. (* 1962), US-amerikanischer Admiral
- Gilde, Christian (* 1946), deutscher Politiker (SPD), MdL
- Gilde, Werner (1920–1991), deutscher Techniker
- Gildea, James H. (1890–1988), US-amerikanischer Politiker
- Gildea, Tom (* 1939), irischer Politiker
- Gildehusen, Albert, Bürgermeister Stralsunds
- Gildemeester, Anna (1867–1945), niederländische Malerin
- Gildemeister, Alfred (1875–1928), deutscher Politiker (DVP), MdBB, MdR
- Gildemeister, August Wilhelm (1791–1866), deutscher Reeder und Unternehmer
- Gildemeister, Eberhard (1897–1978), deutscher Architekt
- Gildemeister, Eduard (1848–1946), Bremer Architekt
- Gildemeister, Eduard (1860–1938), deutscher Chemiker
- Gildemeister, Eugen (1878–1945), deutscher Bakteriologe der im KZ Buchenwald an der Durchführung von Fleckfieberversuchen an Häftlingen beteiligt war
- Gildemeister, Hans (* 1956), chilenischer Tennisspieler
- Gildemeister, Hermann (1891–1984), deutscher Architekt
- Gildemeister, Johann (1753–1837), Bremer Ratsherr und Kaufmann
- Gildemeister, Johann (1812–1890), deutscher Orientalist
- Gildemeister, Johann Carl Friedrich (1779–1849), deutscher Jurist und Senator in Bremen
- Gildemeister, Johann Friedrich (1750–1812), deutscher Rechtswissenschaftler und Hochschullehrer
- Gildemeister, Johann Matthias (1833–1918), Bremer Ratsherr und Überseekaufmann
- Gildemeister, Karl (1820–1869), Bremer Architekt
- Gildemeister, Otto (1823–1902), deutscher Journalist, Schriftsteller, Übersetzer, sowie Senator und Bürgermeister in Bremen
- Gildemeister, Regine (* 1949), deutsche Soziologin
- Gildemeister, Rita (* 1947), deutsche Leichtathletin
- Gilden, Bruce (* 1946), US-amerikanischer Reportagefotograf
- Gildenast, Alma (* 1990), deutsche Schauspielerin und Theaterleiterin
- Gildenast, Rolf (1965–2012), deutscher Tänzer und Lyriker
- Gildenlöw, Daniel (* 1973), schwedischer Musiker, Sänger, Gitarrist und Songwriter
- Gilder, George (* 1939), US-amerikanischer Publizist und Redenschreiber
- Gilder, Helena de Kay (1846–1916), US-amerikanische Malerin und Kunstförderin
- Gilder, Nick (* 1951), englisch-kanadischer Rocksänger
- Gilder, Rusty, US-amerikanischer Jazzmusiker
- Gilder, Virginia (* 1958), US-amerikanische Ruderin
- Gilder, William H. (1838–1900), US-amerikanischer Journalist und Autor
- Gilder-Tilbury, Kavin (* 1994), US-amerikanischer Basketballspieler
- Gildersleeve, Basil Lanneau (1831–1924), amerikanischer Klassischer Philologe
- Gildersleeve, Virginia (1877–1965), US-amerikanische Historikerin und Anglizistin
- Gilding, Andrew (* 1970), englischer Dartspieler
- Gildisch, Kurt (1904–1956), deutscher Polizeibeamter und SS-Offizier
- Gildo († 398), spätrömischer Offizier und Rebell
- Gildo, Rex (1936–1999), deutscher Sänger und SchauspielerRex Gildo (1936–1999)

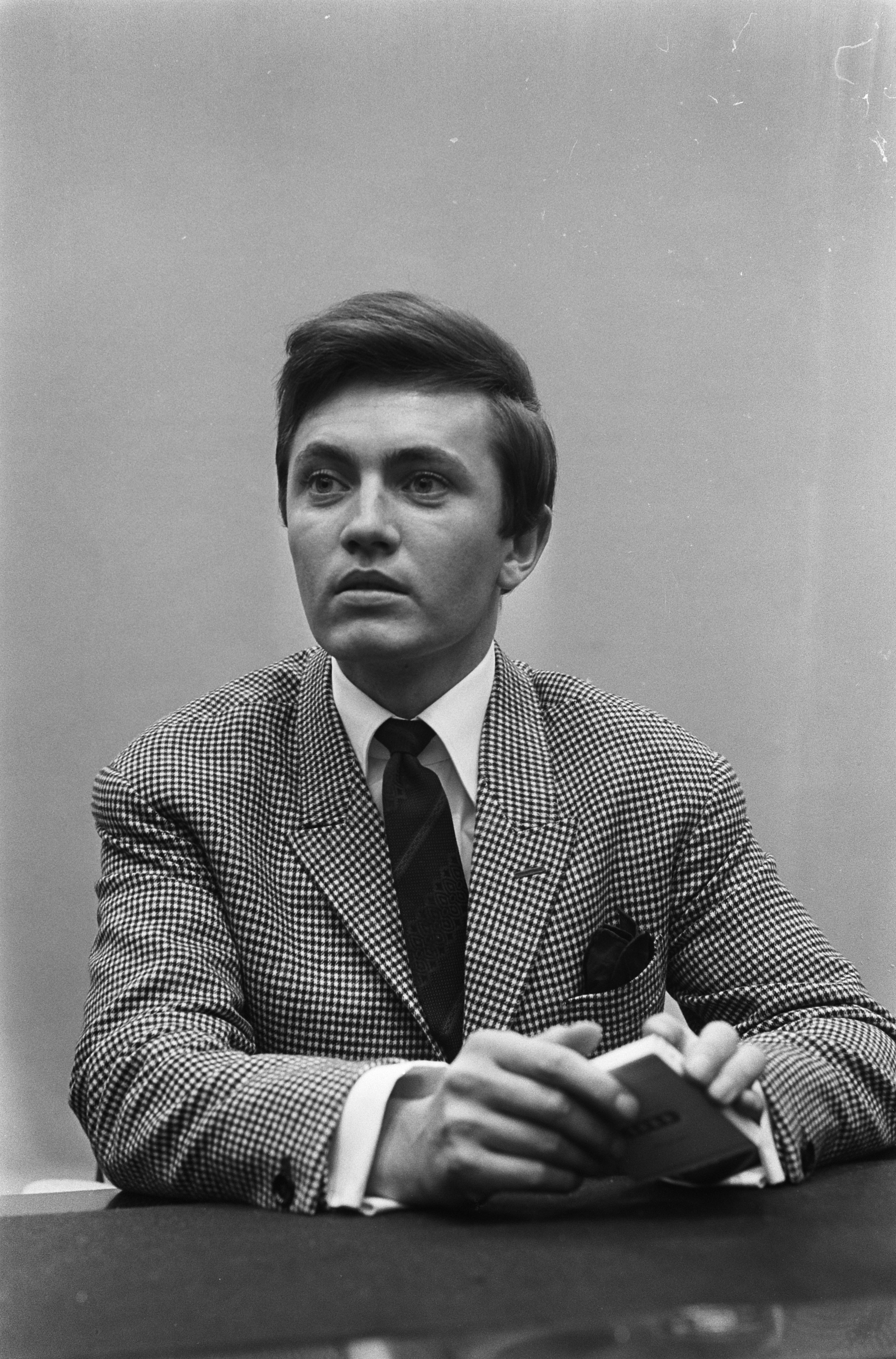
Rex Gildo (1936–1999)

- Gildoni, Channa (1923–2023), deutsch-israelische Überlebende des Holocaust

### Gile
- Gile, Amar Jašarspahić (* 1990), bosnisch-herzegowinischer Sänger
- Gile, Bridger (* 1999), US-amerikanischer Skirennläufer
- Gile, Daniel (* 1948), französischer Übersetzungswissenschaftler und Hochschullehrer
- Gilels, Emil (1916–1985), sowjetischer PianistEmil Gilels (1916–1985)

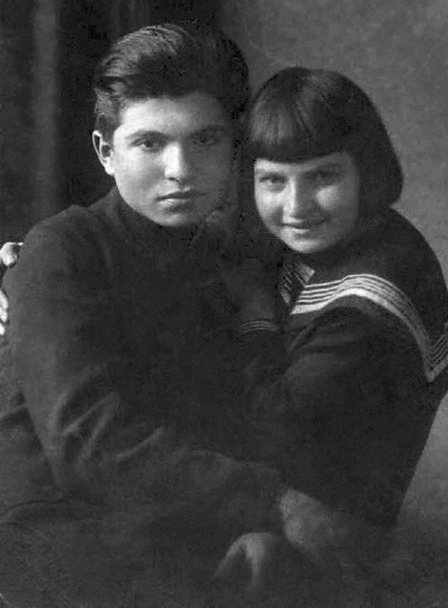
Emil Gilels (1916–1985)

- Gilels, Jelisaweta Grigorjewna (1919–2008), sowjetische Geigerin und Musikpädagogin
- Giler, David (1943–2020), US-amerikanischer Filmproduzent und Drehbuchautor
- Giles Martínez, Eduardo (* 1952), mexikanischer Diplomat
- Giles of Bridport, Bischof von Salisbury
- Giles Vázquez, José Miguel Ángel (1941–2005), mexikanischer Geistlicher, römisch-katholischer Bischof von Ciudad Altamirano
- Giles, Adam (* 1973), australischer Politiker, Minister und Chief Minister im Northern Territory
- Giles, Amy, US-amerikanische Autorin
- Giles, Chelsie (* 1997), britische Judoka
- Giles, Curt (* 1958), kanadischer Eishockeyspieler
- Giles, David (* 1964), australischer Segler
- Giles, Elliot (* 1994), britischer Mittelstreckenläufer
- Giles, Ernest (1835–1897), australischer Forscher
- Giles, George (1913–1973), neuseeländischer Radrennfahrer
- Giles, Harriet E. (1828–1909), US-amerikanische Pädagogin und Schulgründerin
- Giles, Harry (* 1998), US-amerikanischer Basketballspieler
- Giles, Herbert (1845–1935), britischer Sinologe
- Giles, John (1927–2024), britischer Kugelstoßer
- Giles, John (* 1969), englischer Snookerspieler
- Giles, John C. (* 1959), US-amerikanischer Rechtsanwalt, Politiker und Bürgermeister
- Giles, Johnny (* 1940), irischer Fußballspieler und -trainer
- Giles, Lionel (1875–1958), britischer Sinologe
- Giles, Margaret (1868–1949), britische Bildhauerin, Medailleurin und Malerin
- Giles, Michael (* 1942), britischer Schlagzeuger
- Giles, Nathaniel († 1633), englischer Organist und Komponist
- Giles, Norman H. (1915–2006), US-amerikanischer Genetiker
- Giles, Patricia (1928–2017), australische Politikerin und Feministin
- Giles, Patrick (1899–1965), irischer Politiker
- Giles, Peter (* 1939), britischer Sänger (Countertenor), Gesangspädagoge und Musikwissenschaftler
- Giles, Peter (* 1944), britischer Rockmusiker
- Giles, Sandra (1932–2016), US-amerikanische Film- und Fernsehschauspielerin
- Giles, Selina (* 1972), britische Schauspielerin
- Giles, Steve (* 1972), kanadischer Kanute
- Giles, Tim (* 1980), britischer Fusion- und Jazzmusiker (Schlagzeug)
- Giles, William (1791–1862), englisch-australischer Politiker und Manager
- Giles, William Branch (1762–1830), US-amerikanischer Politiker
- Giles, William Fell (1807–1879), US-amerikanischer Jurist und Politiker
- Gilet, Don (* 1967), britischer Schauspieler
- Giletti, Alain (* 1939), französischer Eiskunstläufer
- Gilewicz, Radosław (* 1971), polnischer Fußballspieler
- Gilewicz, Waclaw (1903–1998), polnisch-US-amerikanischer Nachrichtendienstler
- Gilewski, Grzegorz (* 1973), polnischer Fußballschiedsrichter

### Gilf
- Gilfillan, Calvin Willard (1832–1901), US-amerikanischer Politiker
- Gilfillan, James (1836–1929), US-amerikanischer Regierungsbeamter
- Gilfillan, John (1835–1924), US-amerikanischer Politiker
- Gilfillan, Seabury Colum (1889–1987), US-amerikanischer Soziologe
- Gilford, Jack (1907–1990), amerikanischer Schauspieler
- Gilford, Luke (* 1986), US-amerikanischer Künstler, Fotograf, Drehbuchautor und Filmregisseur
- Gilford, Zach (* 1982), US-amerikanischer Schauspieler
- Gilfry, Rod (* 1959), US-amerikanischer Opernsänger (Bariton)

### Gilg
- Gilg, Albert (* 1956), deutscher Mathematiker und Manager
- Gilg, Arnold (1887–1967), Schweizer christkatholischer Geistlicher und Professor an der Universität Bern
- Gilg, Candice (* 1972), französische Freestyle-Skisportlerin
- Gilg, Emmeram (1887–1973), deutscher katholischer Priester, Abt der bayerischen Benediktinerabtei Weltenburg
- Gilg, Ernst Friedrich (1867–1933), deutscher Botaniker
- Gilg, Karl (1901–1981), deutscher Schachmeister
- Gilg, Otto (1891–1976), Schweizer christkatholischer Geistlicher und Kirchenhistoriker
- Gilg, Peter (1922–2006), Schweizer Politologe
- Gilg, Youri (* 1970), französischer Freestyle-Skisportler
- Gilgamesch, mythischer König von UrukGilgamesch

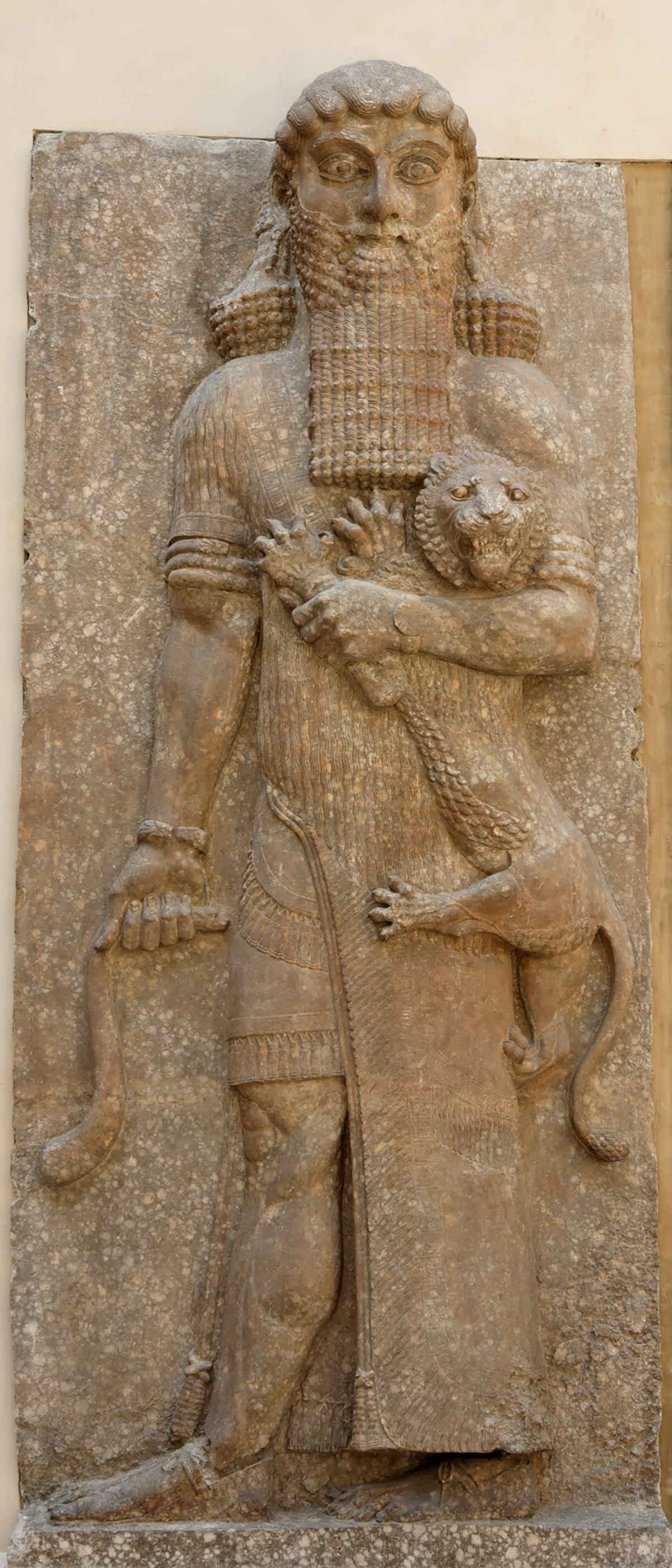
Gilgamesch

- Gilge, Waldemar, deutscher Fußballspieler
- Gilgen, Alfred (1930–2018), Schweizer Kantonspolitiker
- Gilgen, Hans (1906–1980), Schweizer Radrennfahrer
- Gilgen, Joël (* 1970), Schweizer Radio- und Fernsehmoderator
- Gilgenast, Pierre (* 1965), deutscher Politiker (SPD), Bürgermeister
- Gilgenberg, Hans Bernhard von († 1474), deutscher Ritter und Söldnerführer
- Gilgenberg, Hans Imer von († 1533), deutscher Ritter, Bürgermeister von Basel und Statthalter in Ensisheim
- Gilgenheimb, Leopold Emanuel Valentin Hentschel von (1770–1823), preußischer Landrat und Landschaftsdirektor
- Gilgenmann, Klaus (1943–2012), deutscher Soziologe und politischer Aktivist
- Gilgenreiner, Georg (* 1948), deutscher Motorrad-Bahnrennfahrer
- Gilgenreiner, Josef, Kontrabassist
- Gilgenreiner, Margret (* 1969), deutsche Schauspielerin und Kabarettistin
- Gilgenreiner, Thomas (* 1975), österreichischer Fußballspieler
- Gilgeous, Charmaine (* 1971), antiguanische Leichtathletin
- Gilgeous-Alexander, Shai (* 1998), kanadischer BasketballspielerShai Gilgeous-Alexander (* 1998)

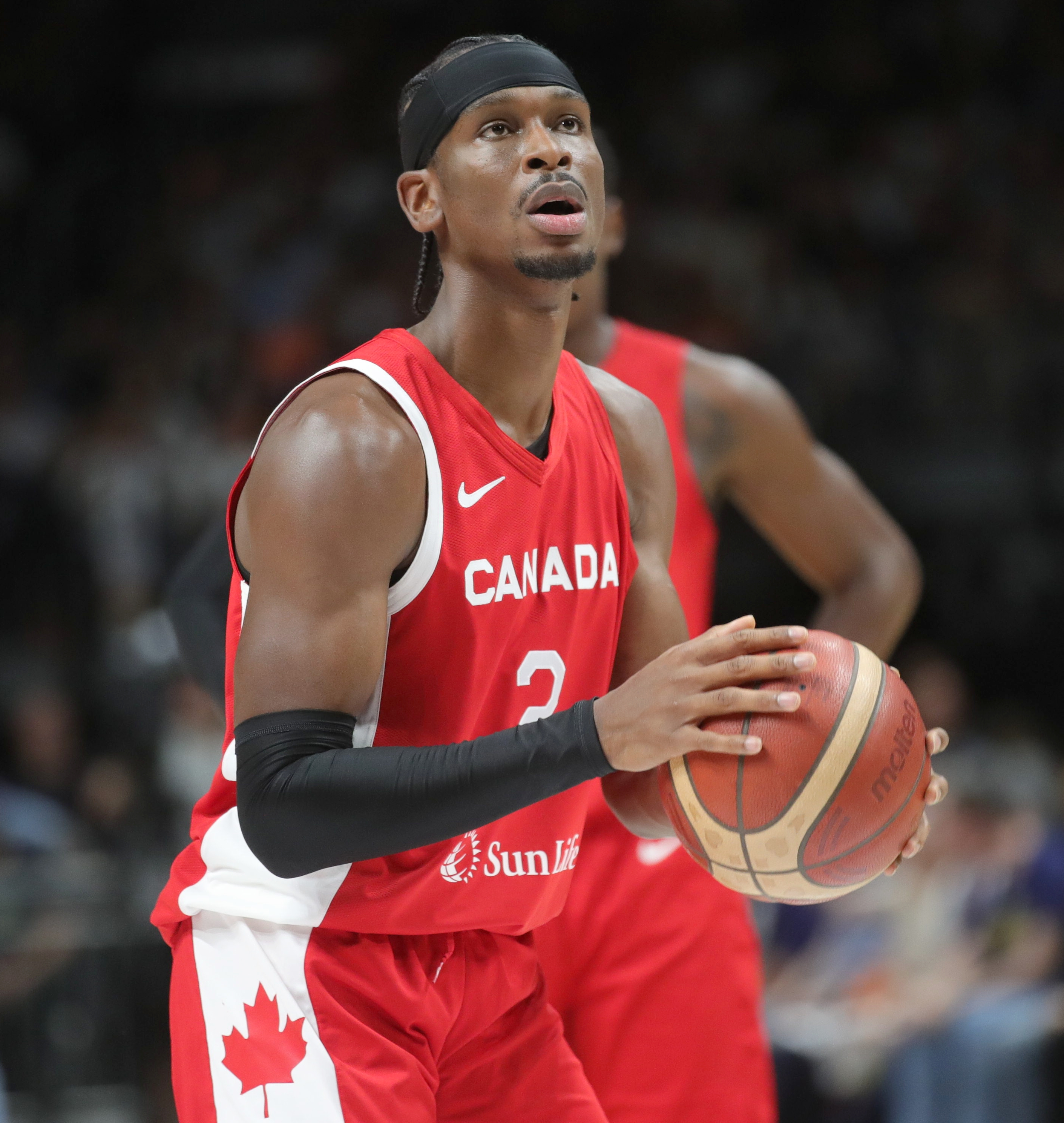
Shai Gilgeous-Alexander (* 1998)

- Gilger, Andreas (* 1991), deutscher Cembalist
- Gilges, Hilarius (1909–1933), deutscher Arbeiter und Schauspieler, Kommunist
- Gilges, Konrad (* 1941), deutscher Politiker (SPD), MdB
- Gilgor, Jerry (1924–2007), US-amerikanischer Jazz- und Unterhaltungsmusiker (Schlagzeug)
- Gilgore, Jarrett (* 1992), US-amerikanischer Jazzmusiker (Saxophon)
- Gilgun, Joseph (* 1984), britischer SchauspielerJoseph Gilgun (* 1984)

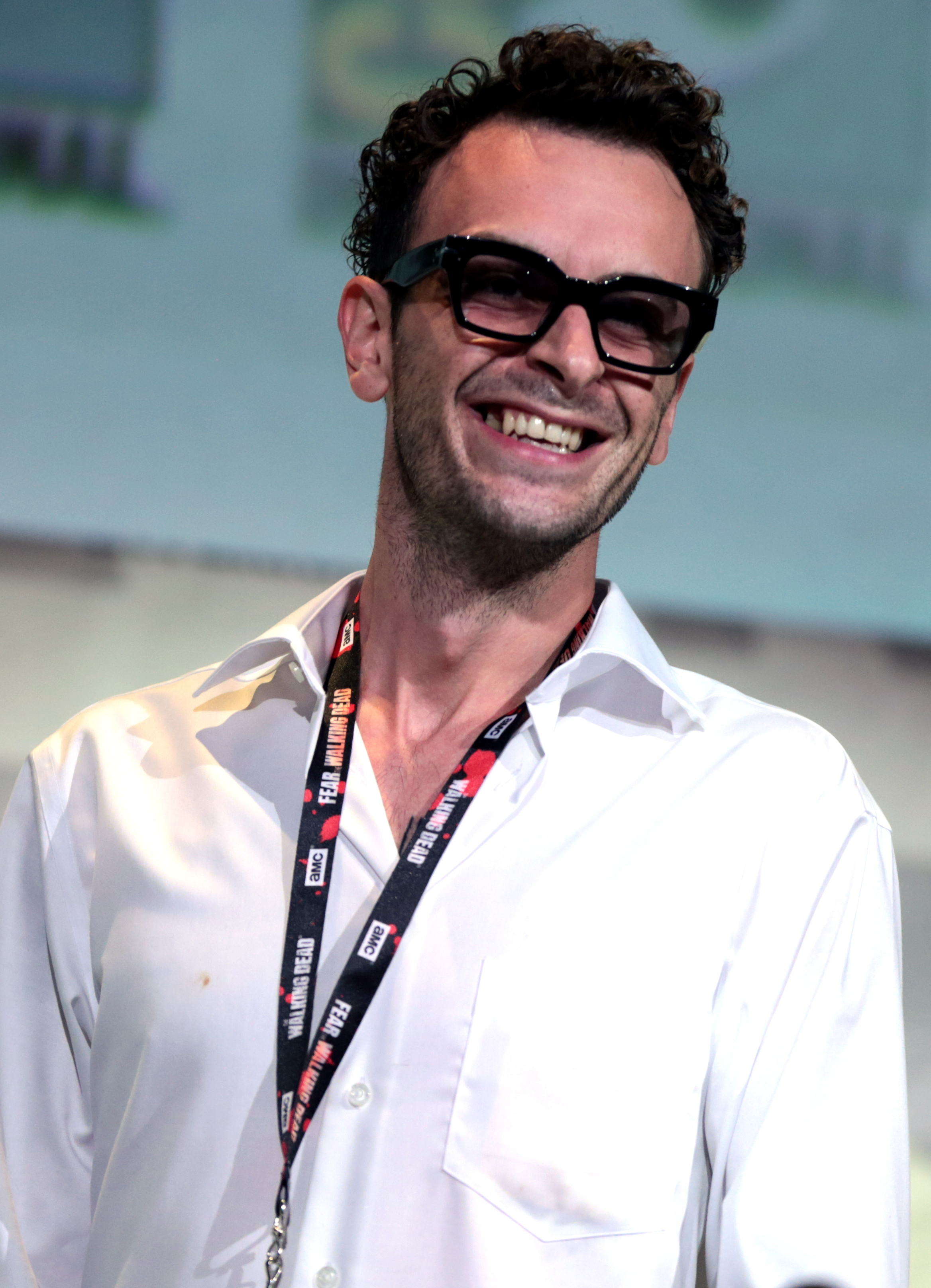
Joseph Gilgun (* 1984)

### Gilh
- Gilhams, Clarence C. (1860–1912), US-amerikanischer Politiker
- Gilharry, Althea (* 1970), belizische Dreispringerin
- Gilhaus, Hermann (1933–1993), deutscher Priester und Autor
- Gilhawley, Eugene (1910–1987), irischer Politiker (Fine Gael)
- Gilheany, Roisin (* 2005), australische Tennisspielerin
- Gilhen, Randy (* 1963), kanadischer Eishockeyspieler
- Gilhousen, Charles (1867–1929), US-amerikanischer Fotograf

### Gili
- Gili Gaya, Samuel (1892–1976), spanischer Romanist, Hispanist und Lexikograf
- Giliani, Alessandra (1307–1326), erste als Anatomin oder Pathologin tätige Frau
- Giliati, Stefano (* 1987), italo-kanadischer Eishockeyspieler
- Gilibert, Charles (1866–1910), französischer Opernsänger (Bariton)
- Gilibert, Jean-Emmanuel (1741–1814), französischer Arzt und Botaniker
- Gilibert, Jean-Marie Marcelin (1839–1923), französischer Militär und Gründer der kolumbianischen Nationalpolizei
- Gilica, Thomas (* 1959), deutscher Fußballspieler
- Gilii, Filippo Salvatore (1721–1789), italienischer Jesuit
- Gilik, Walter (* 1938), deutscher Bobfahrer
- Gililov, Pavel (* 1950), russischer Pianist
- Giling, Bastiaan (* 1982), niederländischer Radrennfahrer
- Giling, Senna (* 2006), niederländischer Sprinter
- Gilinski Bacal, Jaime (* 1957), kolumbianischer Projektentwickler und Banker
- Gilioli, Émile (1911–1977), französischer Bildhauer und Designer italienischer Abstammung
- Gilioli, Fabio (* 1979), italienischer Straßenradrennfahrer
- Giliomee, Hermann (* 1938), südafrikanischer Historiker, Autor und Kolumnist
- Gilis, Tinne (* 1997), belgische Squashspielerin
- Gilis-Coll, Nele (* 1996), belgische Squashspielerin
- Gilissen, Tim (* 1982), niederländischer Fußballspieler
- Gilissen-Vanmarcke, Rosa (* 1944), flämische Bildhauerin
- Gilitwala, Amit (* 1995), indischer Dartspieler

### Gilj
- Giljarowski, Wladimir Alexejewitsch (1855–1935), russischer Publizist, Journalist und Schriftsteller
- Giljasowa, Nailja Faisrachmanowna (* 1953), sowjetische Florettfechterin
- Giljum, Matthias (1902–1980), Verbandsfunktionär, Chefredakteur

### Gilk
- Gilka, Albert (1870–1924), deutscher Spirituosenfabrikant
- Gilka, Otto (1898–1978), deutscher Verwaltungsjurist und Kommunalpolitiker (Zentrum/CDU)
- Gilkes, James (* 1952), guyanischer Sprinter
- Gilkes, Marshall (* 1978), US-amerikanischer Jazzmusiker und -komponist
- Gilkes, Megan (* 2000), kanadische Automobilrennfahrerin
- Gilkey, David (1966–2016), US-amerikanischer Journalist des National Public Radio (NPR)
- Gilkey, Helen Margaret (1886–1972), US-amerikanische Mikrobiologin, Illustratorin und Hochschullehrerin
- Gilkey, Langdon (1919–2004), US-amerikanischer Theologe, Religionswissenschaftler, Hochschullehrer
- Gilkey, Peter B. (* 1946), US-amerikanischer Mathematiker
- Gilkey, Richard (1925–1997), US-amerikanischer Maler
- Gilks, Alfred (1891–1970), US-amerikanischer Kameramann
- Gilks, Gillian (* 1950), englische Badmintonspielerin
- Gilks, Matt (* 1982), schottischer Fußballspieler
- Gilkyson, Eliza (* 1950), amerikanische Folk-Sängerin und Songwriterin
- Gilkyson, Terry (1916–1999), US-amerikanischer Komponist und Sänger

### Gill
- Gill, Amandeep Singh (* 1968), indischer Diplomat und Technologieexperte
- Gill, André (1840–1885), französischer Karikaturist, Zeichner und Chansonnier
- Gill, André (1941–2014), kanadischer Eishockeytorwart
- Gill, Andy (1956–2020), britischer Musiker und Musikproduzent
- Gill, Anjana (* 1964), deutsche AutorinAnjana Gill (* 1964)
- Gill, Anton (* 1948), britischer Autor

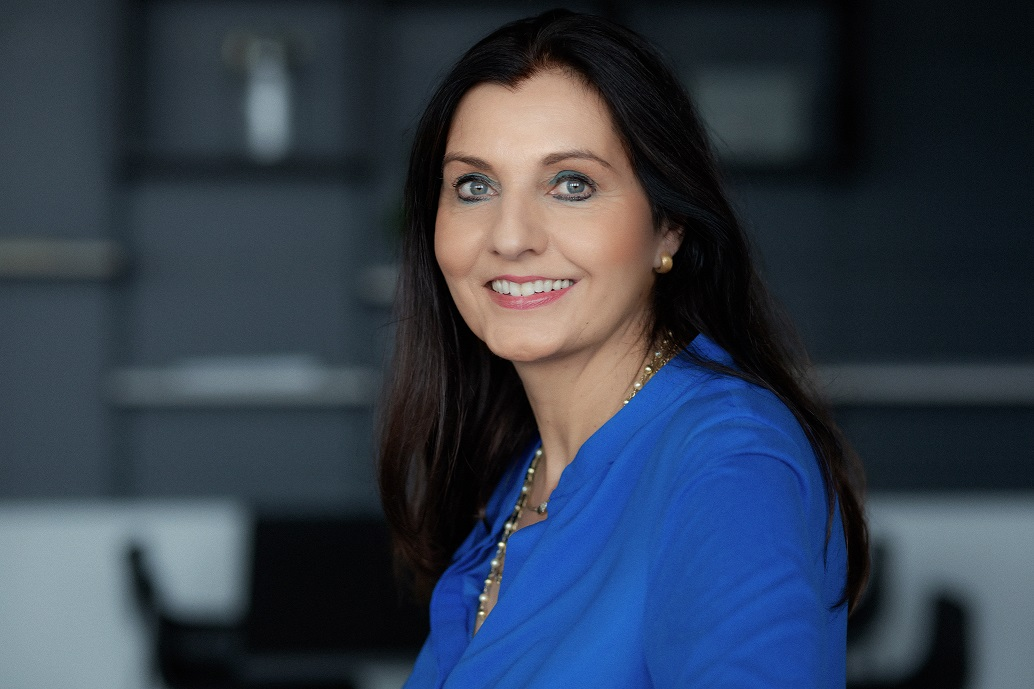
Anjana Gill (* 1964)

- Gill, Bates (* 1959), US-amerikanischer Politologe
- Gill, Bernhard (* 1958), deutscher Soziologe
- Gill, Bob (1931–2021), US-amerikanischer Illustrator und Grafikdesigner
- Gill, Brandon (* 1994), US-amerikanischer PolitikerBrandon Gill (* 1994)

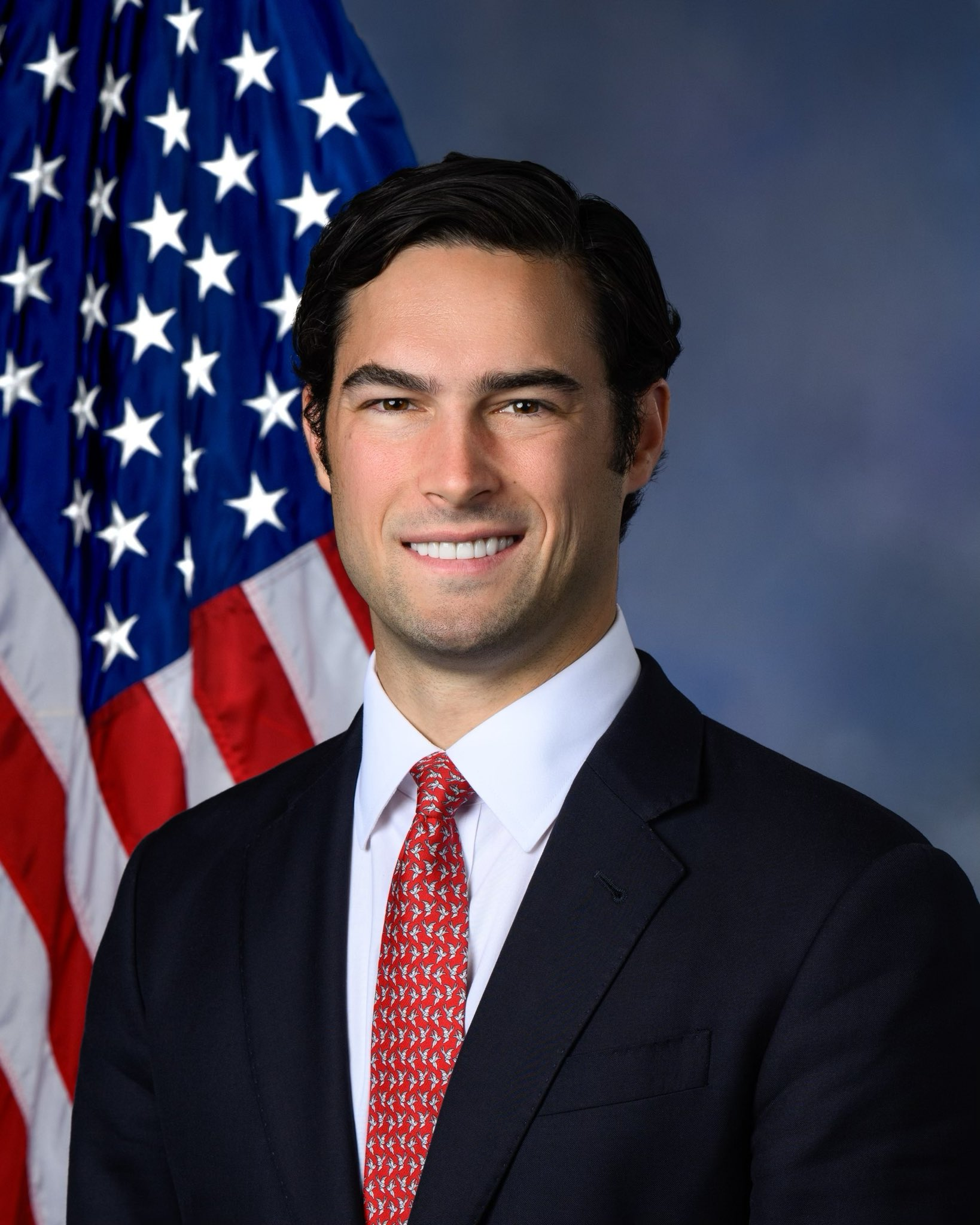
Brandon Gill (* 1994)

- Gill, Brendan (1914–1997), US-amerikanischer Autor und Journalist
- Gill, Brian (* 1942), schottischer Anwalt
- Gill, Brian (* 1953), britisch-neuseeländischer Zoologe und Sachbuchautor
- Gill, Cammy (* 1998), schottischer Fußballtorwart
- Gill, Charles (1871–1918), kanadischer Maler, Dichter und Kunstlehrer
- Gill, Charlotte (* 1971), kanadische Schriftstellerin
- Gill, Chester (1928–2003), Schweizer Jazzmusiker, Komponist und Chorleiter
- Gill, Chris, britischer Filmeditor
- Gill, Christopher (* 1946), britischer Philosophiehistoriker
- Gill, Claes (1910–1973), norwegischer Schriftsteller, Journalist, Dichter und Schauspieler
- Gill, Colin (1892–1940), britischer Maler
- Gill, Craig (* 2002), gibraltarischer Leichtathlet
- Gill, Cyril (1902–1989), britischer Sprinter
- Gill, David (1843–1914), britischer Astronom
- Gill, David (* 1957), englischer Fußballfunktionär
- Gill, David (* 1966), deutscher DiplomatDavid Gill (* 1966)

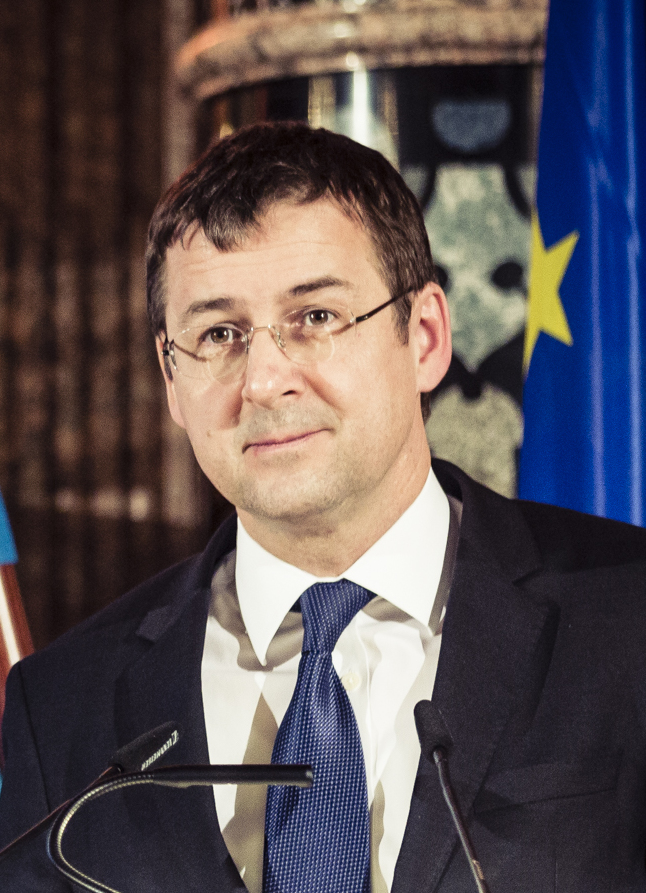
David Gill (* 1966)

- Gill, Edmund Marriner (1820–1896), englischer Landschaftsmaler
- Gill, Elmer (1926–2004), amerikanischer Jazzmusiker (Piano, Vibraphon, Gesang)
- Gill, Emery (* 1966), belizischer Sprinter
- Gill, Eric (1882–1940), britischer Bildhauer, Grafiker und Typograf
- Gill, Felix (* 2002), britischer Tennisspieler
- Gill, Florence (1877–1965), britische Synchronsprecherin
- Gill, Frank (* 1941), US-amerikanischer Ornithologe
- Gill, Gauri (* 1970), indische Fotografin
- Gill, George Michael (1923–2005), britischer Filmemacher und Autor
- Gill, Hal (* 1975), US-amerikanischer Eishockeyspieler
- Gill, Harry L. (1876–1956), US-amerikanischer Leichtathlet, Trainer und Unternehmer
- Gill, Henry (1824–1893), britischer Bauingenieur, tätig in Berlin
- Gill, Horst (1924–1996), deutscher Schauspieler und Hörspielsprecher
- Gill, Hugo (1897–1972), deutscher Politiker (KPD), MdHB
- Gill, Inayat K. (1924–2012), deutscher Sportlehrer pakistanischer Herkunft
- Gill, Jacko (* 1994), neuseeländischer Kugelstoßer
- Gill, James (* 1934), US-amerikanischer MalerJames Gill (* 1934)

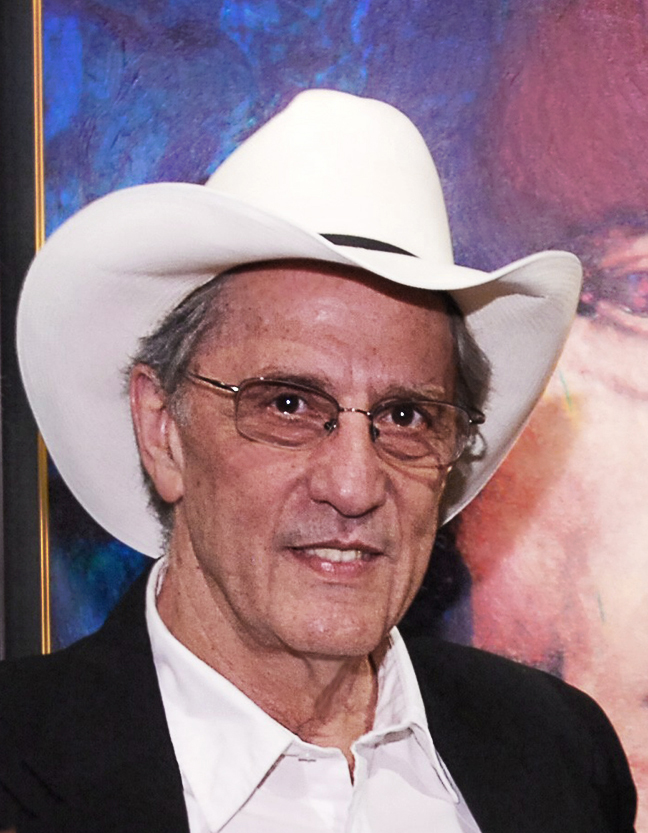
James Gill (* 1934)

- Gill, James Edward (1901–1980), kanadischer Geologe
- Gill, Jenny (* 1968), britische Ornithologin und Ökologin
- Gill, Jocelyn (1916–1984), US-amerikanische Astronomin und Hochschullehrerin
- Gill, Joe (1919–2006), US-amerikanischer Comicautor
- Gill, John (* 1937), US-amerikanischer Sportkletterer
- Gill, John junior (1850–1918), US-amerikanischer Politiker
- Gill, John T., US-amerikanischer Mathematiker
- Gill, Johnny (* 1966), US-amerikanischer R&B-Sänger und Schauspieler
- Gill, Joseph (1901–1989), britischer Jesuit, Theologe, Kirchenhistoriker und Byzantinist
- Gill, Joseph B. (1862–1942), US-amerikanischer Politiker
- Gill, Joseph J. (1846–1920), US-amerikanischer Politiker
- Gill, Juan Bautista (1840–1877), paraguayischer Politiker
- Gill, Keith (* 1986), US-amerikanischer Finanzanalyst und Investor
- Gill, Kendall (* 1968), US-amerikanischer Basketballspieler
- Gill, Kezia, britische Sängerin und Songwriterin
- Gill, Kylie (* 1974), neuseeländische Freestyle-Skierin
- Gill, Liz (* 1945), britische Sprinterin
- Gill, Madge (1882–1961), englische Künstlerin der Art brut
- Gill, Mandip (* 1988), britische Schauspielerin
- Gill, Mark, britischer Filmregisseur
- Gill, Mary Louise (* 1950), US-amerikanische Klassische Philologin und Philosophiehistorikerin
- Gill, Megan, südafrikanische Filmeditorin
- Gill, Michael Joseph (1864–1918), US-amerikanischer Politiker
- Gill, Michel (* 1960), US-amerikanischer SchauspielerMichel Gill (* 1960)

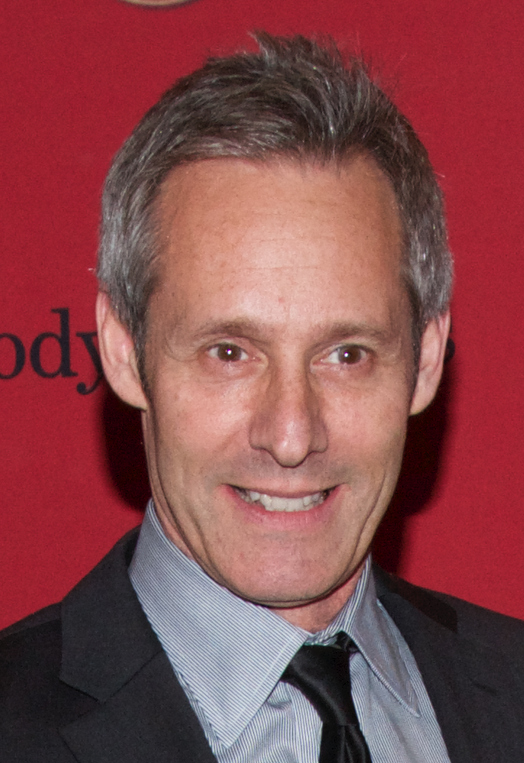
Michel Gill (* 1960)

- Gill, Moses (1734–1800), US-amerikanischer Politiker
- Gill, Nadine (* 1991), deutsche Radsportlerin
- Gill, Nathan (* 1973), britischer Politiker (UKIP), MdEP
- Gill, Neena (* 1956), britische Politikerin (Labour Party), MdEP
- Gill, Nicolas (* 1972), kanadischer Judoka
- Gill, Niranjan Singh (1906–1992), indischer Militär und Diplomat
- Gill, Patrick, britischer Physiker
- Gill, Patrick F. (1868–1923), US-amerikanischer Politiker
- Gill, Pav, singapurischer Anwalt und Whistleblower
- Gill, Pete (* 1951), britischer Schlagzeuger
- Gill, Peter (* 1962), neuseeländischer Chemiker
- Gill, Peter (* 1964), englischer Schlagzeuger
- Gill, Phoebe (* 2007), britische Mittelstreckenläuferin
- Gill, Pierre (* 1964), kanadischer Kameramann
- Gill, Ramon (* 1928), deutscher Filmemacher, Reporter, Autor, Regisseur, Produzent und Redakteur
- Gill, Robert (1916–1955), britischer Komponist
- Gill, Shaun (* 1993), Sprinter aus Belize
- Gill, Shubman (* 1999), indischer Cricketspieler
- Gill, Simryn (* 1959), australische Künstlerin
- Gill, Sloan R (1929–2011), US-amerikanischer Offizier, Generalmajor der US Air Force
- Gill, Stephen (* 1950), englischer Politikwissenschaftler
- Gill, Surinder (* 1968), englischer Snookerspieler
- Gill, Tanveer (* 1982), indischer Badmintonspieler
- Gill, Tepper L. (* 1941), US-amerikanischer Mathematiker und Hochschullehrer der Howard University
- Gill, Thea (* 1970), kanadische Schauspielerin
- Gill, Theodor (1928–2019), deutscher Theologe und Bischof der Evangelischen Brüder-Unität
- Gill, Theodore Nicholas (1837–1914), US-amerikanischer Ichthyologe
- Gill, Thomas (* 1965), norwegischer Fußballtorhüter
- Gill, Thomas Edward (1908–1973), US-amerikanischer römisch-katholischer Geistlicher, Weihbischof in Seattle
- Gill, Thomas Ponce (1922–2009), US-amerikanischer Politiker
- Gill, Tim (* 1953), US-amerikanischer Unternehmer und Informatiker
- Gill, Tim (* 1976), US-amerikanischer Basketballspieler
- Gill, Todd (* 1965), kanadischer Eishockeyspieler, -trainer und -funktionär
- Gill, Vince (* 1957), US-amerikanischer Country-Musiker
- Gill, William Fearing (1844–1917), US-amerikanischer Verleger und Edgar-Allan-Poe-Biograf
- Gill, William H. (1886–1976), US-amerikanischer Offizier, Generalmajor der US Army
- Gill, William John (1843–1882), britischer Forschungsreisender
- Gill, William Wyatt (1828–1898), australischer Missionar und Ethnologe

#### Gilla
- Gilla (* 1950), österreichische Sängerin
- Gilla Brigte († 1185), Herr oder König von Galloway
- Gilla-Aldan, schottischer Geistlicher
- Gillabert, Augusta (1869–1940), Schweizer Frauenrechtlerin, gründete die erste Bäuerinnengenossenschaft der Schweiz
- Gillain, Cyriaque (1857–1931), belgischer Generalleutnant
- Gillain, Marie (* 1975), belgische Schauspielerin
- Gillams, Angus (* 1995), schottisch-englischer Squashspieler
- Gillan, Alice (* 1998), britische Tennisspielerin
- Gillan, Cheryl (1952–2021), britische Politikerin (Conservative Party), Mitglied des House of Commons
- Gillan, Ian (* 1945), britischer RocksängerIan Gillan (* 1945)

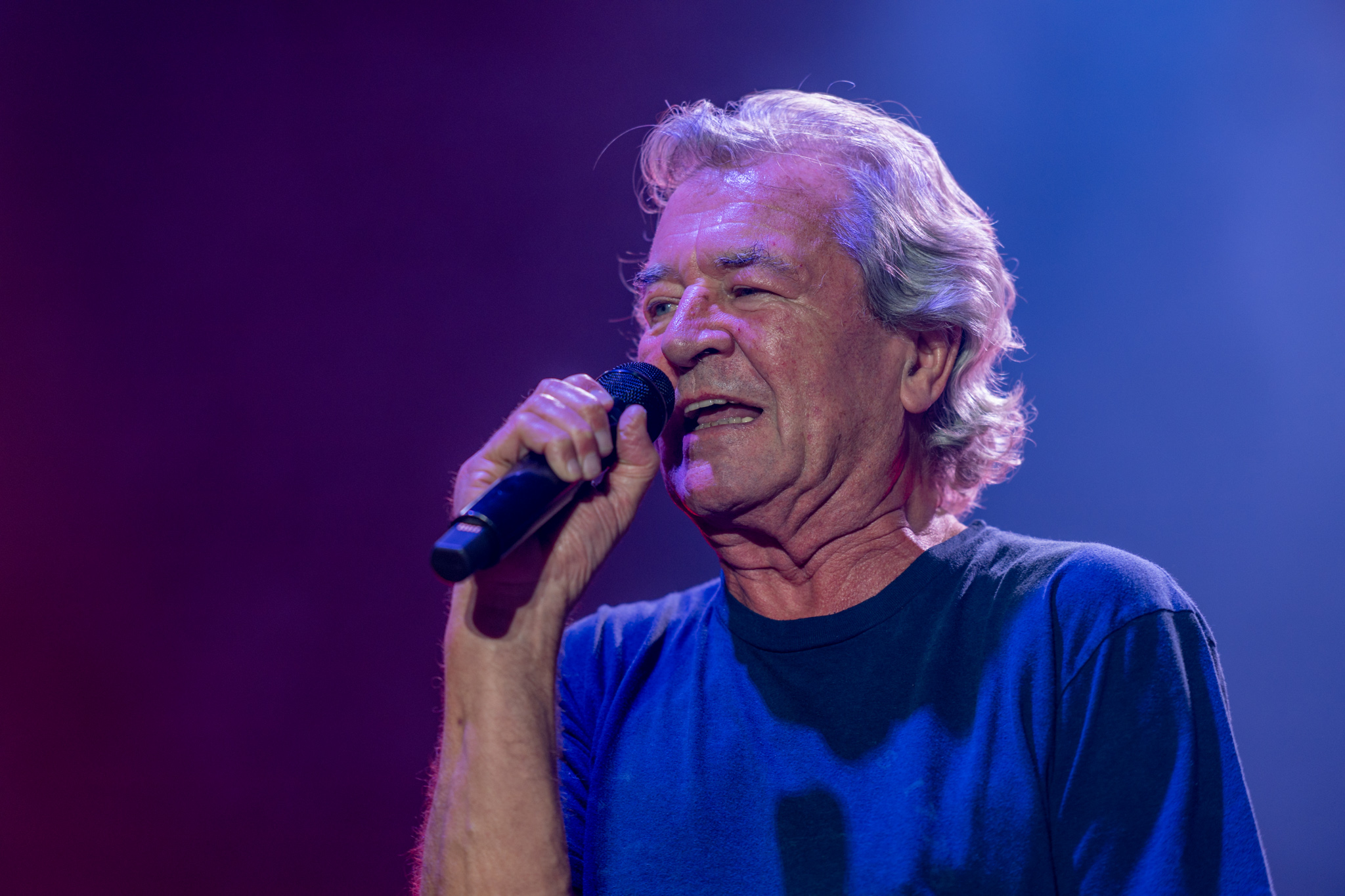
Ian Gillan (* 1945)

- Gillan, James Angus (1885–1981), britischer Ruderer
- Gillan, John, schottischer Fußballspieler
- Gillan, Karen (* 1987), britische Schauspielerin und ehemaliges ModelKaren Gillan (* 1987)

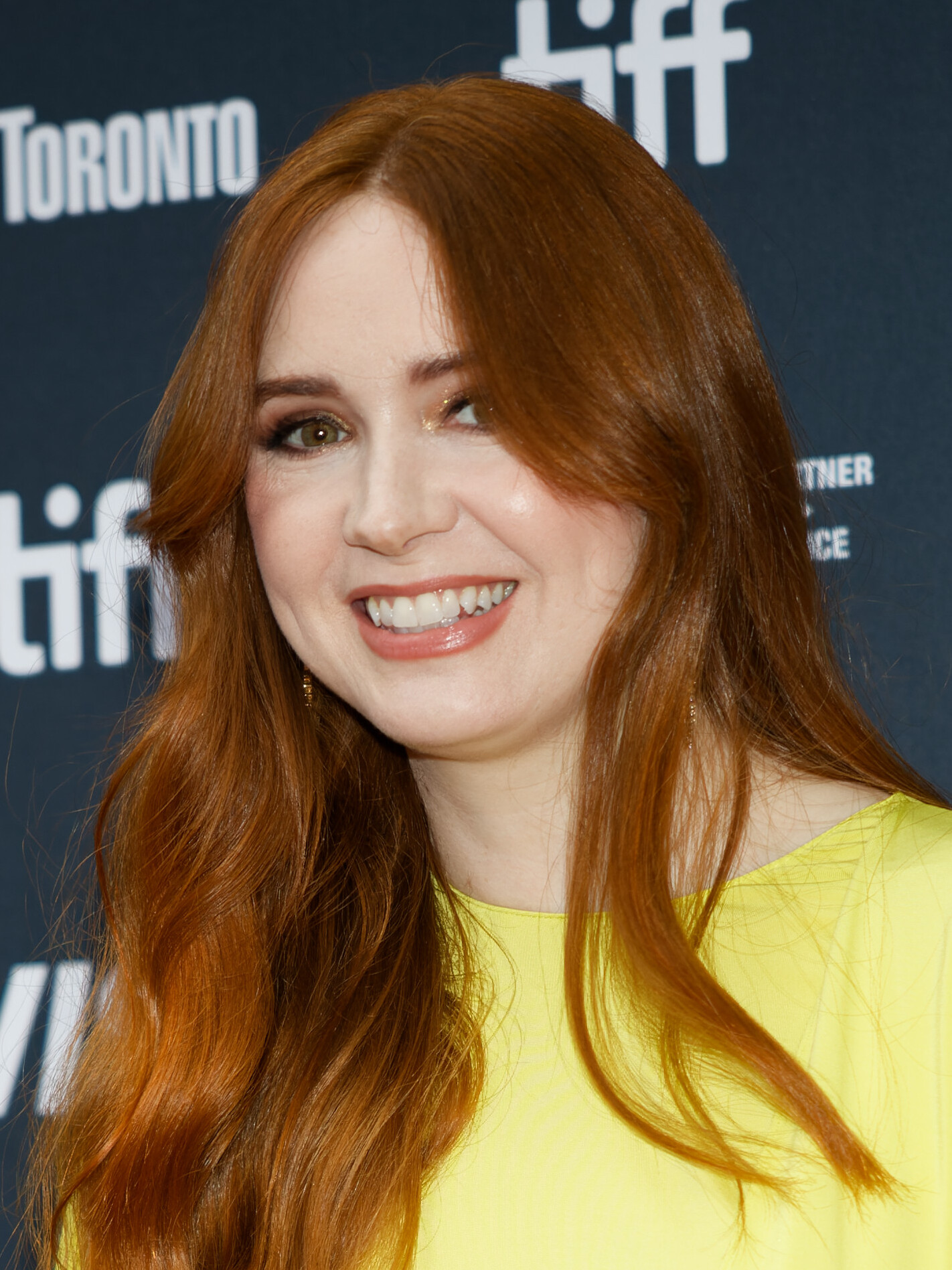
Karen Gillan (* 1987)

- Gillan, Michael, britischer Physiker
- Gilland, Steven W., US-amerikanischer Offizier, Generalmajor der US-Army
- Gillander, Laurent (* 1978), luxemburgischer Hörfunkmoderator
- Gillanders, Dave (* 1939), US-amerikanischer Schwimmer
- Gillar, Jaroslav (* 1942), tschechischer Regisseur
- Gillar, Richard (1855–1939), schlesischer Organist und Autor
- Gillar, Valerian (1839–1927), Schlosser
- Gillard, Barthélemy (* 1935), belgischer Radrennfahrer
- Gillard, François-Charles-Marie (1839–1880), französischer Geistlicher und römisch-katholischer Bischof von Constantine
- Gillard, Julia (* 1961), australische Politikerin
- Gillard, Nick (* 1959), britischer Stuntman und Stunt-Koordinator
- Gillard, Stuart (* 1950), kanadischer Regisseur und Drehbuchautor
- Gillardon, Andreas der Ältere (1661–1723), Schweizer reformierter Pfarrer
- Gillardon, Andreas der Jüngere (1697–1751), Schweizer reformierter Pfarrer
- Gillardon, Wilhelm (1879–1971), deutscher Verleger
- Gillarduzzi, Guido (1939–2016), italienischer Eisschnellläufer
- Gillarová, Irena (* 1992), tschechische Speerwerferin
- Gillars, Mildred (1900–1988), US-amerikanische RadiomoderatorinMildred Gillars (1900–1988)

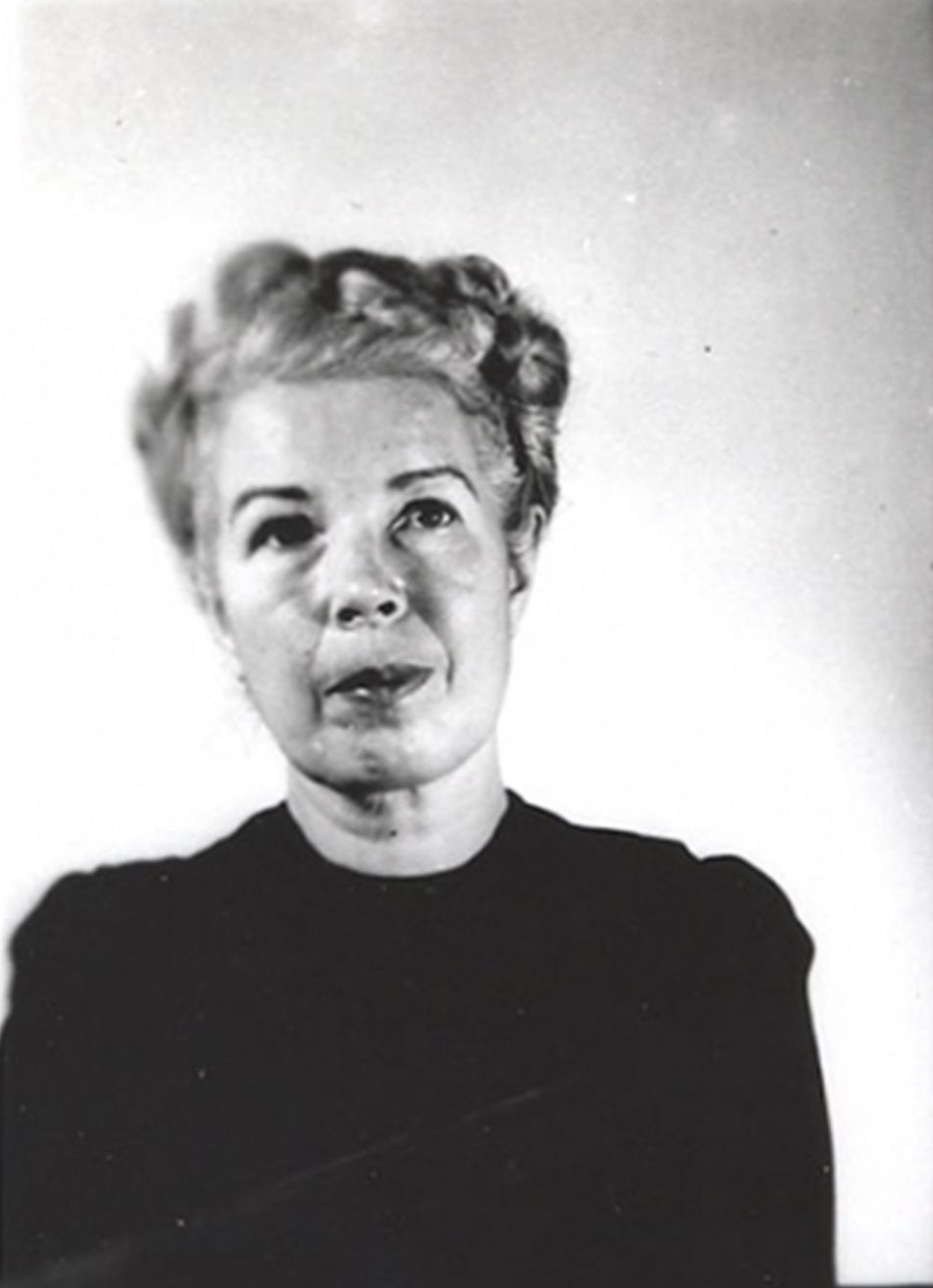
Mildred Gillars (1900–1988)

#### Gillb
- Gillberg, Swen, US-amerikanischer Filmtechniker

#### Gille
- Gille Brigte, 3. Earl of Strathearn († 1223), schottischer Adeliger
- Gille Críst, 3. Earl of Angus, schottischer Adeliger
- Gille Críst, 3. Earl of Mar, schottischer Adliger
- Gille Micheil, 2. Earl of Fife, schottischer Magnat
- Gille, Alfred (1901–1971), deutscher Politiker (GB/BHE), MdL, MdB
- Gille, Benjamin (* 1982), französischer Handballspieler
- Gille, Bertrand (* 1978), französischer Handballspieler
- Gille, Christian (* 1976), deutscher Kanute
- Gille, Christian Friedrich (1805–1899), deutscher Maler, Zeichner, Kupferstecher und Lithograph
- Gille, Élisabeth (1937–1996), französische Schriftstellerin und Übersetzerin
- Gille, Ferenc (* 1998), deutscher Basketballspieler
- Gille, Guillaume (* 1976), französischer Handballspieler
- Gille, Hans-Werner (* 1928), deutscher Historiker, Autor und Journalist
- Gille, Herbert Otto (1897–1966), deutscher SS-Obergruppenführer und General der Waffen-SSHerbert Otto Gille (1897–1966)

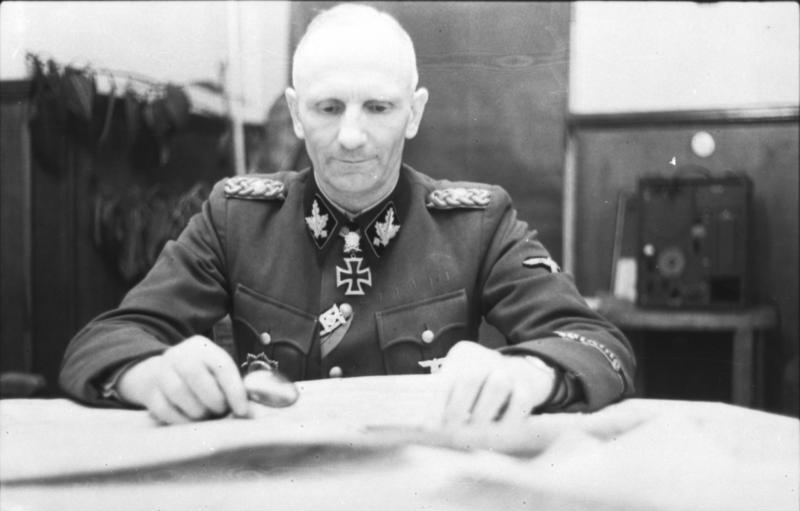
Herbert Otto Gille (1897–1966)

- Gille, Jean-Patrick (* 1962), französischer Politiker, Mitglied der Nationalversammlung
- Gille, Klaus Wilhelm (1948–2025), deutscher politischer Beamter
- Gille, Marvin (* 1992), deutscher Handballspieler
- Gille, Mayjia (* 1972), deutsche Künstlerin
- Gille, Philippe (1831–1901), französischer Bühnendichter und Publizist
- Gille, Rotraut (* 1936), deutsche Medizinerin und Umweltaktivistin
- Gillé, Sander (* 1991), belgischer Tennisspieler
- Gille, Sebastian (* 1983), deutscher Jazzsaxophonist
- Gille, Sighard (* 1941), deutscher Maler, Künstler, Fotograf und Kunstprofessor
- Gille, Theo (1918–2011), deutscher Heimatforscher
- Gillé, Wilhelm Isaac (1805–1873), Politiker Freie Stadt Frankfurt
- Gilleard, Martyn (* 1976), britischer Rechtsterrorist
- Gillebride, 1. Earl of Angus, schottischer Adliger
- Gillece, Behn (* 1982), US-amerikanischer Jazzmusiker (Vibraphon, Komposition)
- Gillece, Karen (* 1974), irische Autorin
- Gillem, Alvan C., Jr. (1888–1973), US-amerikanischer Offizier, Generalleutnant der US-Army
- Gillen, Aidan (* 1968), irischer SchauspielerAidan Gillen (* 1968)

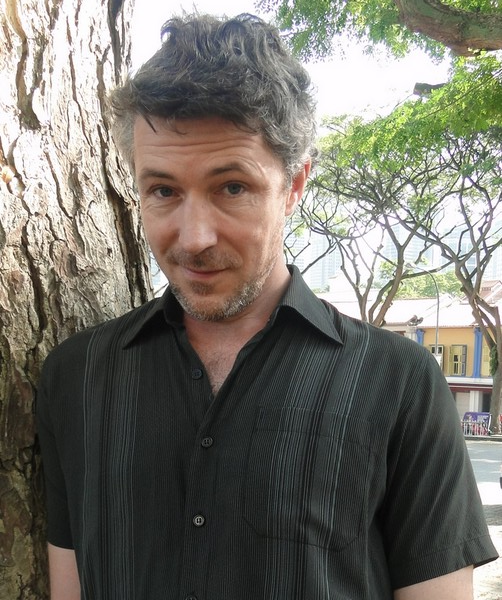
Aidan Gillen (* 1968)

- Gillen, Courtland C. (1880–1954), US-amerikanischer Politiker
- Gillen, Eckhart (* 1947), deutscher Kunsthistoriker
- Gillen, Florian (* 1982), deutscher Politiker (CDU), MdL
- Gillen, Francis James (1855–1912), australischer Anthropologe und Ethnologe
- Gillen, François (1914–1997), luxemburgischer Künstler
- Gillen, Friedrich, deutscher Eishockeyspieler
- Gillen, Gabriele, deutsche Redakteurin beim WDR
- Gillen, Kieron (* 1975), britischer Spielejournalist und Comicautor
- Gillen, Laura (* 1969), US-amerikanische Politikerin
- Gillen, Lucien (1928–2010), luxemburgischer Radrennfahrer
- Gillen, Maurice (1895–1974), luxemburgischer Radsportler
- Gillen, Mollie (1908–2009), australische Historikerin und Schriftstellerin
- Gillen, Otto (1899–1986), deutscher Kunsthistoriker, Journalist, Theaterkritiker, Essayist und Lyriker
- Gillen, Ray (1959–1993), US-amerikanischer Hard-Rock-Sänger
- Gillen, Sarah (* 1983), deutsche Politikerin (CDU)
- Gillen-Buchert, Frania (* 1981), schottische Squashspielerin
- Giller, Agaton (1831–1887), polnischer Historiker, Publizist und Freiheitskämpfer
- Giller, Carl Theodor (1805–1879), Seemann, Legionär, Landrat und Abgeordneter
- Giller, Heinrich (1701–1764), Schweizer Kaufmann und Mitglied der Herrnhuter Brüdergemeine
- Giller, Leopold Hans (1881–1961), deutscher Unternehmer und Abgeordneter des Provinziallandtages der Provinz Hessen-Nassau
- Giller, Stefan (1833–1918), polnischer Lehrer und Autor
- Giller, Walter (1927–2011), deutscher SchauspielerWalter Giller (1927–2011)

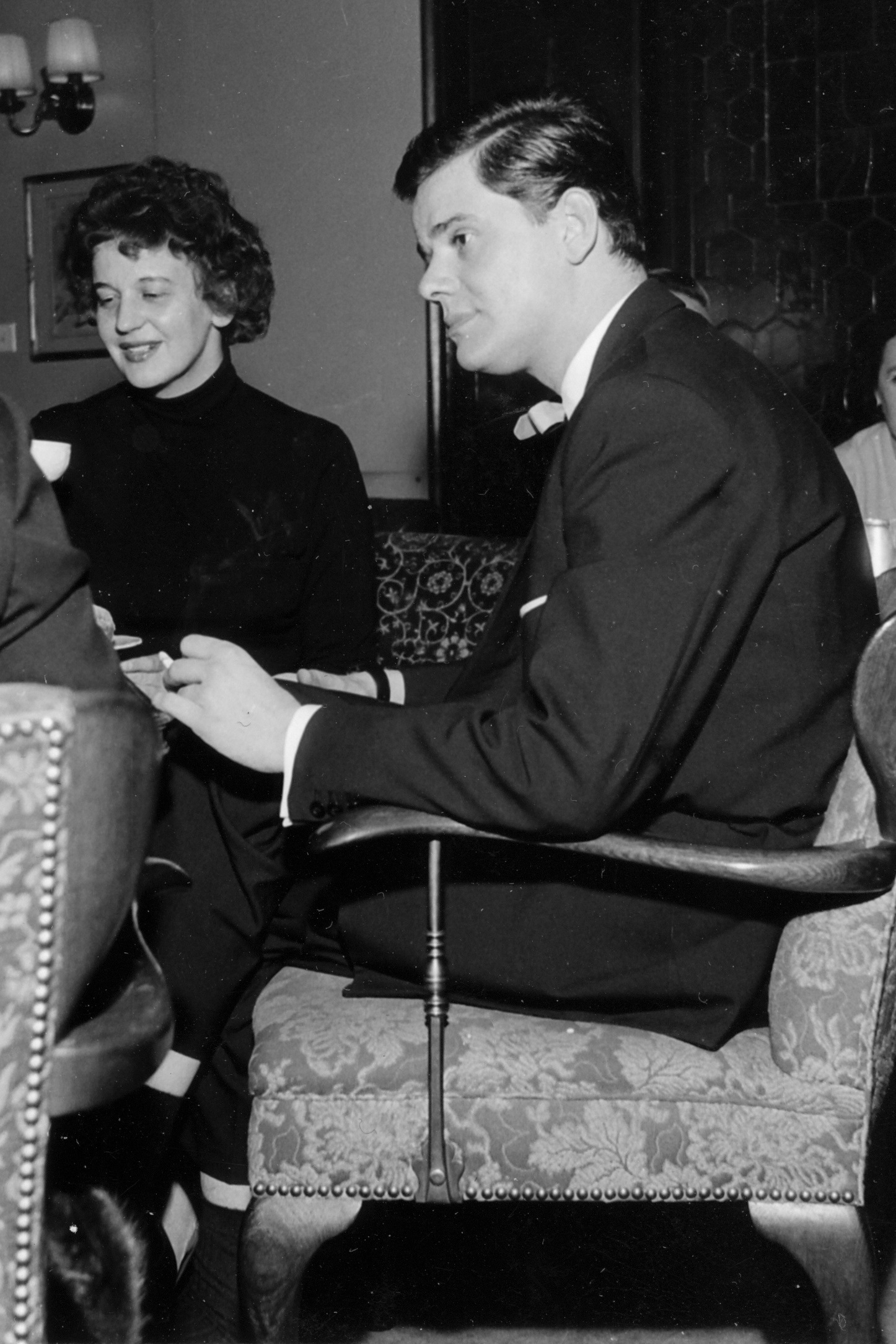
Walter Giller (1927–2011)

- Gillerman, Dan (* 1944), israelischer Diplomat
- Gillern, Aeryn (* 1973), US-amerikanischer Mitarbeiter einer UN-Organisation, Mister Gay Austria 2002Aeryn Gillern (* 1973)

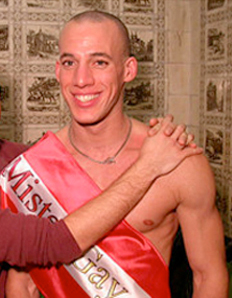
Aeryn Gillern (* 1973)

- Gillern, Arthur von (1855–1916), preußischer Generalleutnant
- Gillern, Dominika von (1739–1810), Fürstäbtissin von Trebnitz
- Gillern, Ernst Heinrich von (1730–1792), preußischer Generalmajor
- Gillern, Joseph Edward von (1794–1845), Maler des Biedermeier
- Gillern, Karl Joseph von (1691–1759), kaiserlicher Hofrat und Friedensunterhändler
- Gillern, William de (1788–1857), schlesischstämmiger Siedler in Tasmanien (ab 1823)
- Gillert, Sven (* 1978), deutscher Musiker, Sänger und Autor
- Gilles Aycelin de Montaigut († 1318), Erzbischof von Narbonne und Rouen; Berater des französischen Königs Philipp IV.
- Gilles Brisebarre, Herr von Blanchegarde
- Gilles de Corbeil, Mediziner, Lehrer und Dichter des Mittelalters
- Gilles de Trazegnies, Connétable von Frankreich
- Gilles I., Herr von Haifa
- Gilles II. de Trazegnies († 1204), Connétable von Flandern, Kreuzfahrer
- Gilles Li Muisis (1272–1352), französischer Benediktiner, Abt und Chronist
- Gilles von Saumur († 1266), Erzbischof von Damiette und Tyrus, Kanzler von Frankreich
- Gilles, Alain (1945–2014), französischer Basketballspieler und -trainer
- Gilles, Albert (1895–1989), deutscher Landrat im Kreis Bitburg und im Landkreis Cochem
- Gilles, Barthel (1891–1977), deutscher Maler der Neuen Sachlichkeit
- Gilles, Beate (* 1970), deutsche Theologin und Sekretärin der Deutschen Bischofskonferenz
- Gilles, Brigitte (1928–2003), deutsche Psychologin und Hochschullehrerin; erste Frauenbeauftragte der RWTH Aachen
- Gilles, Elena (* 1989), deutsche Kanusportlerin
- Gilles, Ernst Dieter (1935–2019), deutscher Regelungstechniker und Hochschullehrer
- Gilles, Guy (1938–1996), französischer Filmregisseur, Drehbuchautor und Kameramann
- Gilles, Jacob (1691–1765), holländischer Ratspensionär (1746–1749)
- Gilles, Jean (1668–1705), französischer Kapellmeister und Komponist
- Gilles, Jean (1904–1961), französischer General
- Gilles, Karl-Josef (1950–2018), deutscher Archäologe, Numismatiker und Kommunalpolitiker (FDP)
- Gilles, Kokkie (1918–2006), niederländische, persönliche Vertraute des niederländischen Prinzen Bernhard zur Lippe-Biesterfeld
- Gilles, Nicolas (1870–1939), deutscher Aquarellmaler, Illustrator und Karikaturist
- Gilles, Oswald (1926–2020), deutscher Komponist, Interpret, Dirigent und Arrangeur
- Gilles, Peter (1874–1968), deutscher Jurist und Kommunalpolitiker (Zentrum)
- Gilles, Peter (1938–2020), deutscher Privatrechtslehrer
- Gilles, Peter (1953–2017), deutscher Maler, Zeichner und Performancekünstler
- Gilles, Pierre (1490–1555), französischer Forschungsreisender, Naturwissenschaftler und Übersetzer
- Gilles, Piper (* 1992), US-amerikanisch-kanadische Eiskunstläuferin
- Gilles, Robert (1923–2003), belgischer Handballspieler, Handballtrainer und Sportfunktionär
- Gilles, Vanessa (* 1996), kanadische FußballspielerinVanessa Gilles (* 1996)

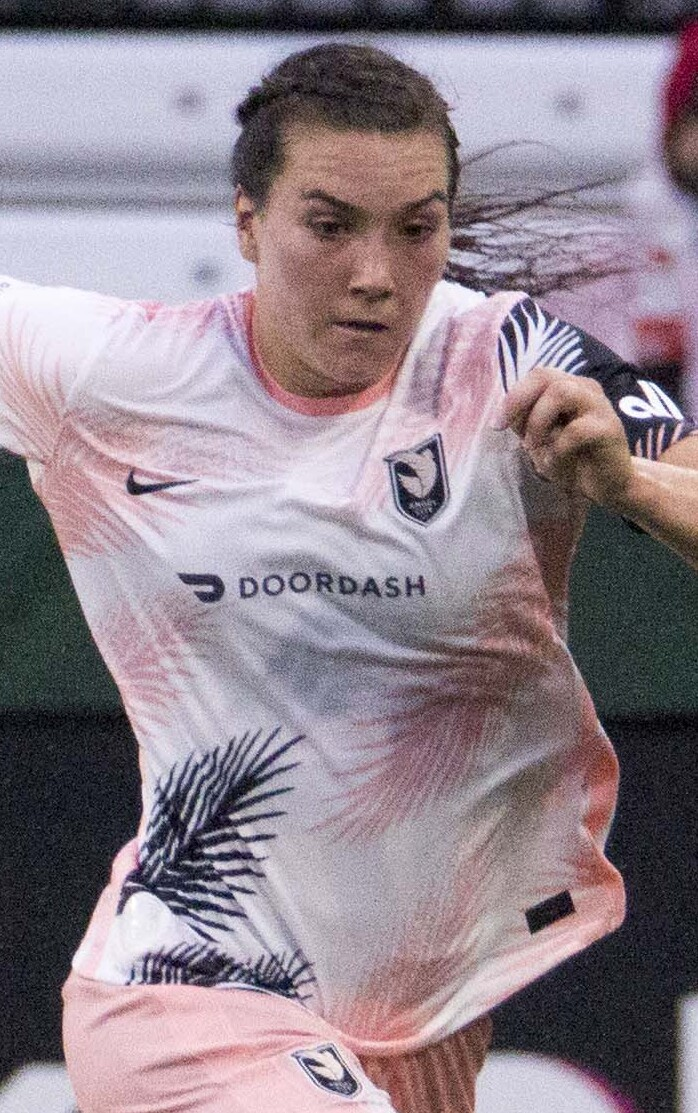
Vanessa Gilles (* 1996)

- Gilles, Werner (1894–1961), deutscher Maler
- Gillesberger, Hans (1909–1986), österreichischer Chorleiter
- Gillesberger, Julian (* 1972), österreichischer Bratschist
- Gilleskie, Donna B., US-amerikanische Wirtschaftswissenschaftlerin und Hochschullehrerin
- Gillespie, A. Arnold (1899–1978), US-amerikanischer Spezialeffekt-Experte und Art Director
- Gillespie, Alastair (1922–2018), kanadischer Wirtschaftsmanager und Politiker der Liberalen Partei
- Gillespie, Ann, US-amerikanische Schauspielerin und Priesterin der Episkopalkirche der Vereinigten Staaten von Amerika in Alexandria
- Gillespie, Ashlee (* 1985), US-amerikanische Schauspielerin
- Gillespie, Billie (1873–1942), schottischer Fußballspieler
- Gillespie, Charlie (* 1998), kanadischer Schauspieler und Musiker
- Gillespie, Craig, australischer Filmregisseur
- Gillespie, Cravon (* 1996), US-amerikanischer Sprinter
- Gillespie, Dana (* 1949), britische Schauspielerin und Sängerin
- Gillespie, Dean M. (1884–1949), US-amerikanischer Politiker
- Gillespie, Dizzy (1917–1993), US-amerikanischer Jazztrompeter, Komponist, Sänger, Arrangeur und BandleaderDizzy Gillespie (1917–1993)

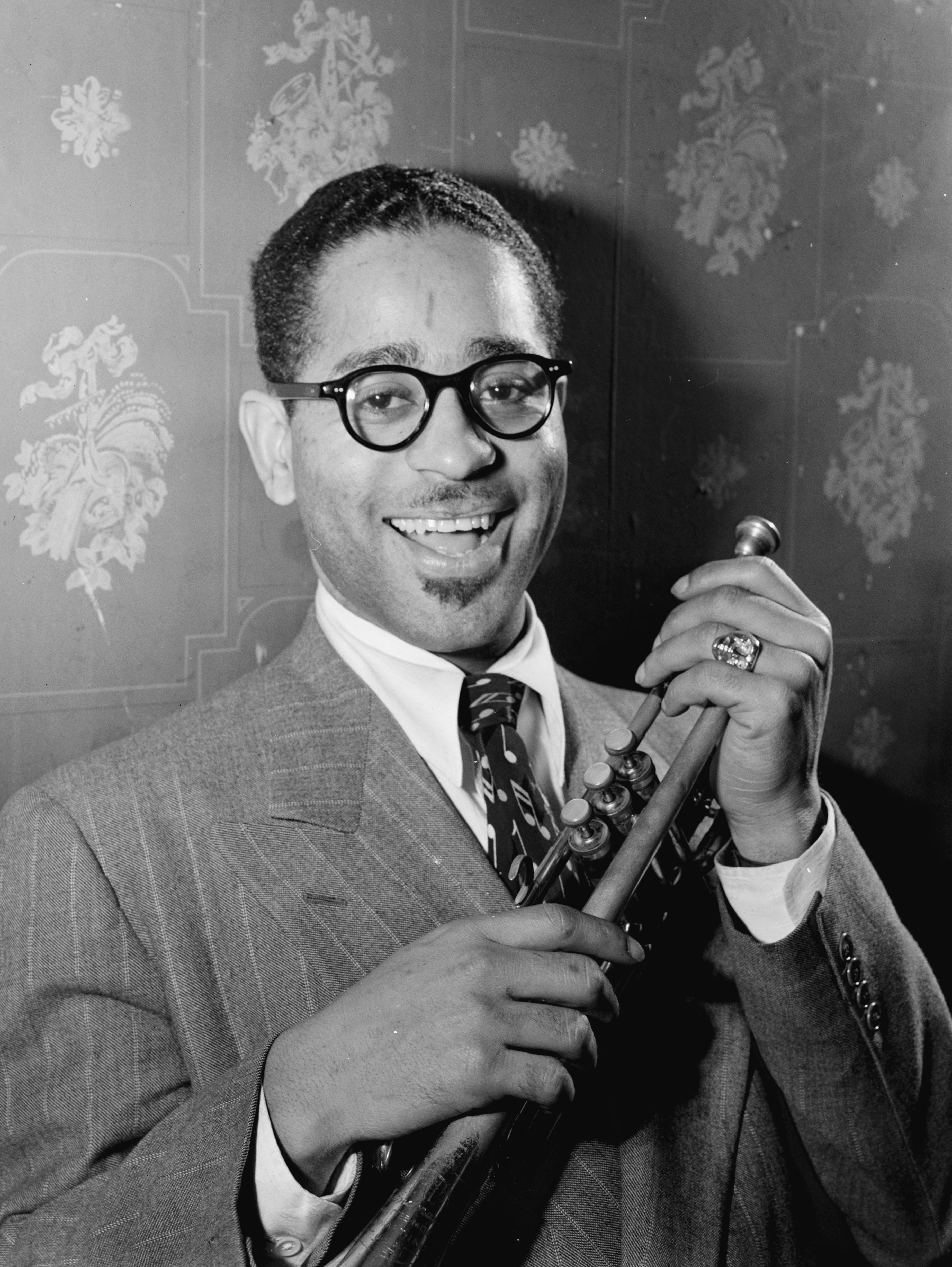
Dizzy Gillespie (1917–1993)

- Gillespie, Eugene Pierce (1852–1899), US-amerikanischer Politiker
- Gillespie, Frank (1869–1954), US-amerikanischer Politiker
- Gillespie, Gary (* 1960), schottischer Fußballspieler
- Gillespie, George Lewis Jr. (1841–1913), US-amerikanischer Offizier, Brigadegeneral der US-Army
- Gillespie, Gina (* 1951), US-amerikanische Schauspielerin
- Gillespie, James († 1805), US-amerikanischer Politiker
- Gillespie, Jim, britischer Filmregisseur
- Gillespie, John (1870–1933), schottischer Fußballspieler
- Gillespie, John Gaff (1870–1926), britischer Architekt
- Gillespie, Keith (* 1975), nordirischer Fußballspieler
- Gillespie, Lara (* 2001), irische Radsportlerin
- Gillespie, Mark (* 1970), britischer Gitarrist und Sänger
- Gillespie, Mark (* 1992), englischer Fußballspieler
- Gillespie, Oscar W. (1858–1927), US-amerikanischer Politiker
- Gillespie, Richard (* 1952), britischer Politikwissenschaftler und Hochschullehrer
- Gillespie, Ronald (1924–2021), britischer Chemiker
- Gillespie, Ross (1935–2023), neuseeländischer Hockeyspieler
- Gillespie, Rowan (* 1953), irischer Bildhauer
- Gillespie, Sarah, britisch-amerikanische Sängerin, Songwriterin, Gitarristin, Autorin und Malerin
- Gillespie, William (1894–1938), schottischer Schauspieler
- Gillessen, Günther (* 1928), deutscher Historiker, Publizist, ehemaliger Redakteur und pensionierter Professor für Pressejournalismus
- Gillessen, Heinrich (1896–1979), deutscher Politiker (CDU der DDR)
- Gillessen, Joachim (1935–2023), deutscher Kommunalpolitiker (CSU)
- Gillessen, Johann Heinrich (1910–1997), deutscher Maler und Kunsterzieher
- Gillessen, Martha (1901–1945), deutsche Kommunistin, Widerstandskämpferin, NS-Opfer
- Gillessen-Kaesbach, Gabriele (* 1953), deutsche Humangenetikerin
- Gillet de La Tessonnerie, französischer Dramatiker
- Gillet, Antoine (* 1988), belgischer Leichtathlet
- Gillet, Charles W. (1840–1908), US-amerikanischer Politiker
- Gillet, Claude Casimir (1806–1896), französischer Botaniker
- Gillet, Ernest (1856–1940), französischer Cellist und Komponist der Unterhaltungsmusik
- Gillet, Fernand (1882–1980), US-amerikanischer Oboist und Musikpädagoge
- Gillet, Georges (1854–1920), französischer Oboist, Musikpädagoge und Komponist
- Gillet, Grete (1895–1970), deutsche Theologin
- Gillet, Guillaume (1912–1987), französischer Architekt
- Gillet, Guillaume (* 1984), belgischer Fußballspieler
- Gillet, Hélène, französische Überlebende einer öffentlichen Hinrichtung
- Gillet, Henri (* 1953), Mathematiker
- Gillet, Ignace (1901–1997), französischer römisch-katholischer Geistlicher, Trappist, Abt und Generalabt
- Gillet, Jean-François (* 1979), belgischer Fußballtorhüter und Torwarttrainer
- Gillet, Joseph Eugene (1888–1958), US-amerikanischer Romanist und Hispanist belgischer Herkunft
- Gillet, Lev (1893–1980), französischer orthodoxer Mönch und Autor
- Gillet, Louis (1876–1943), französischer Kunsthistoriker und Mitglied der Académie française
- Gillet, Nicolas-François (1709–1791), französischer Bildhauer und Hochschullehrer
- Gillet, Paolo (* 1929), italienischer römisch-katholischer Geistlicher, emeritierter Weihbischof in Albano
- Gillet, Rachel, Filmschauspielerin
- Gillet, Ransom H. (1800–1876), US-amerikanischer Jurist und Politiker
- Gillet, René (* 1877), französischer Motorenentwickler und -produzent
- Gillet, Roger-Edgar (1924–2004), französischer Maler, Theaterdekorateur und Architekt
- Gillet, Stéphane (* 1977), luxemburgischer Fußballtorhüter
- Gillett, Amy (1976–2005), australische Ruderin und Radsportlerin
- Gillett, Frederick H. (1851–1935), US-amerikanischer Politiker
- Gillett, George (* 1938), US-amerikanischer Geschäftsmann
- Gillett, James (1860–1937), US-amerikanischer Politiker
- Gillett, Jan Bevington (1911–1995), englischer Botaniker
- Gillett, Jarred (* 1986), australischer Fußballschiedsrichter
- Gillett, Matt (* 1988), australischer Rugby-League-Spieler
- Gillett, Simon (* 1985), englischer Fußballspieler
- Gillett, Tyler (* 1982), US-amerikanischer Regisseur, Drehbuchautor, Kameramann und Filmschauspieler
- Gillette, Anita (* 1936), US-amerikanische Schauspielerin
- Gillette, Edward H. (1840–1918), US-amerikanischer Politiker
- Gillette, Elexis (* 1984), US-amerikanischer Leichtathlet
- Gillette, Francis (1807–1879), US-amerikanischer Politiker der Free Soil Party
- Gillette, Frank (* 1941), US-amerikanischer Videokünstler
- Gillette, Guy (1879–1973), US-amerikanischer Politiker
- Gillette, Jim (* 1967), US-amerikanischer Sänger
- Gillette, John M. (1866–1949), US-amerikanischer Theologe und Soziologe
- Gillette, King Camp (1855–1932), Erfinder der Rasierklinge, UnternehmerKing Camp Gillette (1855–1932)

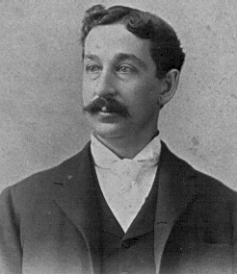
King Camp Gillette (1855–1932)

- Gillette, Pierre (1928–2014), französischer Filmeditor
- Gillette, Viola (1871–1956), US-amerikanische Sängerin (Kontra-Alt)
- Gillette, William (1853–1937), US-amerikanischer Schauspieler und Dramatiker
- Gillette, Wilson D. (1880–1951), US-amerikanischer Politiker
- Gilley, Bruce (* 1966), US-amerikanischer Politikwissenschaftler und Hochschullehrer
- Gilley, Mickey (1936–2022), US-amerikanischer Country-Sänger und Pianist

#### Gillh
- Gillham, Mary (1921–2013), britische Naturforscherin, Botanikerin und Hochschullehrerin
- Gillhaus, Hans (* 1963), niederländischer Fußballspieler
- Gillhausen, Karl Heinrich Gisbert (1856–1917), deutscher Bauingenieur und Industrie-Manager, Stadtverordneter in Essen
- Gillhausen, Rolf (1922–2004), deutscher Reportagefotograf und Journalist
- Gillhaußen, Guido von (1870–1918), deutscher Dichter, Komponist und Offizier
- Gillhaußen, Moritz Wilhelm Ferdinand Karl von (1807–1874), preußischer Generalmajor, Kommandeur des 23. Infanterie-Regiments
- Gillhoff, Johannes (1861–1930), deutscher Schriftsteller

#### Gilli
- Gilli, färöischer Lögsögumaður
- Gilli (* 1992), dänischer Rapper
- Gilli, Alexander (1823–1880), deutscher Bildhauer
- Gilli, Christoph (1963–2010), Schweizer Fußballspieler und -trainer
- Gilli, Luciana (* 1944), italienische Schauspielerin
- Gilli, Markus (* 1955), Schweizer Radio- und Fernsehjournalist
- Gilli, Yvonne (* 1957), Schweizer Verbandsfunktionärin und Politikerin (Grüne)
- Gilli-Brügger, Christine (* 1956), Schweizer Skilangläuferin
- Gilli-Bucher, Louise († 1886), Schweizer Malerin
- Gilliam, Amy (* 1978), britische Produzentin, Kamerafrau und Regisseurin
- Gilliam, Armen (1964–2011), US-amerikanischer Basketballspieler
- Gilliam, Burton (* 1938), US-amerikanischer SchauspielerBurton Gilliam (* 1938)

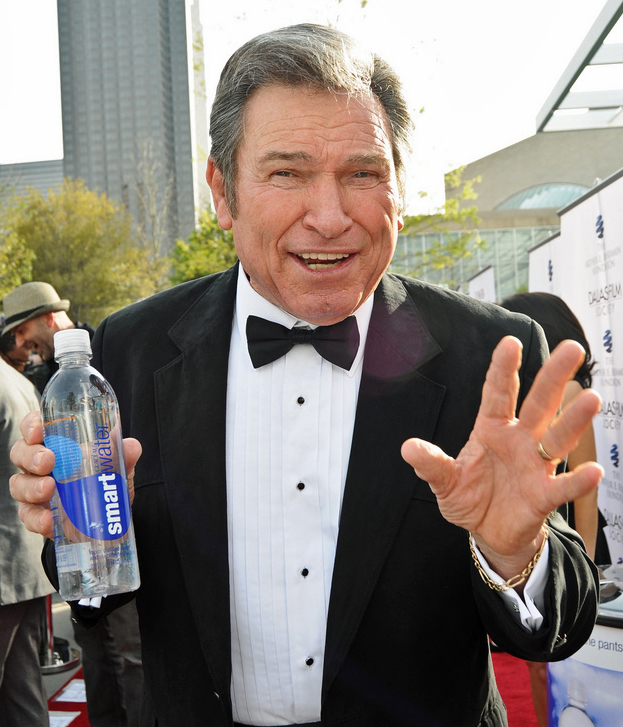
Burton Gilliam (* 1938)

- Gilliam, Franklin (1944–1997), US-amerikanischer Bildhauer
- Gilliam, Garry (* 1990), US-amerikanischer American-Football-Spieler
- Gilliam, James Frank (1915–1990), US-amerikanischer Althistoriker und Klassischer Philologe
- Gilliam, Karin (* 1939), Malerin und Illustratorin
- Gilliam, Reggie (* 1997), US-amerikanischer American-Football-Spieler
- Gilliam, Reginald E. Jr (1944–2012), amerikanischer Jurist
- Gilliam, Sam (1933–2022), US-amerikanischer Maler
- Gilliam, Seth (* 1968), US-amerikanischer Film- und Theaterschauspieler
- Gilliam, Terry (* 1940), amerikanisch-britischer Filmregisseur, Drehbuchautor und SchauspielerTerry Gilliam (* 1940)

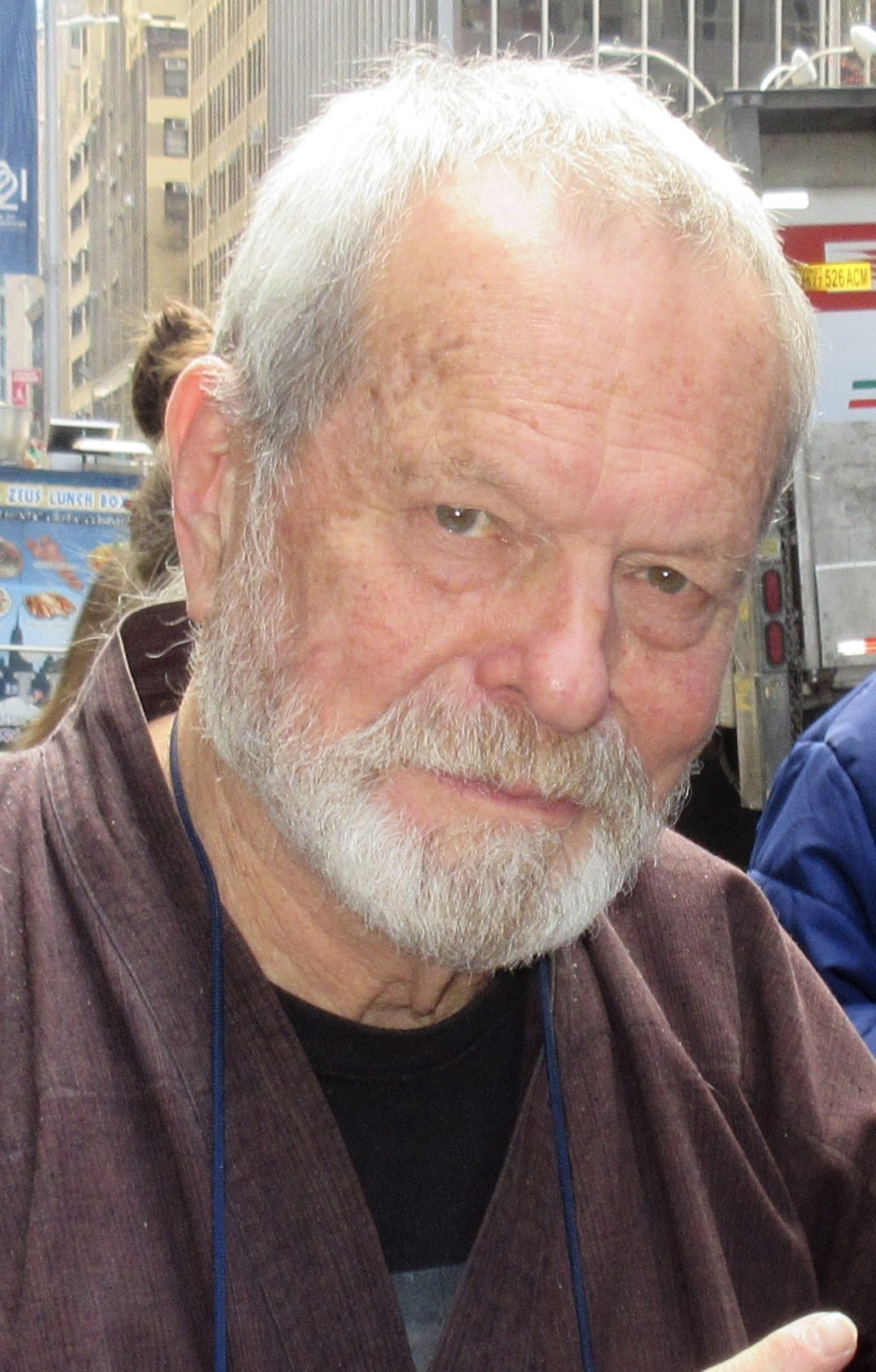
Terry Gilliam (* 1940)

- Gilliams, Maurice (1900–1982), belgischer Typograph, Dichter und Schriftsteller
- Gillian, Collette, jamaikanische Skirennläuferin
- Gillian, Gunther (* 1969), österreichischer Schauspieler
- Gilliar, Eduard (1924–2012), deutscher Mediziner
- Gilliard, Edmond (1875–1969), Schweizer Schriftsteller
- Gilliard, Ernest Thomas (1912–1965), amerikanischer Ornithologe
- Gilliard, Frédéric (1884–1967), Schweizer Architekt und Archäologe
- Gilliard, Lawrence junior (* 1971), US-amerikanischer Schauspieler mit Auftritten in Film, Fernsehen und Theater
- Gilliard, Pierre (1879–1962), Schweizer Erzieher am russischen Zarenhof
- Gilliat, Sidney (1908–1994), britischer Drehbuchautor, Filmregisseur und Produzent
- Gilliat-Ray, Sophie (* 1969), Hochschullehrerin
- Gilliatt, Penelope (1932–1993), britische Roman- und Kurzgeschichtenautorin, Filmkritikerin sowie Drehbuchautorin
- Gillibrand, Kirsten (* 1966), US-amerikanische PolitikerinKirsten Gillibrand (* 1966)

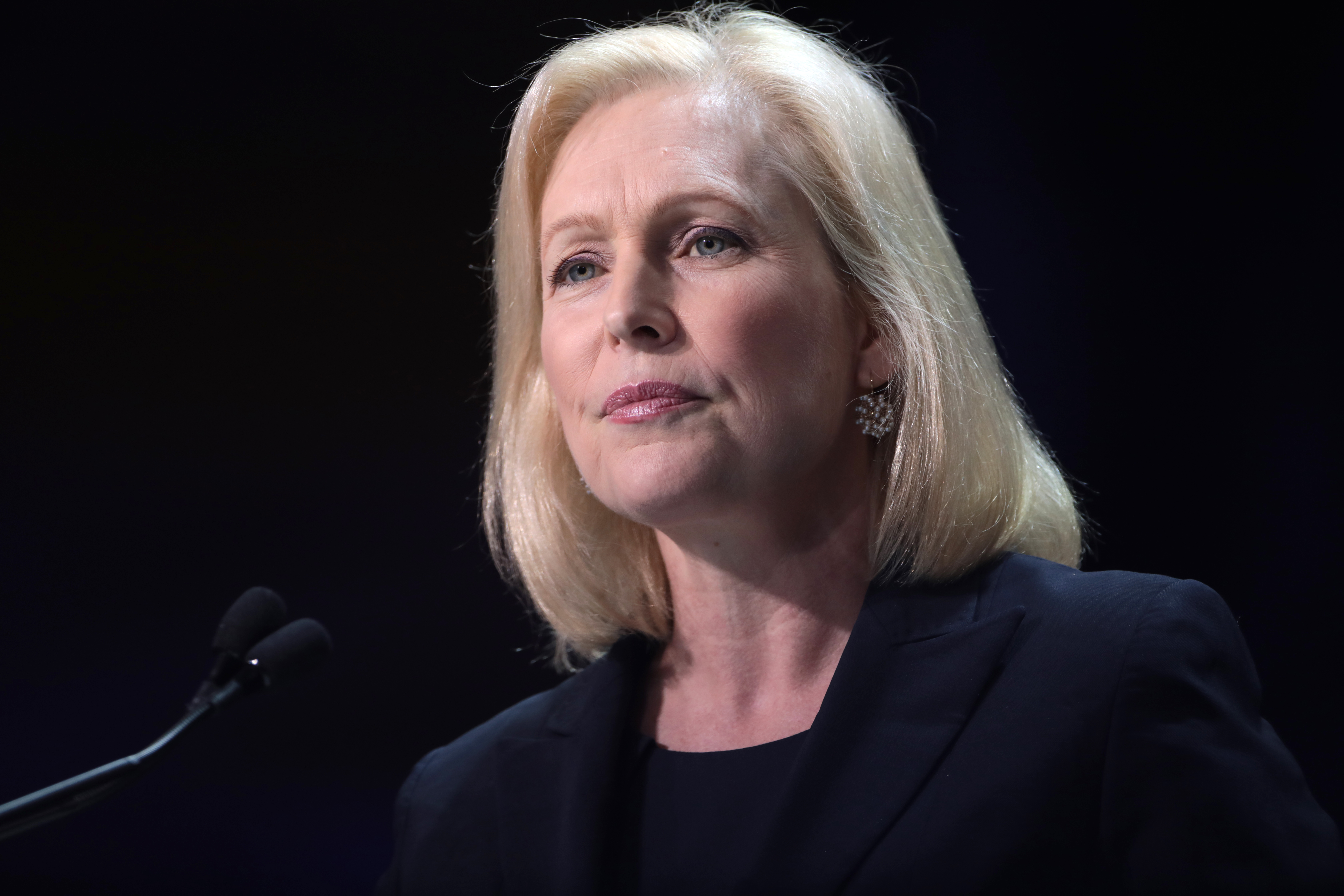
Kirsten Gillibrand (* 1966)

- Gillich, Peter (1894–1966), deutscher Politiker, Bezirkshauptmann in Pardubitz und Landrat in Brilon
- Gillich, Stefan (1932–2019), deutscher Kommunalpolitiker
- Gillick, David (* 1983), irischer Leichtathlet
- Gillick, Ernest (1874–1951), britischer Bildhauer und Medailleur
- Gillick, Liam (* 1964), britischer Bildhauer
- Gillick, Mary (1881–1965), britische Bildhauerin und Medailleurin
- Gillie, George W. (1880–1963), US-amerikanischer Politiker
- Gillier, Thomas (* 2004), chilenischer Fußballspieler
- Gilliéron, Emile (1851–1924), Schweizer Maler und Restaurator, tätig in Griechenland
- Gilliéron, Jules (1854–1926), schweizerisch-französischer Romanist und Dialektologe
- Gilliéron, Lauriane (* 1984), Schweizer Schönheitskönigin und Schauspielerin
- Gilliéron, Peter (* 1953), Schweizer Jurist und Fussballfunktionär
- Gilliéron, René (1922–1998), Schweizer Lehrer, Lokalhistoriker und Autor
- Gillies, Betty (1908–1998), US-amerikanische Pilotin
- Gillies, Clark (1954–2022), kanadischer Eishockeyspieler
- Gillies, Colton (* 1989), kanadischer Eishockeyspieler
- Gillies, Constantin (* 1970), deutscher Journalist und Autor
- Gillies, Daniel (* 1976), kanadischer Schauspieler
- Gillies, Elizabeth (* 1993), US-amerikanische Schauspielerin, Sängerin und TänzerinElizabeth Gillies (* 1993)

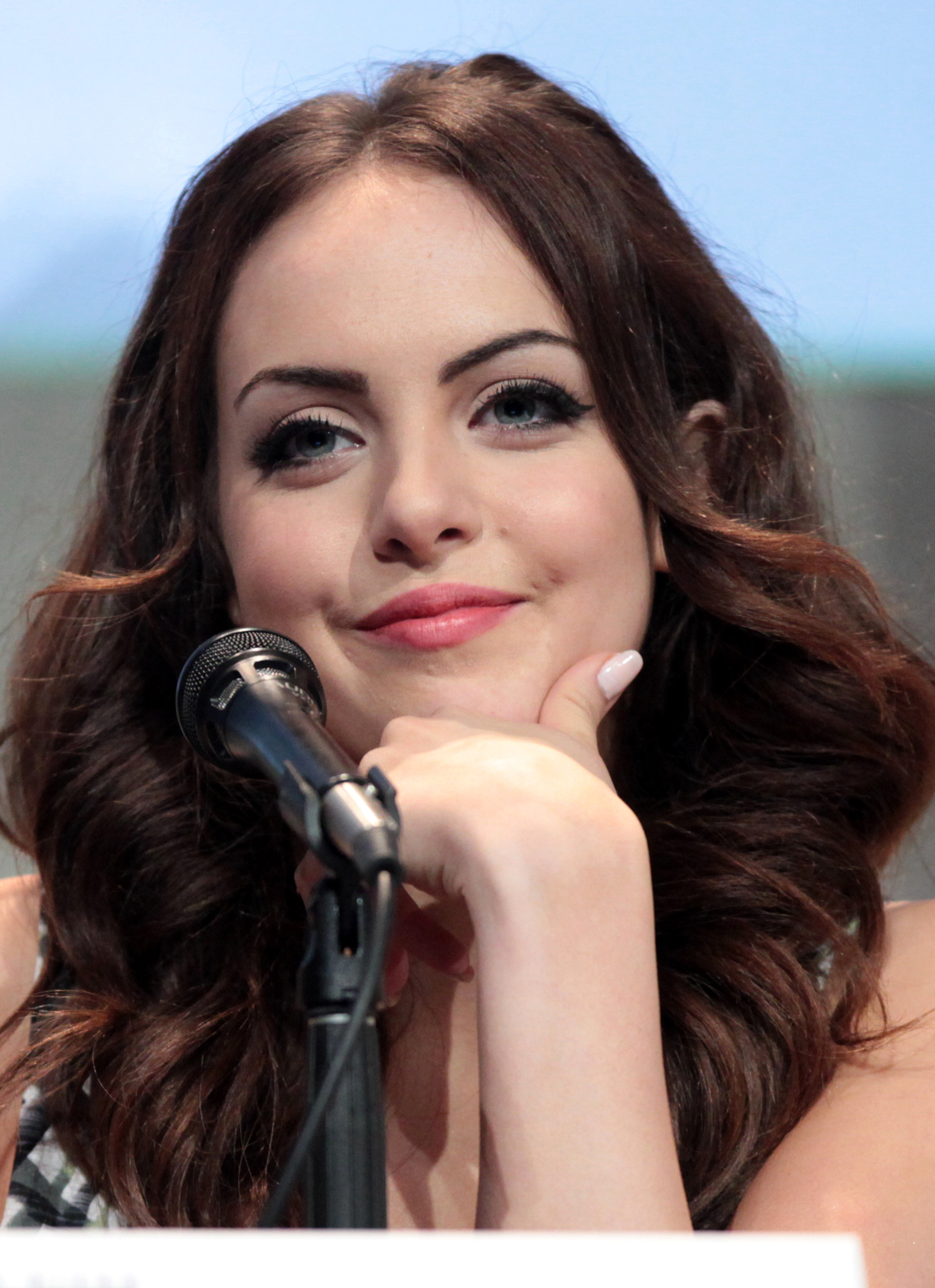
Elizabeth Gillies (* 1993)

- Gillies, Emma Smith (1900–1936), schottische Keramikkünstlerin
- Gillies, Harold (1882–1960), britischer Otolaryngologe und Chirurg
- Gillies, John (1792–1834), schottischer Arzt und Pflanzensammler
- Gillies, Jon (* 1994), US-amerikanischer Eishockeytorwart
- Gillies, Matt (1921–1998), schottischer Fußballspieler und -trainer
- Gillies, Penny (* 1951), australische Hürdenläuferin und Sprinterin
- Gillies, Peter (* 1939), deutscher Journalist und Publizist
- Gillies, Trevor (* 1979), kanadischer Eishockeyspieler
- Gillies, William (1884–1958), britischer politischer Funktionär
- Gillies, William George (1898–1973), schottischer Maler und Kunstpädagoge
- Gillig, Jakob (1636–1701), niederländischer Stilllebenmaler
- Gilligan, Alejo Benedicto (1916–2007), argentinischer Geistlicher, Bischof von Nueve de Julio
- Gilligan, Bill (* 1954), US-amerikanischer Eishockeyspieler und -trainer
- Gilligan, Carol (* 1936), US-amerikanische Psychologin mit feministischer Ethik
- Gilligan, Chelsea (* 1991), US-amerikanische Schauspielerin und Model
- Gilligan, James, amerikanischer Psychiater
- Gilligan, John J. (1921–2013), US-amerikanischer Politiker
- Gilligan, Melanie (* 1979), kanadische Video- und Installationskünstlerin, Autorin
- Gilligan, Stephen (* 1954), US-amerikanischer Hypnotherapeut
- Gilligan, Vince (* 1967), US-amerikanischer Drehbuchautor, Fernsehproduzent und RegisseurVince Gilligan (* 1967)

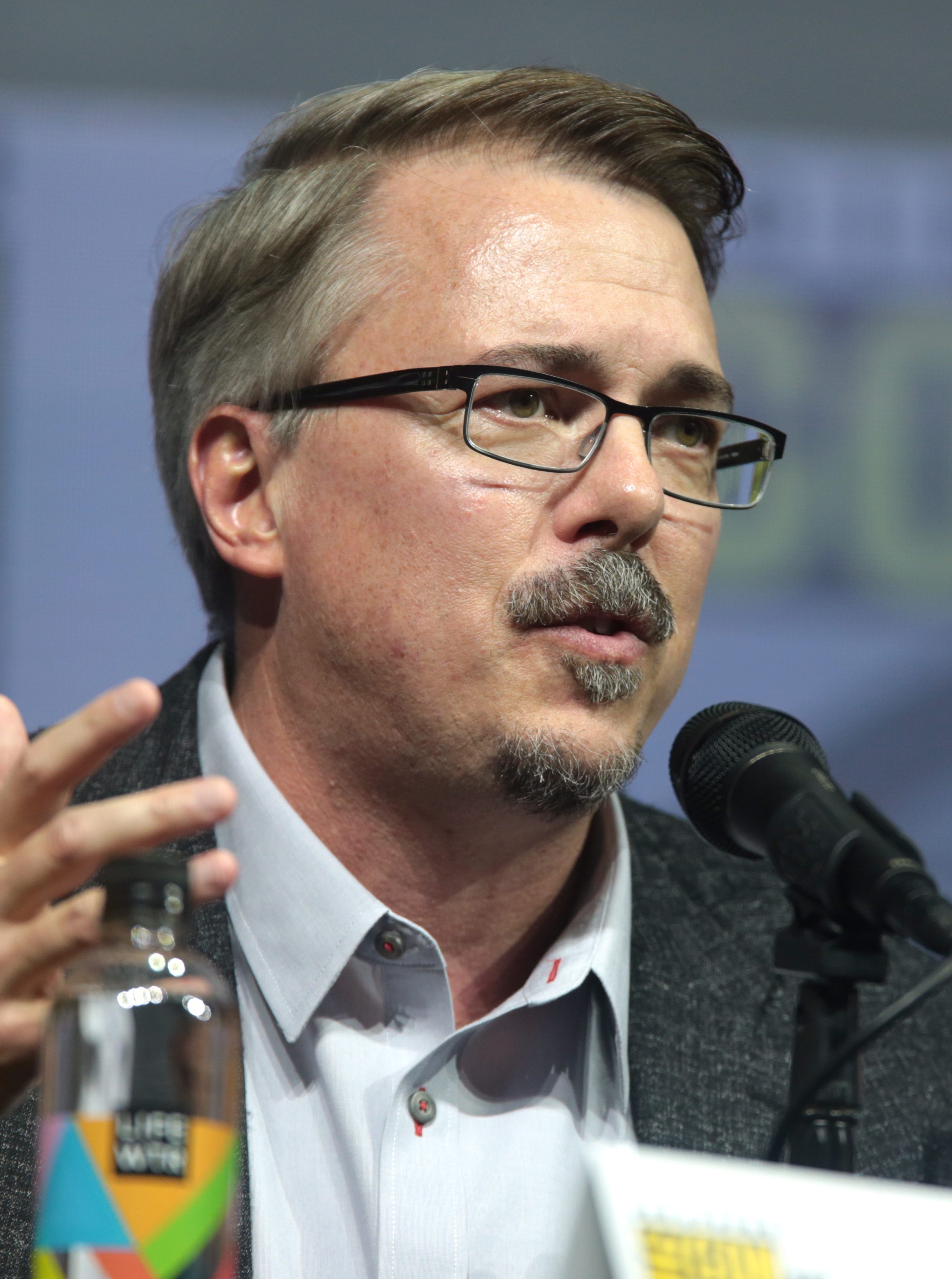
Vince Gilligan (* 1967)

- Gilliland, Alison (* 1968), irische Politikerin
- Gilliland, Billy (* 1957), schottischer Badmintonspieler
- Gilliland, David (* 1976), US-amerikanischer Rennfahrer
- Gilliland, Henry (1845–1924), US-amerikanischer Old-Time-Musiker
- Gilliland, Richard (1950–2021), US-amerikanischer Schauspieler
- Gillin, Hugh (1925–2004), US-amerikanischer Schauspieler
- Gillin, John Lewis (1871–1958), US-amerikanischer Soziologe
- Gilling, Christian Gottlieb (1735–1789), deutscher evangelischer Theologe
- Gilling, John (1912–1984), britischer Filmregisseur und Drehbuchautor
- Gilling, Jonathan (* 1991), dänischer Basketballspieler
- Gilling, Rebecca (* 1953), australische Schauspielerin
- Gillingham, Charlie (* 1960), US-amerikanischer Multiinstrumentalist
- Gillingham, David (* 1947), US-amerikanischer Komponist und Musikpädagoge
- Gillingham, James (* 1981), kanadischer Basketballspieler
- Gillingham, John (* 1940), britischer Historiker
- Gillingham, Nick (* 1967), britischer Schwimmer
- Gillingham, Susan (* 1951), anglikanische Bibelwissenschaftlerin
- Gillings-Brier, Zoe (* 1985), britische Snowboarderin
- Gillingwater, Claude (1870–1939), US-amerikanischer Schauspieler
- Gillion, Liam (* 2002), neuseeländischer Fußballspieler
- Gillion, Timmy (* 2002), französischer Bahnradsportler
- Gilliot, Alphonse (1849–1927), deutscher Politiker (Zentrum)
- Gilliot, Claude (1940–2025), französischer Islamwissenschaftler und Orientalist
- Gillis, Alan (1936–2022), irischer Politiker, MdEP
- Gillis, Alec, US-amerikanischer Spezialeffektkünstler, Maskenbildner und Regisseur
- Gillis, Ann (1927–2018), US-amerikanische Kinderschauspielerin
- Gillis, Brad (* 1957), US-amerikanischer Gitarrist der Band Night RangerBrad Gillis (* 1957)

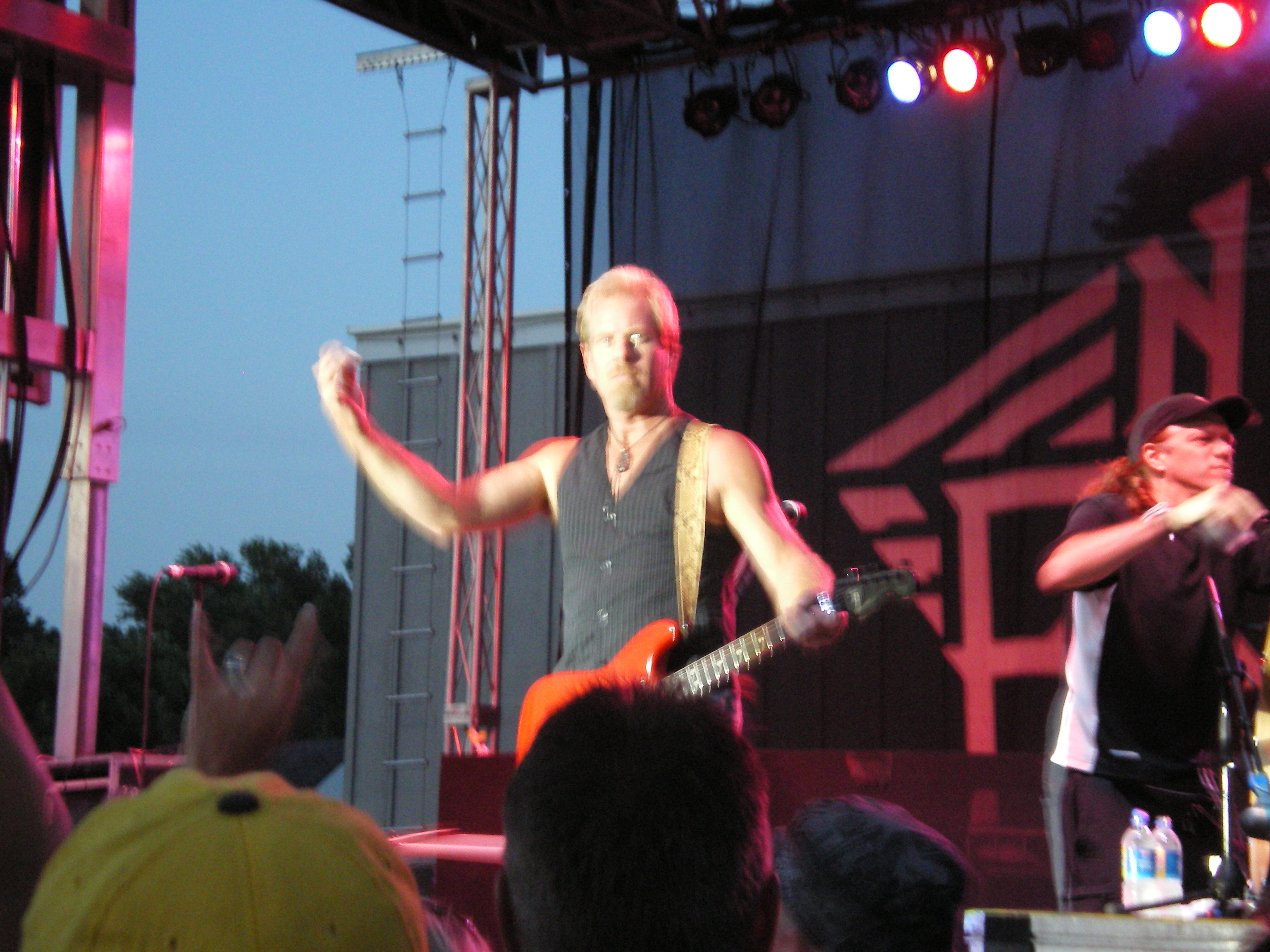
Brad Gillis (* 1957)

- Gillis, Don (1912–1978), US-amerikanischer Komponist, Dirigent und Lehrer
- Gillis, Duncan (1883–1963), kanadischer Hammer- und Diskuswerfer
- Gillis, Frank (1914–1999), US-amerikanischer Jazzmusiker und Musikethnologe
- Gillis, Jackson (1916–2010), US-amerikanischer Drehbuchautor
- Gillis, James Lisle (1792–1881), US-amerikanischer Politiker
- Gillis, Jamie (1943–2010), US-amerikanischer Pornodarsteller
- Gillis, John R. (1939–2021), US-amerikanischer Historiker
- Gillis, Joseph E. (1911–1993), israelischer Mathematiker
- Gillis, Kevin (* 1950), kanadischer Filmproduzent, Filmregisseur, Drehbuchautor und Komponist
- Gillis, Margie (* 1953), kanadische zeitgenössische Tänzerin und Choreografin
- Gillis, Mike (* 1958), kanadischer Eishockeyspieler, -trainer und -funktionär
- Gillis, Nicolaes, holländischer Stilllebenmaler
- Gillis, Paul (* 1963), kanadischer Eishockeyspieler und -trainer
- Gillis, Sarah (* 1994), US-amerikanische Ingenieurin und designierte Astronautin
- Gillis, Simon (1880–1964), US-amerikanischer Hammerwerfer
- Gillis, Verna (* 1942), amerikanische Ethnomusikologin
- Gillis-Carlebach, Miriam (1922–2020), deutsch-israelische Hochschullehrerin, Autorin
- Gillispie, Charles (1918–2015), US-amerikanischer Wissenschaftshistoriker
- Gilliss, James Melville (1811–1865), US-amerikanischer Astronom und Marineoffizier
- Gillissen, Aegidius (1712–1800), niederländischer reformierter Theologe
- Gillissen, Karl (1842–1924), deutscher Genremaler der Düsseldorfer Schule
- Gillitt, Lindford (* 1964), belizischer Radrennfahrer
- Gillitzer, Alois (1944–2019), deutscher Volksmusiker
- Gillitzer, Ludwig (1905–1980), deutscher Verwaltungsjurist und Ministerialdirektor

#### Gillm
- Gillman, Gustave (1856–1922), Eisenbahningenieur und Fotograf
- Gillman, Sid (1911–2003), US-amerikanischer American-Football-Spieler und -Trainer
- Gillman, Todd (* 1967), kanadischer Skispringer
- Gillmann, Andy (* 1963), deutscher Jazzschlagzeuger, Musikpädagoge und Autor
- Gillmann, Anton (1904–1967), deutscher Landwirt und Politiker (CDU), MdL
- Gillmann, Ernst (1890–1966), deutscher evangelischer Theologe
- Gillmann, Franz (1865–1941), deutscher katholischer Priester und Theologe, später Universitätsprofessor in Würzburg
- Gillmann, Harry (1897–1967), deutscher Schauspieler
- Gillmann, Jakob Paul (* 1953), Schweizer Schriftsteller und Vermessungsingenieur
- Gillmann, Karl Peter (1900–1963), deutscher Leichtathlet, Stummfilmschauspieler und Drehbuchautor
- Gillmann, Kurt (1889–1975), deutscher Komponist, Harfenist und Hochschullehrer
- Gillmann, Melitta (* 1984), deutsche Germanistin und Hochschullehrerin
- Gillmayr-Bucher, Susanne (* 1962), österreichische römisch-katholische Theologin und Hochschullehrerin
- Gillmeister, Ernst (1817–1887), deutscher Glasmaler
- Gillmeister, Erwin (1907–1993), deutscher Leichtathlet
- Gillmor, Aaron (* 1991), kanadischer Biathlet und Skilangläufer
- Gillmor, Paul (1939–2007), US-amerikanischer Politiker (Republikanische Partei)
- Gillmor, Robert (1936–2022), britischer Vogelzeichner und Ornithologe
- Gillmore, David, Baron Gillmore of Thamesfield (1934–1999), britischer Diplomat und Life Peer
- Gillmore, Quincy Adams (1825–1888), Generalmajor des Unionsheeres
- Gillmore, William N. (1903–1990), US-amerikanischer Generalmajor (US Army)

#### Gilln
- Gillner, Jörg (* 1943), deutscher Schauspieler, Synchron- und Hörspielsprecher
- Gillner, Matthias (* 1962), deutscher katholischer Theologe und Sozialethiker
- Gillnik, Florina (* 1958), deutsche Gardetänzerin

#### Gillo
- Gillo, Martin (* 1945), deutscher Politiker (CDU), MdL, sächsischer Staatsminister
- Gillo, Peter (* 1957), deutscher Politiker (SPD), MdL
- Gillock, William (1917–1993), US-amerikanischer Musiker
- Gillogly, James (* 1946), US-amerikanischer Informatiker und Kryptoanalytiker
- Gillom, Jennifer (* 1964), US-amerikanische Basketballspielerin -trainerin
- Gillon, Alexander (1741–1794), US-amerikanischer Politiker
- Gillon, Germain (1769–1835), französischer Zisterzienserabt und Klostergründer
- Gillon, Karen (* 1967), schottische Politikerin
- Gillon, Louis-Bertrand (1901–1987), französischer Ordensgeistlicher
- Gillon, Michaël (* 1974), belgischer Biochemiker und Astrophysiker
- Gillon, Paul (1926–2011), französischer Comiczeichner
- Gillon, Robert (1884–1972), belgischer Schriftsteller, liberaler Politiker und dreimaliger Präsident des belgischen Senats
- Gillot, Claude (1673–1722), französischer Maler
- Gillot, François-Xavier (1842–1910), französischer Botaniker
- Gillot, Marie-Agnès (* 1975), französische Tänzerin
- Gillou, Antoinette (1883–1949), französische Tennisspielerin
- Gillou-Fenwick, Kate (1887–1964), französische Tennisspielerin
- Gillow, David (* 1950), simbabwischer Radrennfahrer
- Gillow, Shara (* 1987), australische Radrennfahrerin
- Gilloz, Raymond (1931–2015), französischer Eisschnellläufer

#### Gillr
- Gillray, James (1757–1815), britischer Karikaturist

#### Gillu
- Gilluly, James (1896–1980), US-amerikanischer Geologe
- Gillum, Andrew (* 1979), US-amerikanischer Politiker
- Gillum, Jazz (1904–1966), US-amerikanischer Blues-Musiker

#### Gillw
- Gillwald, Albert, deutscher Schriftsteller

#### Gilly
- Gilly, Carlos (* 1940), spanischer Historiker
- Gilly, Clementina (1858–1942), schweizerische Dichterin und Übersetzerin
- Gilly, David (1748–1808), deutscher Architekt und Baumeister in Preußen
- Gilly, Friedrich (1772–1800), deutscher Architekt und BaumeisterFriedrich Gilly (1772–1800)

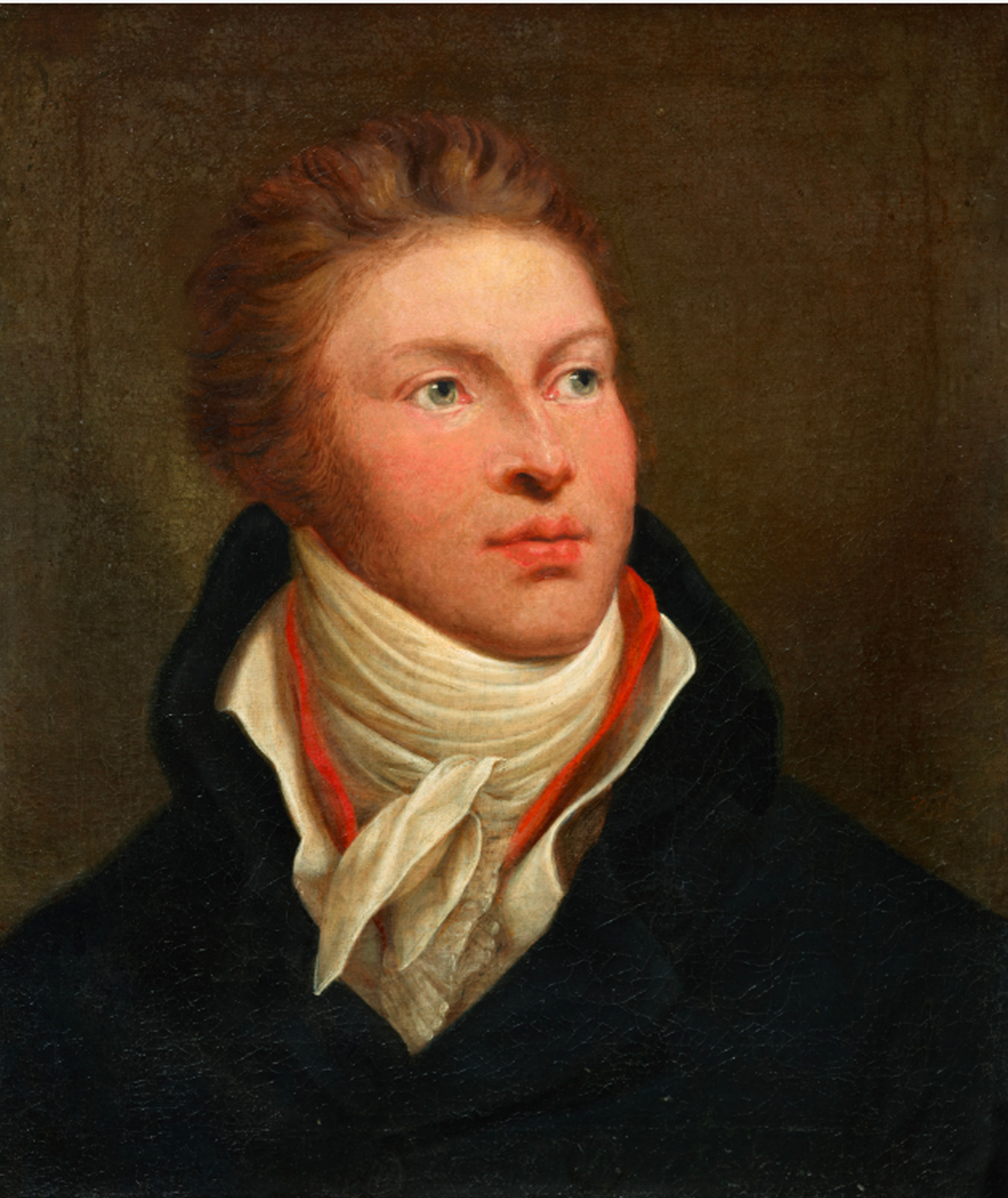
Friedrich Gilly (1772–1800)

- Gilly, Jacques-Laurent (1769–1829), französischer Divisionsgeneral

### Gilm
- Gilm zu Rosenegg, Hermann von (1812–1864), österreichischer Jurist und Dichter
- Gilma, Berit (* 1990), österreichische Künstlerin, Creative/Art Director und Kuratorin
- Gilman, Alexander (* 1982), deutscher Geiger russisch-jüdischer Herkunft
- Gilman, Alfred Goodman (1941–2015), US-amerikanischer Pharmakologe
- Gilman, Alfred senior (1908–1984), US-amerikanischer Pharmakologe
- Gilman, Benjamin A. (1922–2016), US-amerikanischer Politiker
- Gilman, Charles A. (1833–1927), US-amerikanischer Politiker
- Gilman, Charles J. (1824–1901), US-amerikanischer Politiker
- Gilman, Charlotte Perkins (1860–1935), US-amerikanische Schriftstellerin und FrauenrechtlerinCharlotte Perkins Gilman (1860–1935)

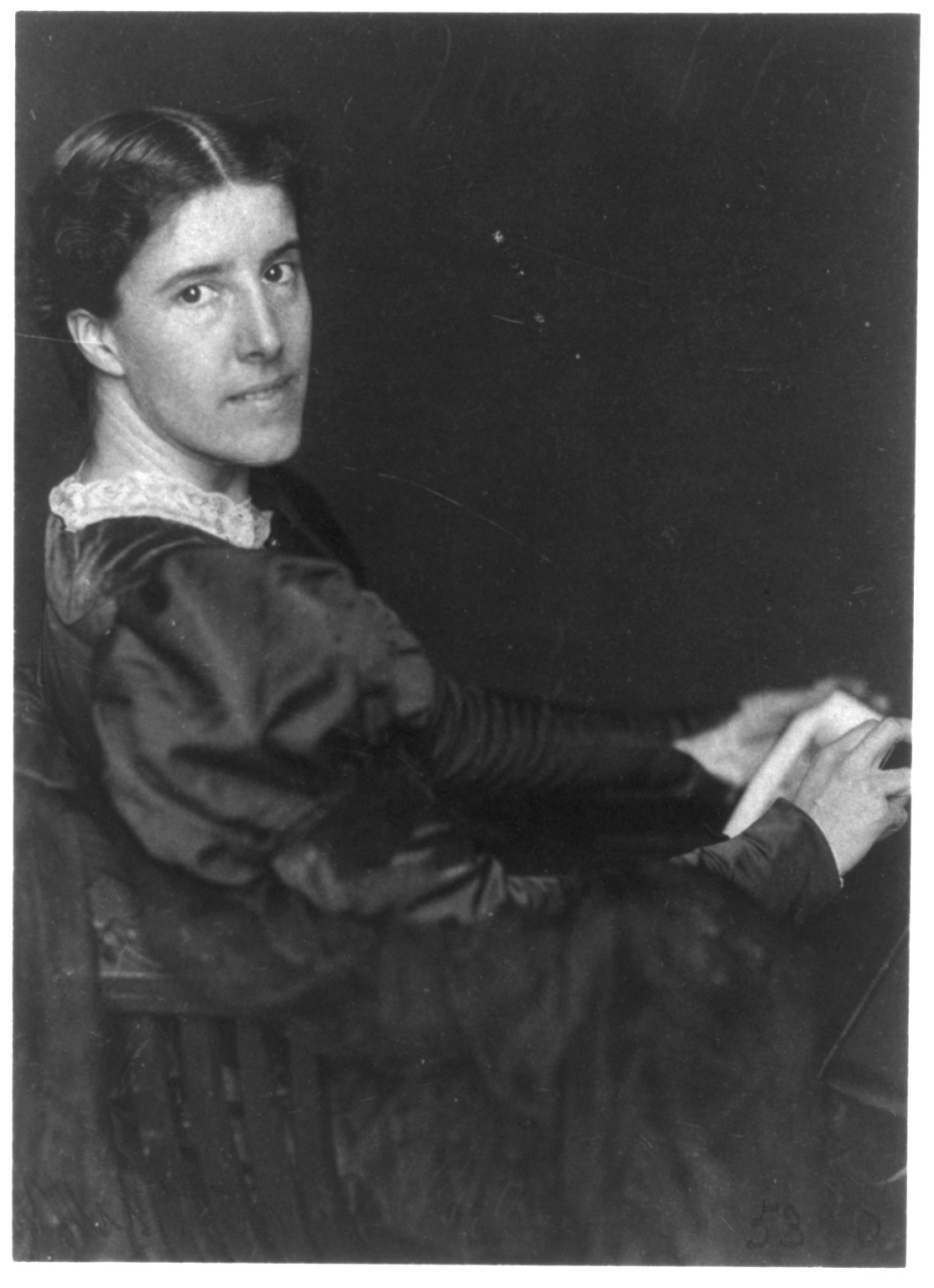
Charlotte Perkins Gilman (1860–1935)

- Gilman, Daniel Coit (1831–1908), amerikanischer Journalist und Hochschulleiter
- Gilman, David, englischer Drehbuch- und Romanautor
- Gilman, David (* 1954), US-amerikanischer Kanute und Rennrodler
- Gilman, Dorothy (1923–2012), US-amerikanische Schriftstellerin
- Gilman, Harold (1876–1919), englischer Maler des Postimpressionismus
- Gilman, Henry (1893–1986), US-amerikanischer Chemiker mit Forschungsschwerpunkt auf dem Gebiet der Organometallchemie
- Gilman, Jared (* 1998), US-amerikanischer Schauspieler
- Gilman, John Taylor (1753–1828), US-amerikanischer Politiker
- Gilman, Kenneth (* 1946), US-amerikanischer Schauspieler
- Gilman, Laura Anne (* 1967), US-amerikanische Romance-Autorin
- Gilman, Nicholas (1755–1814), US-amerikanischer Politiker
- Gilman, Ralph (1916–1955), US-amerikanischer Schwimmer
- Gilman, Robert, US-amerikanischer Forscher
- Gilman, Sander L. (* 1944), US-amerikanischer Germanist und Historiker
- Gilman, Sarah (* 1996), US-amerikanische Schauspielerin
- Gilman, Sari (* 1969), US-amerikanische Dokumentarfilmerin und Filmeditorin
- Gilman, Stephen (1917–1986), US-amerikanischer Romanist und Hispanist
- Gilman, Theodore P. (1841–1930), US-amerikanischer Bankier und Politiker
- Gilmar (1930–2013), brasilianischer FußballspielerGilmar (1930–2013)

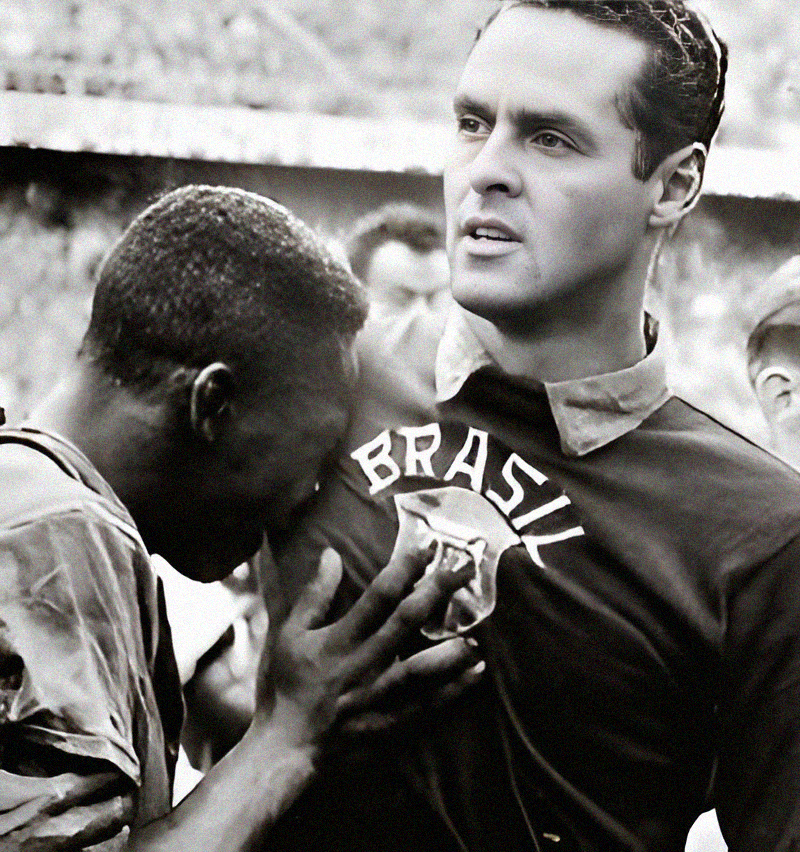
Gilmar (1930–2013)

- Gilmartin, Charlotte (* 1990), britische Shorttrackerin
- Gilmartín, Iván (* 1983), spanischer Radrennfahrer
- Gilmartin, Lynn (* 1984), australisch-irische Moderatorin, Schauspielerin und Pokerspielerin
- Gilmer, Dixie (1901–1954), US-amerikanischer Politiker
- Gilmer, Dylan (* 2009), US-amerikanischer Schauspieler und Hip-Hop-Künstler
- Gilmer, Elizabeth (1880–1960), neuseeländische Sozialarbeiterin, Kommunalpolitikerin und Naturschützerin
- Gilmer, George Rockingham (1790–1859), US-amerikanischer Politiker
- Gilmer, Gloria Ford (1928–2021), US-amerikanische Mathematikerin und Hochschullehrerin
- Gilmer, Hugo (1822–1871), Landtagsabgeordneter Großherzogtum Hessen
- Gilmer, Jeremy Francis (1818–1883), General der Konföderierten im Amerikanischen Bürgerkrieg
- Gilmer, John Adams (1805–1868), US-amerikanischer Politiker
- Gilmer, Julius (1880–1959), deutscher Politiker (CDU), MdL
- Gilmer, Karl (1841–1894), deutscher Reichsgerichtsrat
- Gilmer, Theodor (1779–1854), Landtagsabgeordneter Großherzogtum Hessen
- Gilmer, Thomas Walker (1802–1844), US-amerikanischer Politiker
- Gilmetti, Marco Antonio († 1730), böhmischer Baumeister des Barock
- Gilmor, Robert (1774–1848), US-amerikanischer Reeder, Kunstsammler und Mäzen
- Gilmore, Alan C., neuseeländischer Astronom
- Gilmore, Alexie (* 1976), US-amerikanische SchauspielerinAlexie Gilmore (* 1976)

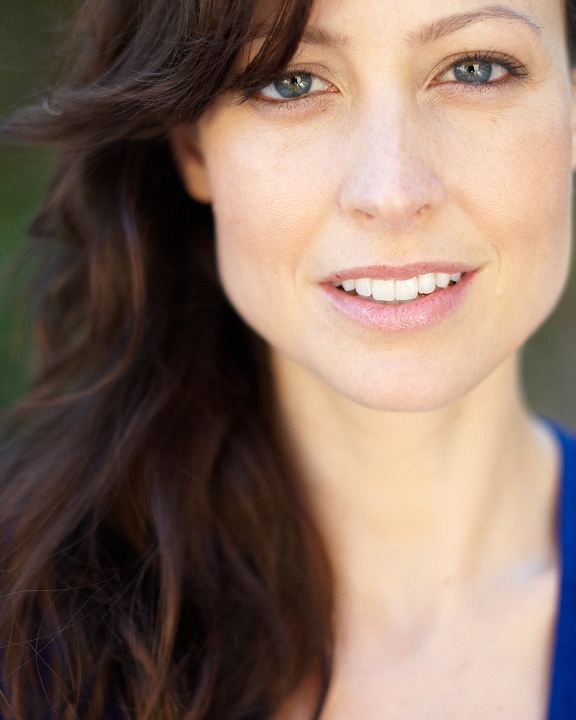
Alexie Gilmore (* 1976)

- Gilmore, Alfred (1812–1890), US-amerikanischer Politiker

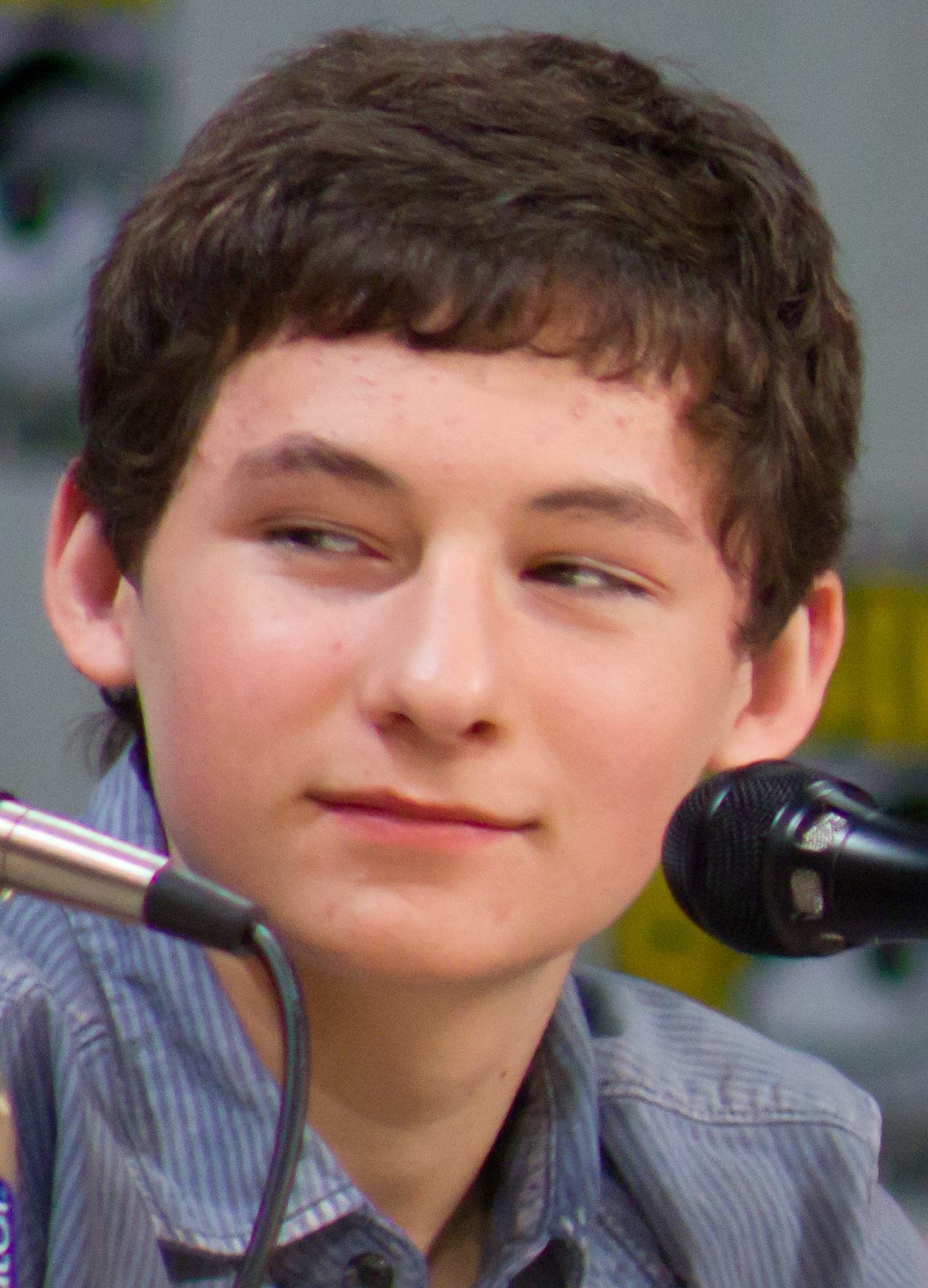
Jared S. Gilmore (* 2000)

- Gilmore, Artis (* 1949), US-amerikanischer Basketballspieler
- Gilmore, Brady (* 2001), australischer Radrennfahrer
- Gilmore, Buddy (* 1880), US-amerikanischer Ragtime- und Jazzmusiker
- Gilmore, Charles (* 1950), US-amerikanischer Eisschnellläufer
- Gilmore, Charles W. (1874–1945), US-amerikanischer Paläontologe
- Gilmore, David (* 1964), amerikanischer Jazz-Gitarrist
- Gilmore, David D. (* 1943), US-amerikanischer Anthropologe
- Gilmore, Eamon (* 1955), irischer Politiker
- Gilmore, Edward (1867–1924), US-amerikanischer Politiker
- Gilmore, Eugene Allen (1871–1953), US-amerikanischer Jurist und Politiker
- Gilmore, Gail (* 1950), US-amerikanische Opern-, Jazz- und Gospelsängerin (Mezzosopran)
- Gilmore, Gary (1940–1977), US-amerikanischer Raubmörder
- Gilmore, Glen (* 1971), australischer Polospieler
- Gilmore, Graeme (* 1945), australischer Radrennfahrer
- Gilmore, Jared S. (* 2000), US-amerikanischer SchauspielerJared S. Gilmore (* 2000)
- Gilmore, Jim (* 1949), US-amerikanischer Politiker
- Gilmore, Jimmie Dale (* 1945), US-amerikanischer Country-Singer-Songwriter
- Gilmore, John (1780–1845), US-amerikanischer Politiker
- Gilmore, John (1931–1995), US-amerikanischer Jazzmusiker
- Gilmore, John (1935–2016), US-amerikanischer Schriftsteller und Gonzo-Journalist
- Gilmore, John (* 1955), US-amerikanischer Hacker
- Gilmore, Joseph A. (1811–1867), US-amerikanischer Politiker
- Gilmore, Joseph Michael (1893–1962), US-amerikanischer Geistlicher, römisch-katholischer Bischof von Helena
- Gilmore, Lowell (1906–1960), US-amerikanischer Schauspieler
- Gilmore, Marcus (* 1986), US-amerikanischer Jazz-Schlagzeuger
- Gilmore, Marque, US-amerikanischer Schlagzeuger und Perkussionist
- Gilmore, Mary (1865–1962), australische Schriftstellerin
- Gilmore, Matthew (* 1972), belgischer Radrennfahrer und Radsporttrainer
- Gilmore, Pascal P. (1845–1931), US-amerikanischer Soldat und Politiker
- Gilmore, Patrick (1829–1892), irisch-amerikanischer Militärkapellmeister und Komponist
- Gilmore, Peter (1931–2013), britischer SchauspielerPeter Gilmore (1931–2013)

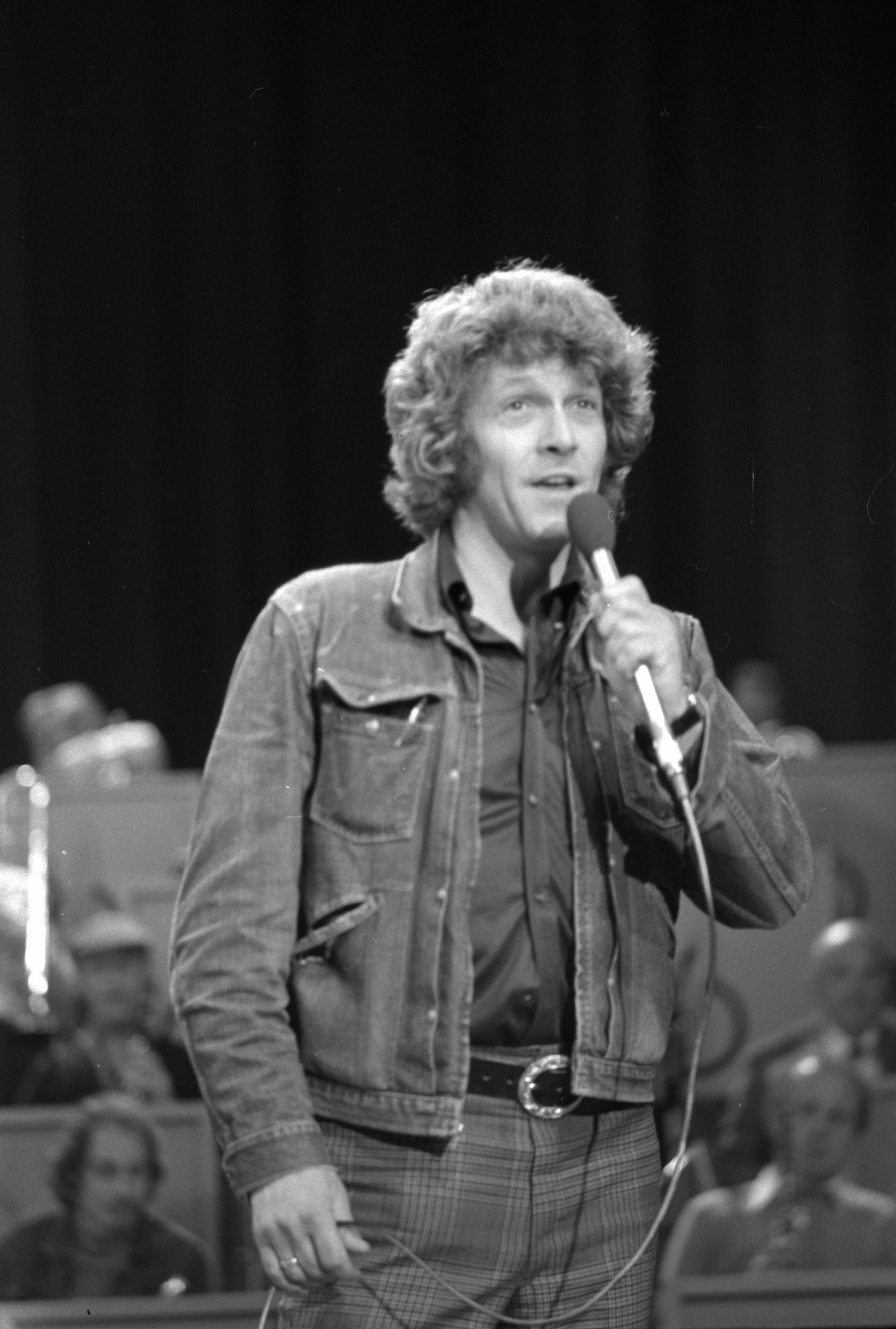
Peter Gilmore (1931–2013)

- Gilmore, Peter Howard, Hoherpriester der Church of SatanPeter Howard Gilmore

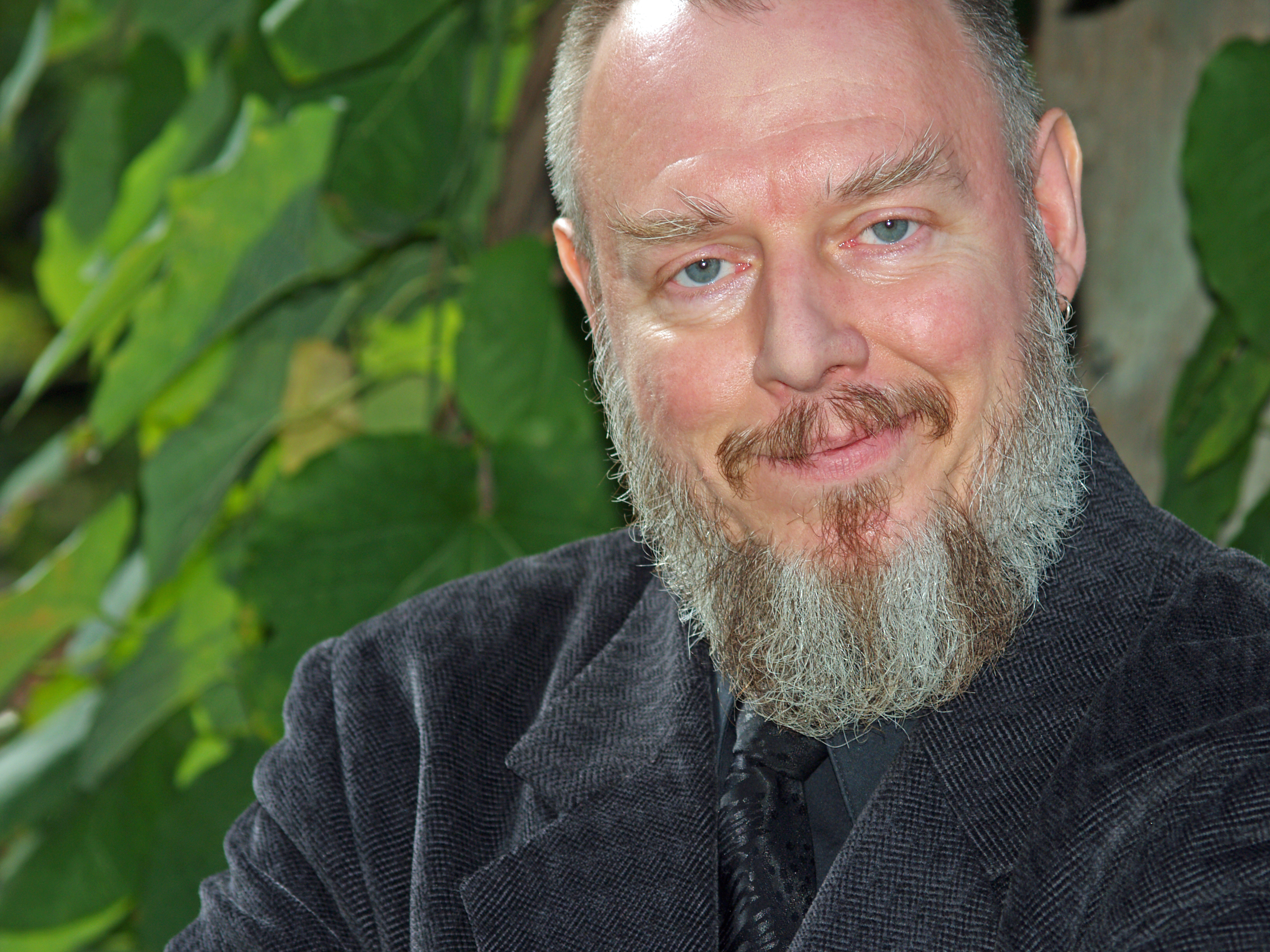
Peter Howard Gilmore

- Gilmore, Rochelle (* 1981), australische Radrennfahrerin und Teammanagerin
- Gilmore, Ronald Michael (* 1942), US-amerikanischer Geistlicher, Altbischof von Dodge City
- Gilmore, Rosamund (* 1955), englische Choreografin und Regisseurin
- Gilmore, Ruth Wilson (* 1950), US-amerikanische Geographin
- Gilmore, Samuel Louis (1859–1910), US-amerikanischer Politiker
- Gilmore, Sheila (* 1949), schottische Politikerin
- Gilmore, Stephanie (* 1988), australische Surferin
- Gilmore, Stephon (* 1990), US-amerikanischer American-Football-Spieler
- Gilmore, Steve (* 1943), US-amerikanischer Bassist des Modern Jazz
- Gilmore, Stuart (1909–1971), US-amerikanischer Filmeditor und Filmregisseur
- Gilmore, Virginia (1919–1986), US-amerikanische Schauspielerin
- Gilmore, William (1895–1969), US-amerikanischer Rudersportler
- Gilmour, Alexander S. (1931–2023), US-amerikanischer Elektroingenieur und Autor
- Gilmour, Angus (* 1990), schottischer Badmintonspieler
- Gilmour, Billy (* 2001), schottischer Fußballspieler
- Gilmour, Charlie (* 1999), schottischer Fußballspieler
- Gilmour, David (* 1946), britischer Gitarrist, Sänger, Musikproduzent, Komponist und SongwriterDavid Gilmour (* 1946)

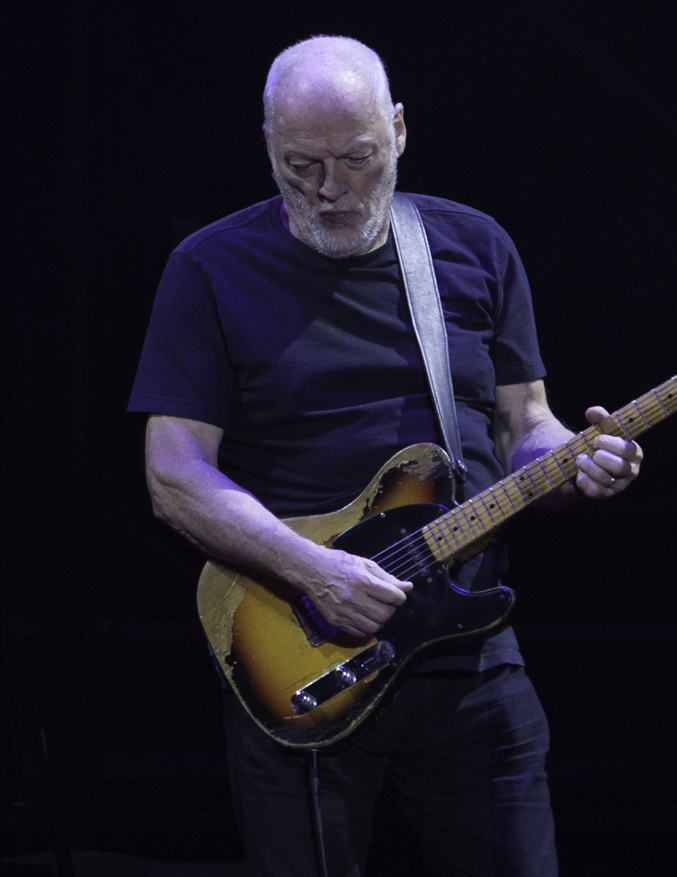
David Gilmour (* 1946)

- Gilmour, David (* 1949), kanadischer Schriftsteller, Fernsehjournalist und Filmkritiker
- Gilmour, David (* 1952), schottischer Autor
- Gilmour, David (* 1971), schottischer Badmintonspieler
- Gilmour, Doug (* 1963), kanadischer Eishockeyspieler, -trainer und -funktionär
- Gilmour, Ian (1926–2007), britischer Politiker, Mitglied des House of Commons
- Gilmour, John, 2. Baronet (1876–1940), schottischer Politiker und Offizier
- Gilmour, Kirsty (* 1993), schottische Badmintonspielerin
- Gilmullin, Lenar Ildussowitsch (1985–2007), russischer Fußballspieler
- Gilmutdinow, Ildar Irekowitsch (* 1962), russischer Politiker

### Gilo
- Gilo von Paris, mittellateinischer Dichter und Kardinalbischof von Tusculum (1121–1139)
- Giloi, Wolfgang (1930–2009), deutscher Informatiker und Hochschullehrer
- Gilomen, Hans-Jörg (* 1945), Schweizer Historiker
- Gilomen, Rosa (1884–1961), Präsidentin der sozialdemokratischen Frauengruppen der Schweiz
- Gilon, Ilan (1956–2022), israelischer Politiker
- Gilon, Karmi (* 1950), israelischer Diplomat
- Gilot, Fabien (* 1984), französischer Schwimmer
- Gilot, Françoise (1921–2023), französische Malerin und Geliebte von Pablo Picasso
- Gilot, Yolande (* 1950), deutsch-belgische Schauspielerin
- Gilovich, Thomas (* 1954), US-amerikanischer Psychologe
- Gilow, Manfred (* 1968), deutscher Auswanderer, TV-Darsteller und ehemaliger US-amerikanischer Polizist
- Gilowska, Zyta (1949–2016), polnische Wirtschaftswissenschaftlerin und Politikerin
- Gilowy, Edwin (1868–1926), deutscher Architekt

### Gilp
- Gilpatric, Guy (1896–1950), US-amerikanischer Drehbuchautor
- Gilpin, Betty (* 1986), US-amerikanische SchauspielerinBetty Gilpin (* 1986)

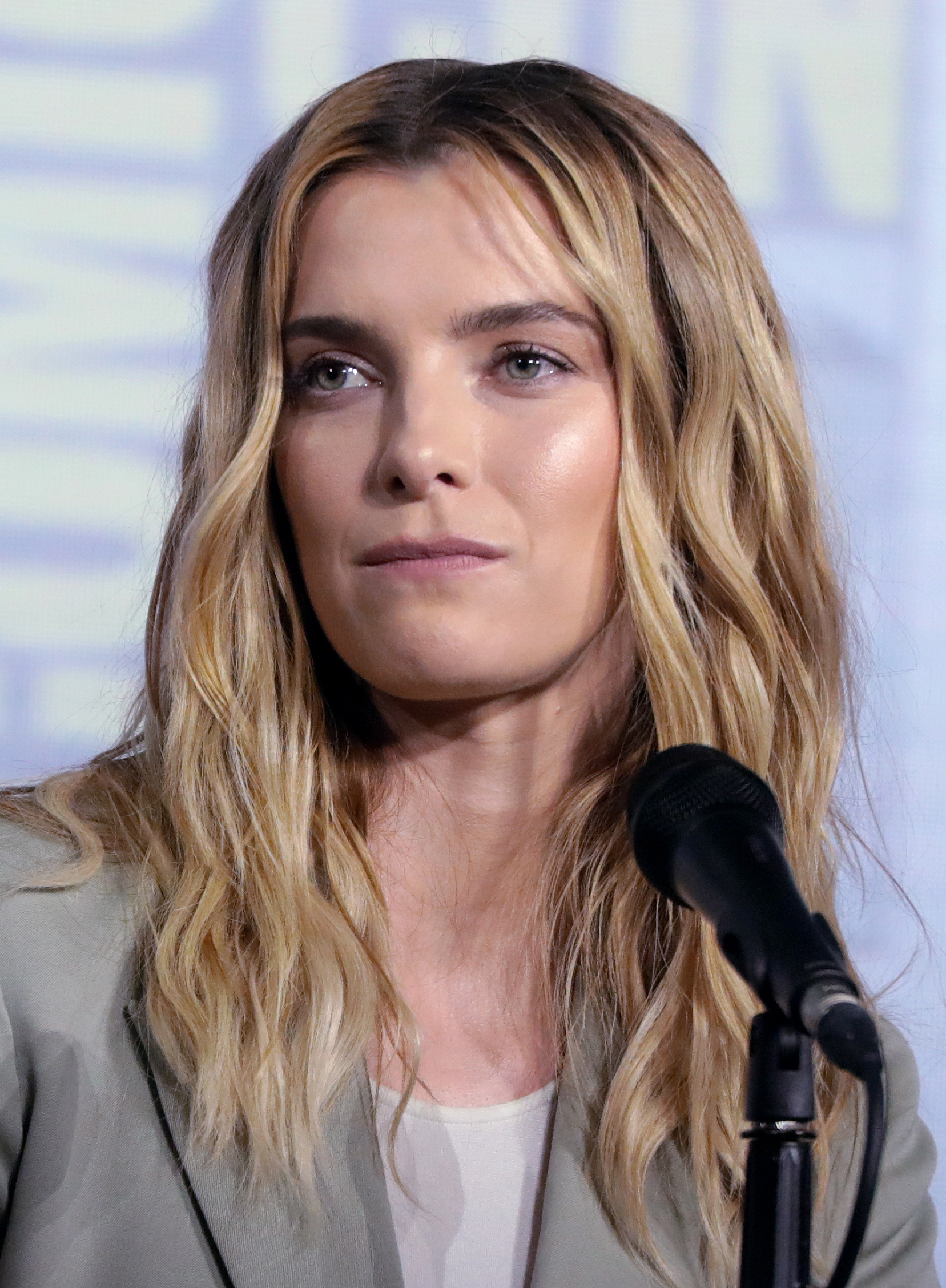
Betty Gilpin (* 1986)

- Gilpin, Henry D. (1801–1860), US-amerikanischer Jurist, Politiker und Justizminister (Attorney General)
- Gilpin, Laura (1891–1979), US-amerikanische Fotografin
- Gilpin, Marc (1966–2023), US-amerikanischer Schauspieler
- Gilpin, Peri (* 1961), US-amerikanische Schauspielerin
- Gilpin, Robert (1930–2018), US-amerikanischer Politikwissenschaftler
- Gilpin, William (1724–1804), englischer Schriftsteller, Geistlicher und Künstler
- Gilpin, William (1813–1894), US-amerikanischer Politiker
- Gilpin, William Sawrey (1762–1843), englischer Gartenarchitekt und Maler

### Gilr
- Gilroy, Bernard Michael (* 1956), US-amerikanischer Wirtschaftswissenschaftler und Hochschullehrer
- Gilroy, Beryl (1924–2001), britische Schriftstellerin und Lehrerin guyanischer Herkunft
- Gilroy, Dan (* 1959), US-amerikanischer Drehbuchautor und MusikerDan Gilroy (* 1959)

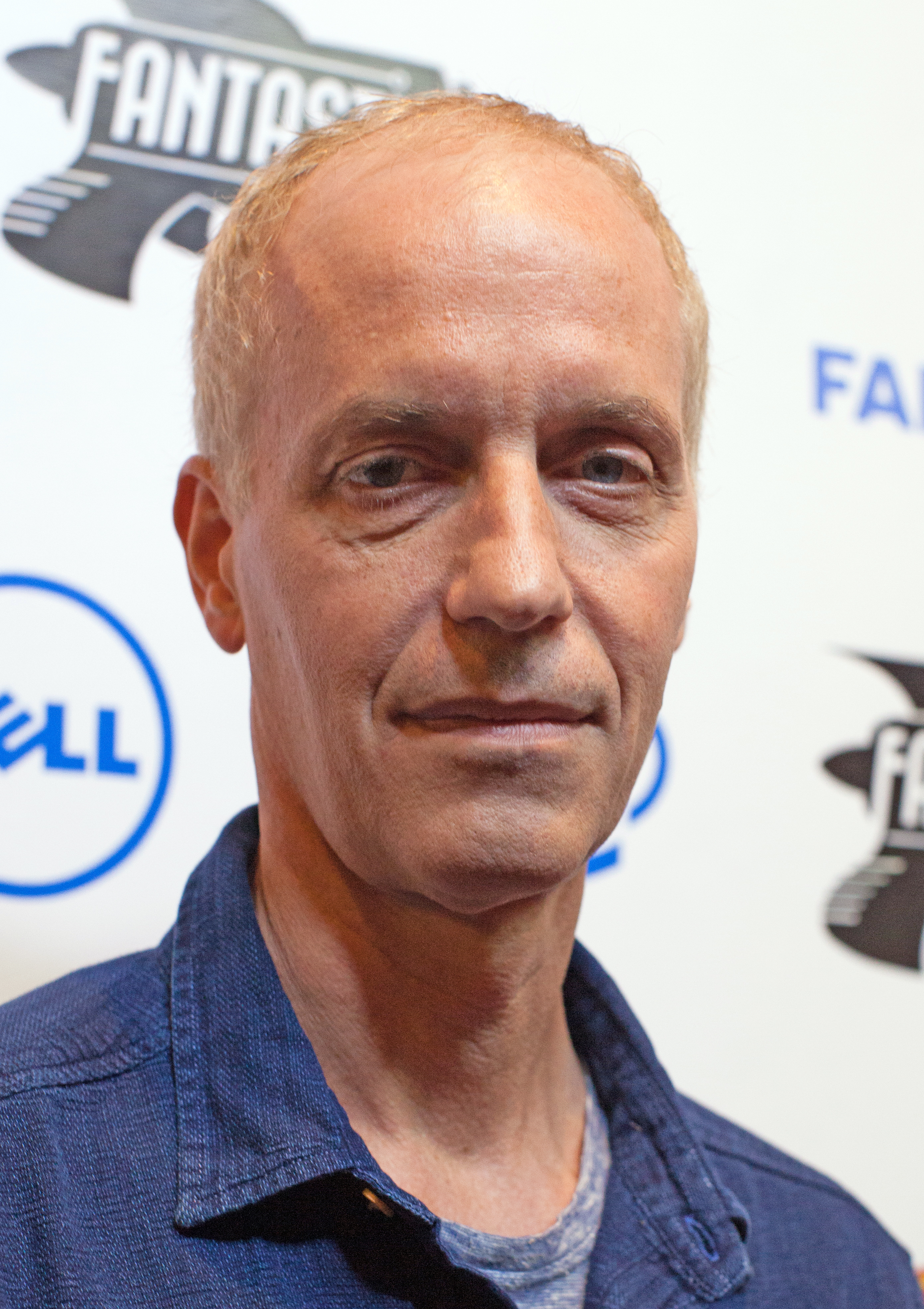
Dan Gilroy (* 1959)

- Gilroy, Frank D. (1925–2015), US-amerikanischer Dramatiker, Drehbuchautor und Filmregisseur
- Gilroy, Freddie (1936–2016), britischer bzw. irischer Boxer
- Gilroy, John (* 1959), US-amerikanischer Filmeditor
- Gilroy, Matt (* 1984), US-amerikanischer Eishockeyspieler und -trainer
- Gilroy, Norman Thomas (1896–1977), australischer Geistlicher, römisch-katholischer Erzbischof von Sydney und Kardinal
- Gilroy, Paul (* 1956), britischer Soziologe, Professor an der London School of Economics and Political Science
- Gilroy, Thomas Francis (1840–1911), US-amerikanischer Politiker
- Gilroy, Tony (* 1956), US-amerikanischer Drehbuchautor, Filmregisseur und FilmproduzentTony Gilroy (* 1956)

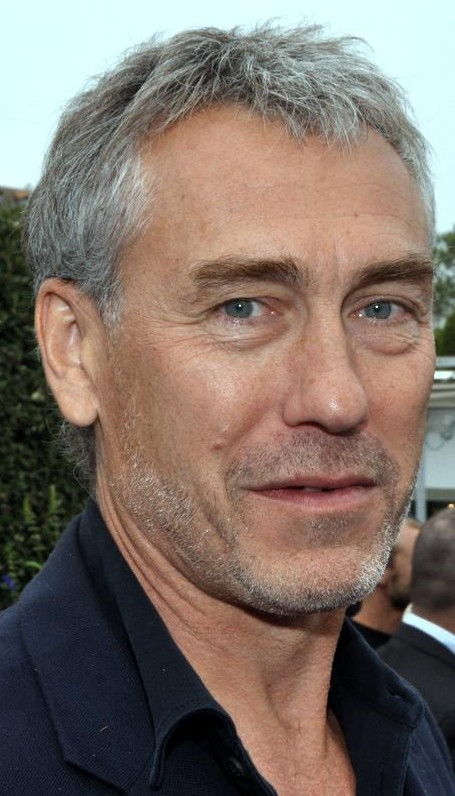
Tony Gilroy (* 1956)

- Gilruth, Jenny, schottische Politikerin
- Gilruth, Robert (1913–2000), US-amerikanischer Raumfahrtpionier, erster Direktor des Lyndon B. Johnson Space Center der NASA

### Gils
- Gils, Fritz (1901–1957), deutscher Zeichenlehrer, Künstler und Maler
- Gilsa, Adolf Ludwig von und zu (1838–1910), preußischer Offizier, Kammerherr und Intendant des Theaters in Kassel
- Gilsa, Adolf von und zu (1876–1945), deutscher Verwaltungsbeamter und Rittergutsbesitzer
- Gilsa, Carl Ludwig Philipp von (1753–1823), hessischer Kammerherr, Oberststallmeister und Großhofmeister aus dem Adelsgeschlecht derer von und zu Gilsa
- Gilsa, Charlotte Christine Wilhelmine von (1752–1822), Äbtissin des Stiftes Wallenstein zu Homberg
- Gilsa, Eitel von und zu (1700–1765), hessischer Generalleutnant
- Gilsa, Erich von (1879–1963), deutscher Politiker (DVP), MdR
- Gilsa, Friedrich Ludwig von und zu (1774–1854), deutscher Gutsbesitzer und Mitglied der kurhessischen Ständeversammlung
- Gilsa, Friedrich von (1808–1886), preußischer Generalmajor
- Gilsa, Friedrich von und zu (1799–1859), deutscher Oberförster, Mitglied der Landstände des Herzogtums Nassau
- Gilsa, Georg Ernst von und zu (1740–1798), deutscher Offizier, Obrist, Kriegsrat und Obereinnehmer
- Gilsa, Georg Ludewig Eitel von (1775–1812), deutscher Oberst und Regimentskommandeur
- Gilsa, Georg Ludwig von (1730–1792), preußischer Generalmajor und Chef des Dragonerregiments Nr. 3
- Gilsa, Gottfried von und zu (1879–1959), deutscher Verwaltungsbeamter und Rittergutsbesitzer
- Gilsa, Hans von und zu (1890–1974), deutscher Landrat
- Gilsa, Julius Friedrich von (1827–1902), preußischer Generalmajor
- Gilsa, Karl von und zu (1820–1883), preußischer Generalleutnant
- Gilsa, Karl von und zu (1854–1913), preußischer Generalmajor und Kommandeur der 4. Infanterie-Brigade
- Gilsa, Leopold von (1824–1870), deutsch-amerikanischer Offizier
- Gilsa, Moritz von und zu (1841–1909), preußischer Generalleutnant
- Gilsa, Werner von (1889–1945), deutscher General der Infanterie und letzter Kampfkommandant von Dresden
- Gilschwert, Josef (1924–2012), österreichischer Politiker (ÖVP), Landtagsabgeordneter im Burgenland
- Gilsdorf, Wilhelm (1895–1966), deutscher Ministerialbeamter
- Gilse van der Pals, Nikolai van (1891–1969), niederländischer Musikwissenschaftler und Dirigent
- Gilse, Jan van (1881–1944), niederländischer Komponist und Dirigent
- Gilsenbach, Hannelore (* 1950), deutsche Publizistin, Schriftstellerin, Biologin, Sängerin, Umweltaktivistin
- Gilsenbach, Reimar (1925–2001), deutscher Schriftsteller, Umwelt- und MenschenrechtsaktivistReimar Gilsenbach (1925–2001)

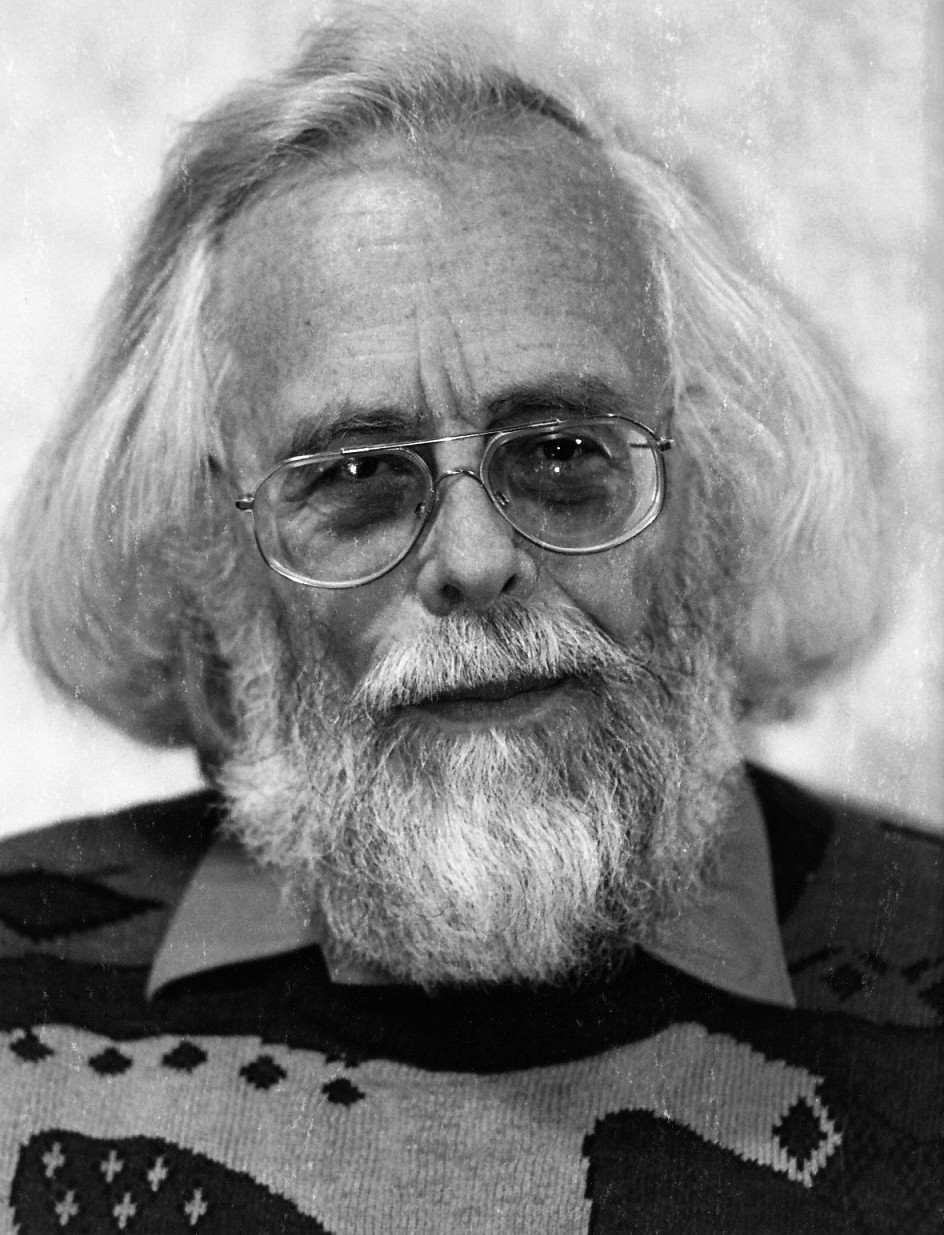
Reimar Gilsenbach (1925–2001)

- Gilsfort, Peter (* 1958), dänischer Schauspieler
- Gilsi, Fritz (1878–1961), Schweizer Graphiker und Maler
- Gilsi, René (1905–2002), Schweizer Graphiker, Maler und Karikaturist
- Gilsig, Jessalyn (* 1971), kanadisch-US-amerikanische SchauspielerinJessalyn Gilsig (* 1971)

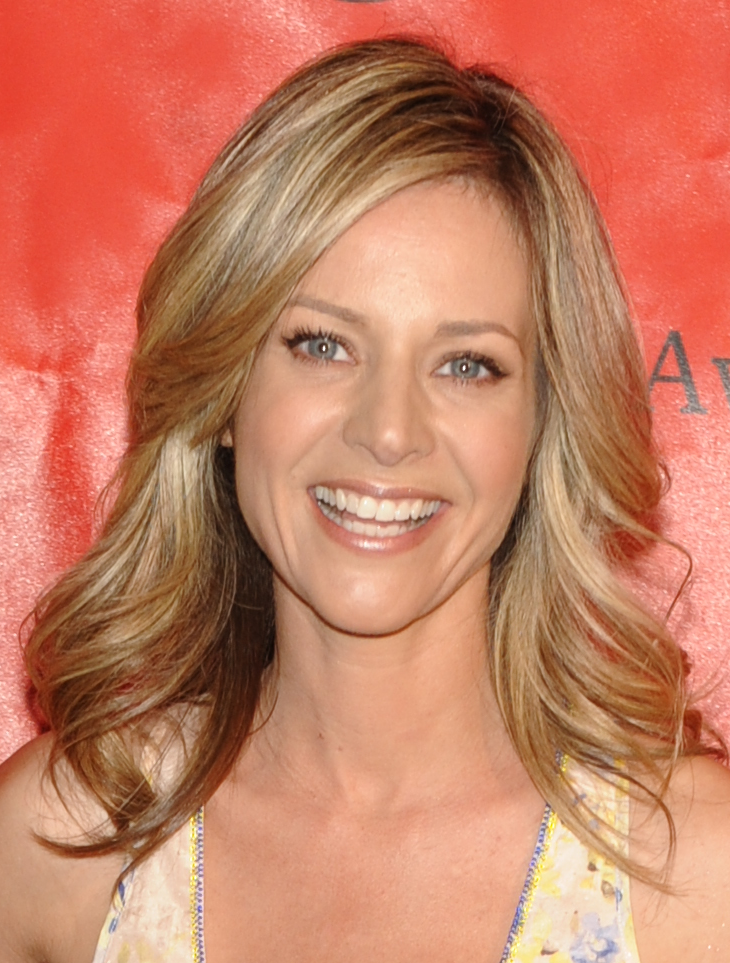
Jessalyn Gilsig (* 1971)

- Gilsing, Anton (1875–1946), deutscher Politiker (Zentrum, CDU), MdL
- Gilson, Arthur (1915–2004), belgischer Politiker
- Gilson, Chelsea, US-amerikanische Schauspielerin, Model und Yogalehrerin
- Gilson, David (* 1953), britischer Tubist und Kapellmeister
- Gilson, Étienne (1884–1978), französischer Philosoph
- Gilson, Georges (1929–2024), französischer Geistlicher, Alterzbischof von Sens, Prälat von Mission de France o Pontigny
- Gilson, Horace C., US-amerikanischer Politiker
- Gilson, Jef (1926–2012), französischer Jazzpianist, Komponist und Bigband-Leiter
- Gilson, Paul (1865–1942), belgischer Komponist
- Gilson, Roger (1947–1995), luxemburgischer Radsportler
- Gilson, Wilhelm (1916–2007), deutscher Energiemanager
- Gilsoul, Nicolas (* 1982), belgischer Rallyebeifahrer
- Gilsoul, Victor (1867–1939), belgischer Landschaftsmaler und Radierer
- Gilsoul-Hoppe, Ketty (1868–1939), belgische Blumen- und Landschaftsmalerin
- Gilstrap, Jim (* 1946), US-amerikanischer Sänger

### Gilt
- Giltburg, Boris (* 1984), israelischer Pianist
- Giltinan, Bob (* 1949), australischer Tennisspieler
- Giltinger, Andreas, deutscher Maler
- Giltjes, Norbert (1942–1998), deutscher Politiker (CDU), MdL
- Giltzheim, Rembertus, deutscher Mediziner und Hochschullehrer

### Gilw
- Gilwanowa, Regina Raschidowna (* 1990), russische Naturbahnrodlerin

### Gily
- Gilyard, Clarence junior (1955–2022), US-amerikanischer Schauspieler und Hochschullehrer
- Gilyard, Lorenzo (* 1950), amerikanischer Serienmörder

### Gilz
- Gilz, Artjom (* 1987), deutscher Schauspieler russischer Herkunft
- Gilze, Johann Christoph, deutscher Fayencemaler und Keramikfabrikant
- Gilzean, Alan (1938–2018), schottischer Fußballspieler
- Gilzer, Maren (* 1960), deutsche Schauspielerin und FotomodellMaren Gilzer (* 1960)

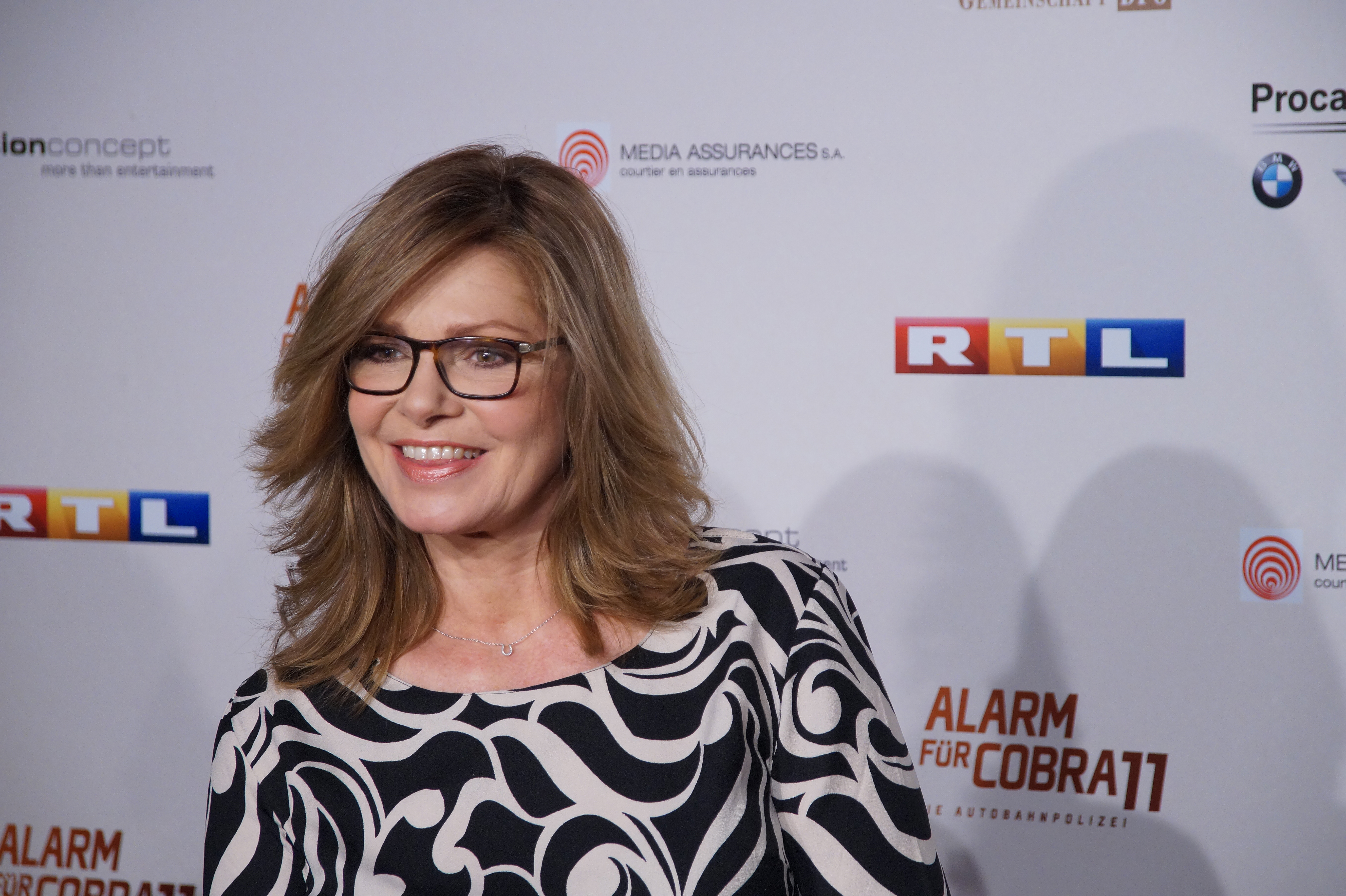
Maren Gilzer (* 1960)